# Château de Caen
Le château de Caen est un ensemble fortifié du centre-ville ancien de Caen, qui se dresse sur un éperon rocheux sur le territoire de la commune française de Caen, dans le département du Calvados, en région Normandie. Fondé vers 1060 par le duc Guillaume de Normandie, il est remanié au fil des siècles. Avec ses 5,5 hectares, c’est l’un des plus grands châteaux forts d’Europe.
Le château, à l'exception des bâtiments construits au XXe et XXIe siècles, est classé aux monuments historiques.
Depuis la deuxième partie du XXe siècle, le château accueille deux musées (musée des Beaux-Arts de Caen et musée de Normandie). Plusieurs œuvres d'art ont été installées à l'intérieur de l'enceinte du château.

## Localisation
Le château est établi dans la plaine de Caen, sur le bord sud d'un plateau de médiocre élévation qui s'interpose entre cette plaine et la côte de la Manche, dominant d'assez loin l'Odon, et la basse vallée de l'Orne, dans laquelle s'est développée la ville ancienne de Caen. La place forte crée par Guillaume de Normandie se situait au centre des terres occidentales de son duché, près du point de passage le plus favorables pour les routes transitant de l'est à l'ouest du duché.

## Historique

### Occupations antérieures auXIesiècle
Peu de traces d'occupations antérieures au XIe siècle ont été trouvées. Des fosses d'habitat de l'époque gauloise ont été fouillées en 2024-2025. Le mobilier céramique découvert date d'environ 150 à 50 avant notre ère,.
Sous les fondations du mur roman nord de la nef de l'église Saint-Georges, une fosse contenant des squelettes a été retrouvée. L'église aurait donc pu être fondée dès le Xe siècle, voire plus tôt pendant le haut Moyen Âge, sans que l'on puisse l'affirmer avec certitude.

### Château ducal (vers 1060-1204)

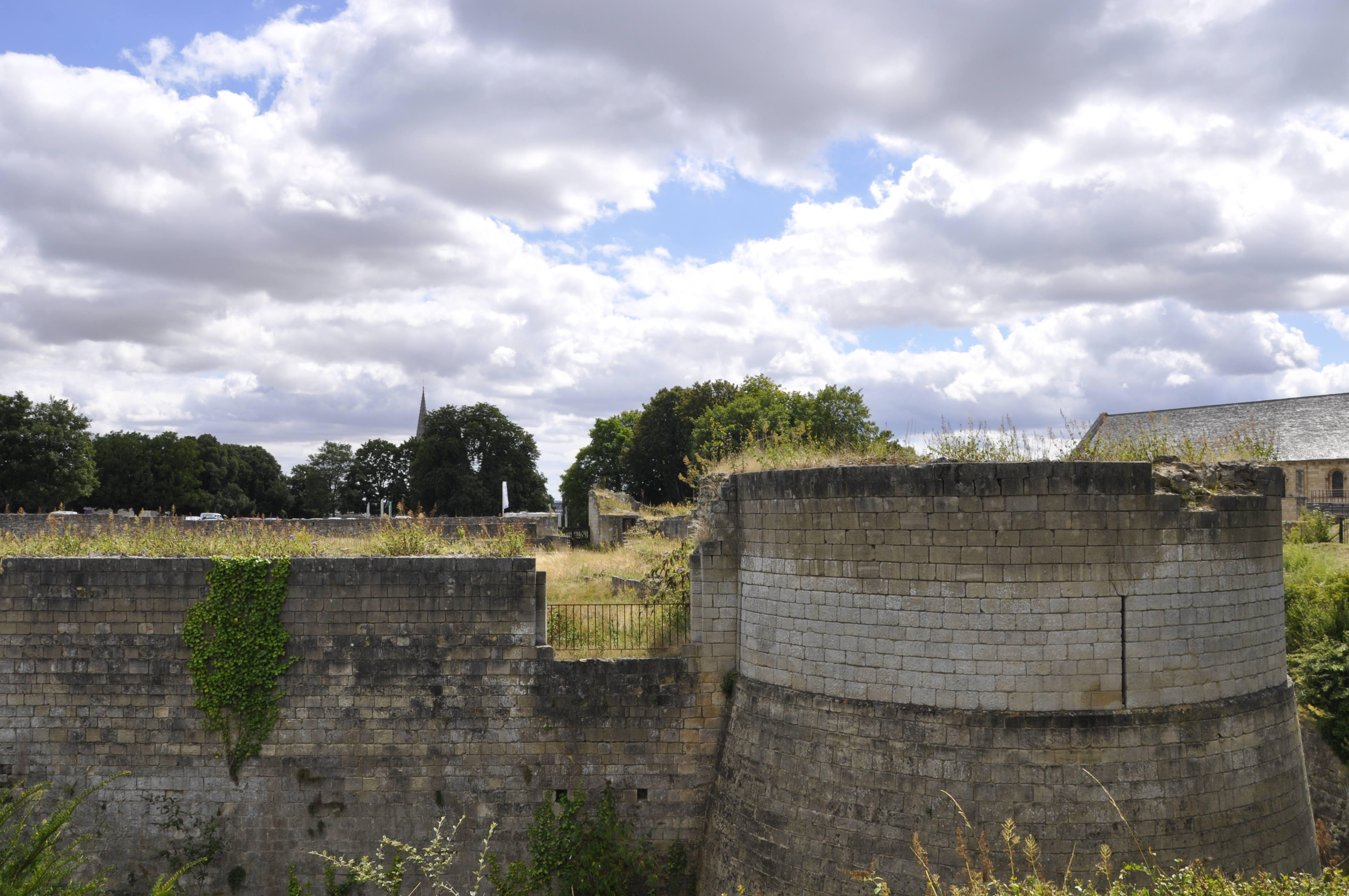
L'entrée primitive côté université.

#### Origines du château
À partir du Xe siècle, la croissance agricole caractéristique de cette période entraîne la création de nombreux marchés locaux. Les seigneurs, désireux de contrôler le développement des villes et villages, érigent des châteaux et souvent accompagnent ces établissements par la fondation d'un établissement religieux. Caen est un bon exemple de ce qu'on peut appeler un « bourg castral ». Situé dans une riche plaine agricole, Caen n'échappe en effet pas à la règle et connaît un rapide développement le long de la rive gauche de l'Odon. Il est donc possible qu'un premier élément fortifié, une enceinte linéaire de fossés et de palis, ait existé vers 1025, date à laquelle Caen est qualifié de burgus (bourg) dans une charte de Richard II. Toutefois aucun élément archéologique ne vient conforter cette théorie.

En 1057, l'armée du roi des Francs, Henri Ier, revenant du Bessin franchit l'Orne à Caen : 
« E a Caen Ogne passèrent.

Encore ert Caen sainz chastel

Ni aveit fait mur ne kernel »
— Wace, (vers 1069-1071)
Quoi qu'il en soit, c'est le duc de Normandie Guillaume II faisant de Caen la capitale de son duché, alors simple agglomérat de villages, sans forteresse ni fortification, qui met en place une véritable citadelle à partir de 1058/1060 sur un éperon calcaire, qu'il isole par un fossé, dominant la basse vallée de l'Orne. Il s'agit sûrement d'un moyen de contrôler cette agglomération qui prend de l'ampleur ; l'absence de lien entre le château et la ville à cette époque — la seule porte étant alors au nord — semble confirmer cette thèse. Mais le duc mûrit un plus grand dessein. Marqué par la rébellion des barons du Cotentin pendant sa jeunesse, il souhaite disposer d'un point d'appui sûr en Basse-Normandie. Le site de Caen, à proximité de la mer et à équidistance de Rouen et du Cotentin, est donc choisi par Guillaume afin d'y construire sa forteresse. La construction du château, au même titre que la fondation des deux abbayes caennaise, l'abbaye aux Hommes et l'abbaye aux Dames, montre la volonté du souverain d'établir une deuxième capitale dans la partie occidentale du duché de Normandie.

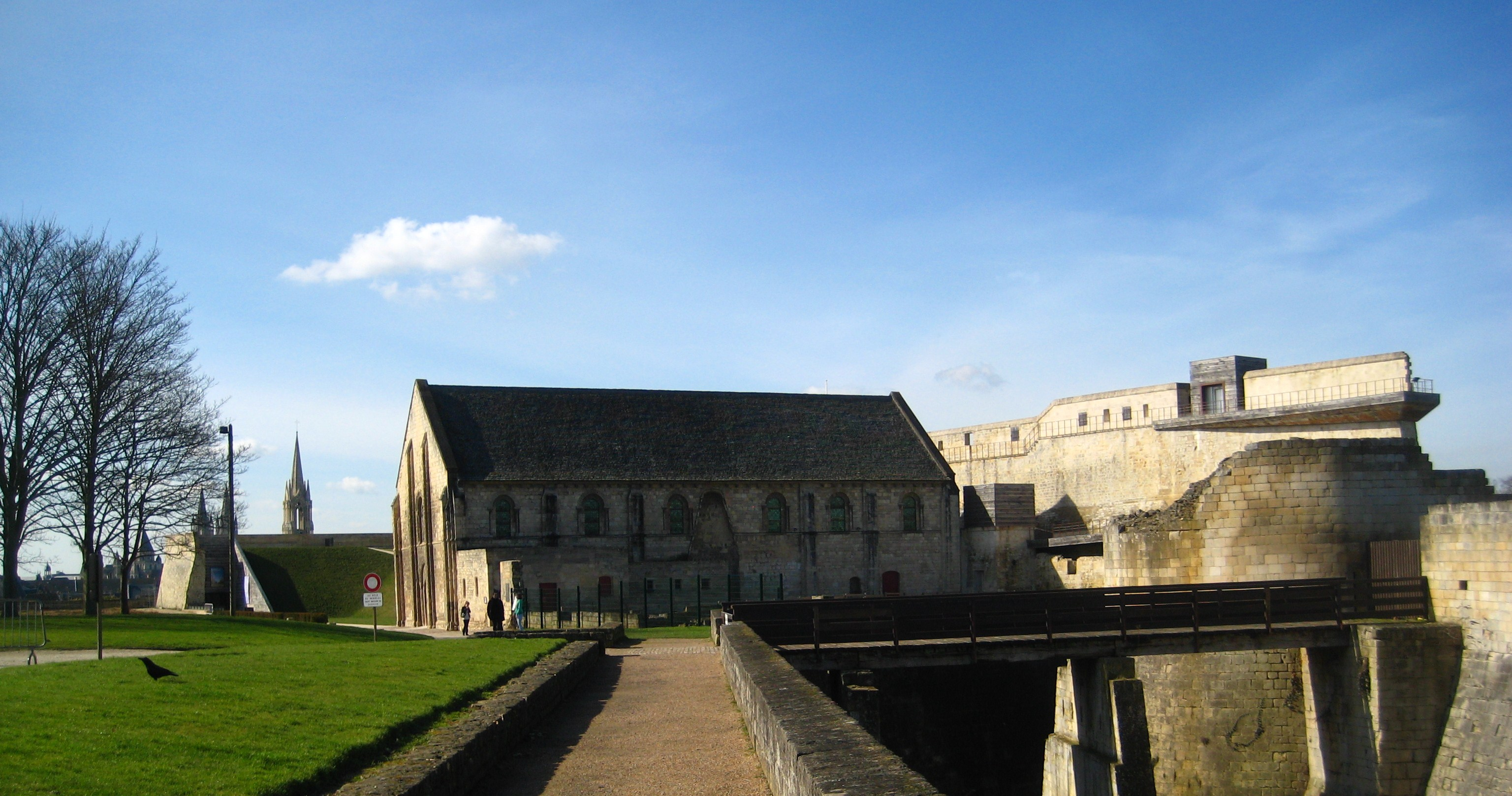
Salle de l'Échiquier (XIIe siècle).

#### Résidence princière
Toutefois, dès ses origines, le château de Caen semble être davantage une résidence princière où le duc-roi exprime sa puissance et son prestige qu'une forteresse au rôle militaire affirmé. L'élément le plus important du château est en effet le palais constitué d'appartements privés destinés à la famille princière (les camerae), d'une chapelle (la capella) et surtout d'une Grande Salle, salle d'apparat (l'aula). Certes, le château est protégé par les fossés et par l'escarpement rocheux, retaillé pour être plus abrupt, et dès la fin du règne de Guillaume le Conquérant, la simple palissade qui devait ceinturer le plateau a été remplacée par une muraille de pierre.
Mais le château souffre déjà de son archaïsme d'un point de vue militaire. L'enceinte d'une vaste emprise (5 ha), sur plan polygonal, inclut la paroisse et l'église Saint-Georges, pouvant constituer une gêne. Toutefois le château assurera un rôle de refuge tout au long du Moyen Âge. Plus grave, sa localisation à mi-pente le rend très vulnérable : il surplombe la ville qui se développe à ses pieds au sud, mais il est lui-même dominé au nord par les coteaux où s'élève aujourd'hui le campus 1, et il n'est protégé que par une simple tour-porte située au nord de l'enceinte, qui en est l'entrée principale carrossable, alors qu'il existe au sud une poterne piétonnière.

#### Renforcement du château auXIIesiècle
Robert Courteheuse, héritier de Guillaume pour la Normandie, n'intervient pas dans l'aménagement du site, contrairement à son frère Henri Ier Beauclerc, qui le supplante dans le duché en 1106. Il surélève le rempart et érige vers 1120/1123 le donjon à proximité de la tour-porte, afin d'en renforcer la défense. Cette tour carrée, protégé par un mur d'enceinte large de plus de 3,50 m et doublé par un fossé, est un véritable château à l'intérieur du château. Il fait partie des nombreuses tours construites par le roi d'Angleterre après sa reprise en main du duché de Normandie. Bernard Beck citant Robert de Torigni dit : « le roi Henri (Henri Ier Beauclerc) fit faire un très haut donjon dans le château de Caen, et renforça en hauteur le mur de ce même château que son père avait fait construire. Il laissa le rempart de la ville tel que son père Guillaume l'avait élevé. ».
Plus ou moins à la même époque, le roi d'Angleterre fait également construire une nouvelle « Aula Magna », aujourd'hui connue sous le nom de salle de l'Échiquier. Deux fois plus grande que la précédente, elle permet de répondre au faste de la cour royale. Cet usage survivra, puisque son successeur Henri II y accueille par deux fois, en 1158 et 1173, le roi de France Louis VII le Jeune, et avec ses fils (Richard Cœur de Lion et Jean sans Terre) y organisent en 1182 une fastueuse cérémonie pour les fêtes de Noël afin de démontrer la supériorité de sa cour et donc son prestige à ses adversaires, notamment le roi de France Philippe Auguste. Fait rare, une seconde salle d'apparat, plus petite, est semble-t-il construite à la fin du XIIe siècle, probablement sous Henri II Plantagenêt, au sud-ouest du grand hall sur l'esplanade surplombant la ville,.
Le rôle administratif et politique du château reste prégnant. Sa garde appartient au sénéchal de Normandie mais le château est placé sous l'autorité immédiate du connétable de Normandie. Le trésor royal, d'abord conservé à Falaise, migre au château de Caen qui est également le siège de la prévôté et la prison ducale. La place abrita deux conciles, dont l'un ayant pour objet de lever l'interdit déclenché à la suite de l'assassinat de Thomas Becket. L'étude des Grands rôles de l'Échiquier montre également que la résidence princière caennaise est l'une des plus visitées par les ducs-rois. Et surtout son rôle politique et administratif y est clairement identifié, surtout à partir de 1170 quand l'administration fiscale et judiciaire est partiellement sédentarisée à Caen.
Dans la deuxième partie du XIIe siècle, l'intérêt militaire que portent les souverains anglais au château de Caen s'amoindrit. Le duché n'est pas tiraillé par des troubles internes importants ; la menace provenant davantage de la frontière avec la France à l'est, Richard Cœur de Lion concentre ses efforts dans la vallée de la Seine. Après la mort de son frère, Jean sans Terre utilise le château comme prison dans le conflit qui l'oppose à son neveu Arthur de Bretagne en y enfermant ses partisans dont leur chef Hugues de Lusignan, comte de la Marche devenu son ennemi. Jean sans Terre avait à l'occasion même de leur mariage projeté à Angoulême enlevé Isabelle d'Angoulême à Hugues de Lusignan, pour l'épouser un peu plus tard, provoquant « la commise » des terres de Jean en France par Philippe Auguste. C'est dans le château que Jean, après que Philippe Auguste lui a déclaré la guerre, vient se mettre à l'abri avec sa jeune épouse Isabelle.

### Château royal (1204-1789)

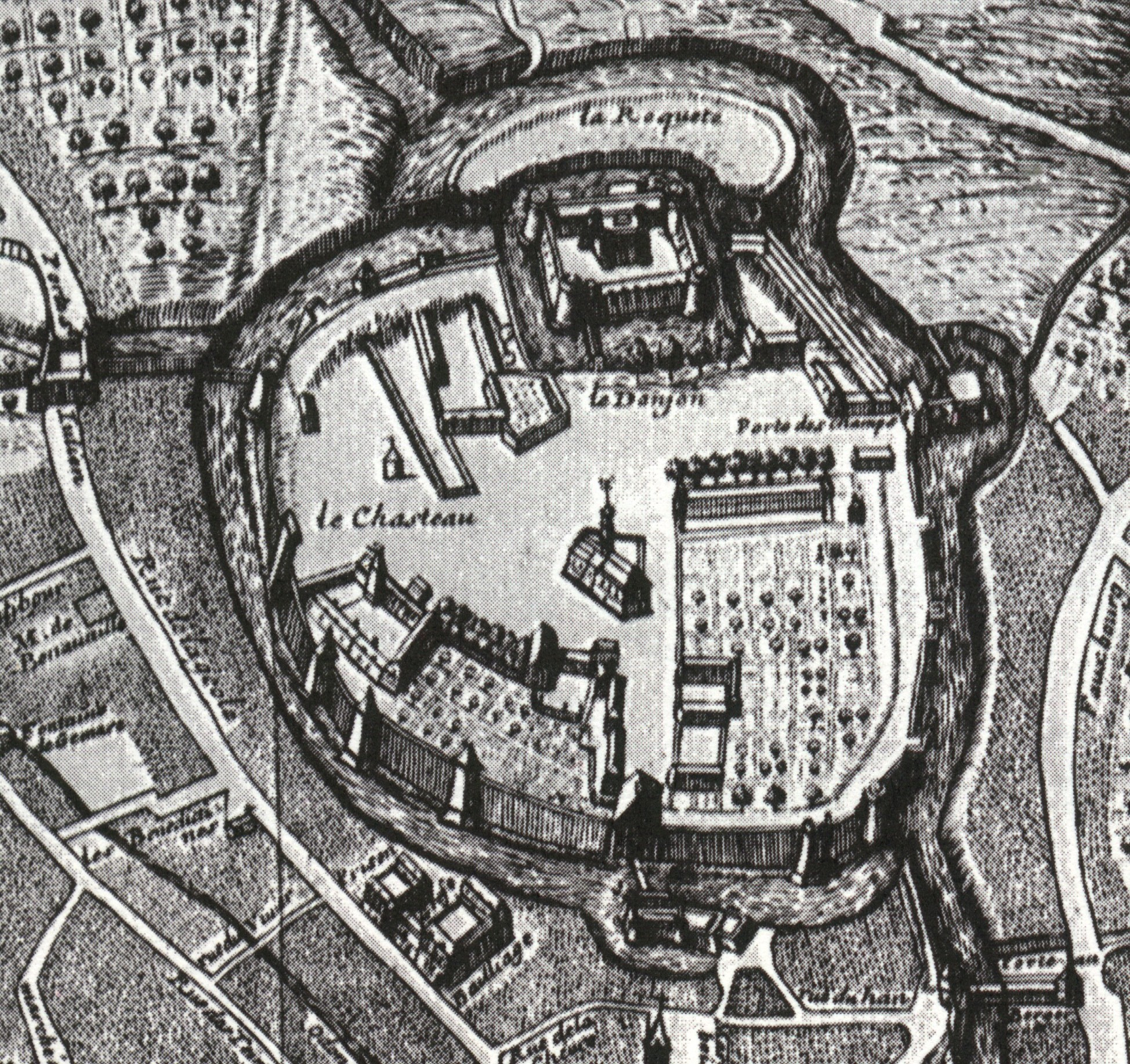
Le château au XVIIe siècle.

#### Remaniements de Philippe Auguste
La ville et le château de Caen font leurs soumissions en 1204 à Philippe Auguste trois jours avant que ce dernier n'arrive à Caen, faisant marche sur la ville après avoir pris Falaise. Comme ailleurs dans le duché, le roi de France entreprend d'importants travaux afin de moderniser la forteresse. Dans le but de dégager la  vue en cas d'attaque, il fait également raser un grand entrepôt qui se trouvait devant l'ancienne enceinte du donjon. Afin d'améliorer les défenses au nord, le donjon carré est entouré d'une vaste chemise flanquée à chaque angle par une puissante tour ronde, à l'image du Louvre bâti dix ans plus tôt, et isolée par un profond fossé. L'ensemble est doublé au nord par une autre tranchée tout aussi abrupte en fer à cheval qui forme ainsi une zone tampon appelée Roquette ou Garenne. L'accès au nord étant bouché par ces aménagements, l'accès se fait désormais à l'est par une porte fortifiée, la porte des Champs ou « de Secours », précédée de sa barbacane. Enfin deux tours circulaires sont érigées à l'est (tour Mathilde) et à l'ouest (tour Puchot) à la jonction avec les fortifications de Caen. Grâce à ses réalisations, le monarque dispose d'une citadelle plus sûre, mais il démontre également sa puissance dans l'une des principales villes de ce territoire nouvellement conquis.
Le commandement du château est alors donné à un « capitaine des chastel et ville de Caen », regroupant ainsi les deux fonctions jusqu'alors séparées. L'administration de la région confié au bailli royal, et tous deux résident dans la forteresse.
Une forge est construite entre les deux salles d'apparat. Jusqu'au XVIe siècle, le quart nord-ouest du château est dévolu principalement au travail du fer.

#### De la résidence princière au pôle administratif
Le château de Caen n'est plus une résidence princière et les visites royales se font rares. Saint Louis en 1256 et 1269, Philippe le Bel en 1307 et 1310, Louis X le Hutin en 1315, qui y promulgue la Charte aux Normands. Henri IV serait le dernier à y séjourner le 12 septembre 1603, ses successeurs préférant loger en ville lors de leur passage à Caen. Le château accueille aussi parfois des hôtes de marque, comme Richard d'York, lieutenant général de Normandie et gouverneur de France et de Normandie, pendant l'occupation anglaise.
Mais le château conserve surtout un rôle administratif important. L'Échiquier de Normandie s'y réunit une fois par an jusqu'à sa sédentarisation de fait en 1302 à Rouen. Le bailli de Caen, représentant du roi dans cette partie de la province, réside au sein de l'enceinte du château dans le Logis du Roi, mentionné pour la première fois en 1338. Le Logis du Roi, aujourd'hui connu sous le nom de Logis du Gouverneur, abritait les appartements personnels du bailli, une chapelle privée, les bureaux du bailliage et une salle d'audience. En 1450, le bailliage s'installe rue Catehoule (actuelle rue de Geôle). Le pouvoir royal est alors incarné par le gouverneur des villes et du château de Caen qui réside dans l'ancienne demeure du bailli. D'ailleurs la charge est souvent réunie à celle du bailli, quand elle n'est pas déléguée à un lieutenant général.

#### Pendant la guerre de Cent Ans
Au XIVe siècle, l'intérêt stratégique du château se trouve réaffirmé lors de la guerre de Cent Ans. La forteresse devient un élément clé du dispositif de défense de la Normandie. Pendant la chevauchée d'Édouard III en 1346, la ville et le château sont rapidement pris en raison de la faiblesse et vétusté des défenses. Des travaux de défense sont effectués : la transformation de la poterne sud ouvrant vers la ville en véritable accès fortifié, la porte Saint-Pierre, et la construction de la barbacane de la porte des Champs datent probablement de cette époque. Les tractations entre la France et l'Angleterre réduisent la menace extérieure et l'activité ralentit. 
Une nouvelle forge est construite entre les salles d'apparat. De par ses dimensions exceptionnelles, unique en Europe, et du fait de l'utilisation de pierre de taille, la grande forge fait partie d'un programme de construction qui renforce le côté monumental et ostentatoire du château et de l'espace palatial. À la même époque, apparaît dans les textes le manoir du roi (aujourd'hui musée de Normandie).
Le réaménagement cesse totalement au début de l'occupation anglaise qui commence en 1417 après la prise de la ville par Henri V et la reddition, le 20 septembre, après quatre jours de siège du château dans lequel s'est réfugié le sire de Montenay. Des travaux d'envergure reprennent toutefois à partir de 1435 quand les Français entreprennent de reconquérir la Normandie. Les Anglais construisent la barbacane de la porte Saint-Pierre afin de se protéger d'une attaque venue de la ville. Après la reconquête française en 1450, le château perd de son intérêt stratégique. Le bailli réside maintenant rue de Geôle, le donjon n'est plus entretenu, et les prisons sont fermées.

#### Symbole du pouvoir face aux troubles intérieurs
En tant que symbole du pouvoir, le château de Caen reste néanmoins la cible de ceux qui contestent l'autorité royale. De ce fait, le château est régulièrement modernisé afin de l'adapter au progrès de la poliorcétique. De 1467 à 1468, le capitaine du château et sa garnison prennent le parti de Charles de France, duc de Normandie (1465-1469), contre son frère, le roi Louis XI et les troubles liés à la guerre de la ligue du Bien public. François de Silly, bailli de Caen à partir de 1503, fait renforcer les murailles du château en accumulant d'épaisses masses de terre le long des remparts afin d'augmenter leur résistance à l'impact des boulets. Mais quand le château est bombardé à partir du 1er mars 1563 depuis le cimetière de l'église Saint-Julien par les troupes protestantes de l'amiral de Coligny lors de la première guerre de Religion, une brèche est ouverte dans les murailles au bout du troisième jour et les catholiques encerclés se rendent : Caen et toute la province tombent aux mains des protestants. Le château est repris le 14 avril 1563 par une troupe de 2 000 hommes, commandée par François du Plessis de Richelieu.
Au début du XVIe siècle, l'ancienne grande forge, abandonnée le siècle précédent, est transformée, probablement par Jean de Feschal, gouverneur du château entre 1504 et 1516, en une écurie prestigieuse en accord avec le goût de l'ornementation du début de la Renaissance. Différents types de mors sont reproduits en fresque sur les murs de l'écurie.
Dans le conflit qui oppose Louis XIII à sa mère, Marie de Médicis, le duc de Longueville, gouverneur de Normandie, prend le parti de la reine-mère et refuse d'obéir aux ordres royaux. Le capitaine Prudent, fidèle au gouverneur qui lui a confié le commandant du château, braque les canons sur la ville qui demande au roi d'intervenir. Le 14 ou 17 juillet 1620, le roi, assisté par César de Choiseul du Plessis-Praslin, assiège le château qui finit par se rendre au bout de huit jours. Certains proposent alors de faire raser le château mais le roi préfère garder la forteresse malgré son faible intérêt militaire. C'est le dernier fait d'armes important dans lequel le château joue un rôle direct. Le château est pris d'assaut par les révolutionnaires en 1789. Il est à nouveau envahi par les royalistes en 1815 ; mais comme en 1789, les autorités du château laissent rentrer la population sans intervenir.

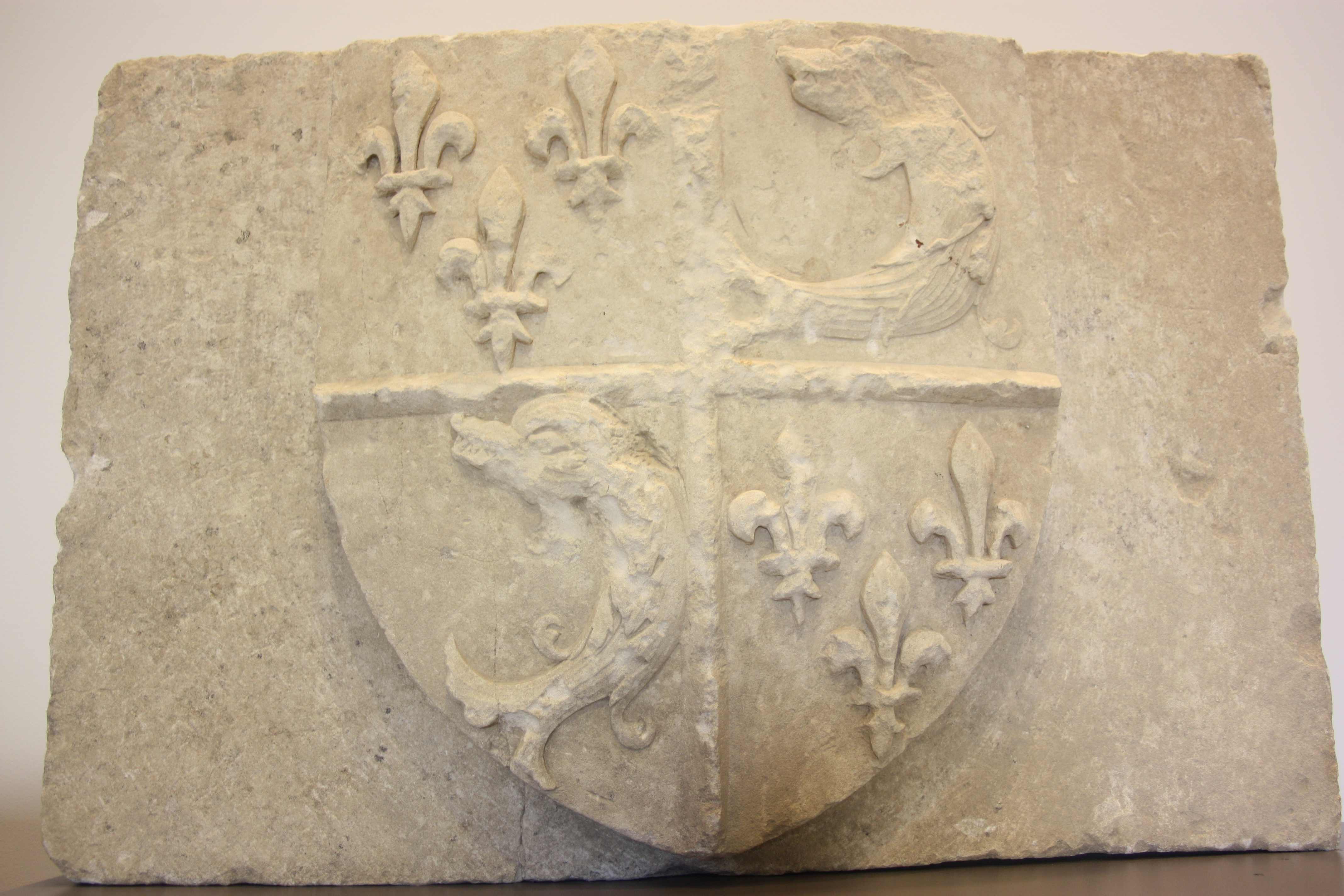
Armoiries du dauphin de France du XVe siècle retrouvées lors des fouilles de la salle des remparts.

#### Déclin de la paroisse Saint-Georges
L'histoire de la paroisse Saint-Georges au Moyen Âge est mal connue. Les sources écrites sont fragmentaires et les traces archéologiques rares. Il semblerait qu'il ait existé plusieurs secteurs de concentration de l'habitat dans le château : 
- à proximité de l'église Saint-Georges (vraisemblablement le long d'un axe dit chemin du roi) ;
- dans le secteur de la porte Saint-Pierre (sur l'emplacement du musée des Beaux-Arts notamment) ;
- entre le donjon et la porte des Champs.

Le type de population de la paroisse est également mal connu. Dans les actes, il est toutefois fait mention de manoirs et d'hôtels, ainsi que de chapelles privées, ce qui laisse à penser que les détenteurs de maison dans le château sont des proches du pouvoir ou des officiers au service du prince et que des notables de la ville aient cherché à résider dans le château.
À partir du XVIe siècle, l'usage purement militaire du château tend à se confirmer. La population civile déserte peu à peu l'enceinte castrale. L'église Saint-Georges a été construite pour accueillir une centaine de paroissiens, mais à la fin du XVIIIe siècle, les registres paroissiaux n'enregistrent plus qu'un enterrement par an dans le cimetière de 32 m2 qui entoure l'église, ce qui permet d'évaluer la population à environ 25 personnes. En outre, la part relative des familles de militaires tend à s'accroître et à devenir prédominante.
Le nombre de militaires fluctue avec le temps. Après 1450, la garnison se compose de 50 hommes en armes et de 100 archers. Pendant la période d'agitation liée aux guerres de Religion, très violentes en Normandie, l'effectif remonte jusqu'à 250 têtes, avant de retomber à 50 le siècle suivant. À la fin du XVIIe siècle, sous le règne de Louis XIV, est construit un hôtel des invalides. À la veille de la Révolution, cette compagnie des invalides est constituée de 70 hommes et cinq lieutenants. À cette époque, sont également cantonnés dans l'enceinte du château quatre canonniers et un commandant d'artillerie, un arsenal et des magasins à poudre y ayant été installés.

#### Prisons du château
Le château est également utilisé régulièrement comme prison. Des geôles sont mentionnées dès 1180 à l'angle sud-est de l'enceinte et vers la porte des Champs. cette prison est transférée au XVe siècle lors de l'occupation anglaise dans la rue Catehoule et devient la geôle du bailliage qui donne son nom à la rue. À partir de cette période, la différenciation entre prisonniers militaires et civils est de plus en plus nette. On ne dispose pas de sources permettant de connaître la place des prisonniers dans le château au XVIe siècle mais il existe de nombreux documents concernant la période courant du XVIIe au XIXe siècle. Le château de Caen n'est pas utilisé pour les prisonniers de droit commun qui sont envoyés dans la prison du bailliage ou le dépôt de mendicité de Beaulieu (actuel centre pénitentiaire de Caen à la Maladrerie). Les prisonniers du château sont de deux types : les civils envoyés par lettre de cachet et les captifs pour cause de guerre.
Les civils envoyés par lettre de cachet sont peu nombreux ; on en dénombre seulement cinq entre 1753 et 1787. Les témoignages des prisonniers eux-mêmes permet de comprendre que les conditions de détention sont loin d'être difficiles. Charles François Dumouriez « enfermé » en 1774 sur ordre de Louis XV au château d’où il ne sortira qu'à la mort du roi, loge chez le gouverneur, le chevalier de Canchy. L'emprisonnement au château de Caen reste en effet une faveur du roi ; cela permet au roi ou à une famille influente d'écarter provisoirement de la société un élément gênant sans lui faire subir de condition de détention dégradante.
La deuxième catégorie de prisonniers, les captifs pour fait d'armes, est plus importante numériquement, mais reste assez limitée. Le château est mis sporadiquement à disposition pour interner des prisonniers capturés lors de sédition paysanne (révolte des Nu-pieds en 1639) ou lors de guerre avec des ennemis extérieurs (les officiers espagnols venus de Flandres entre 1639 et 1648 ou les captifs de la bataille de Denain en août 1712). Il est possible que quelques protestants aient également été emprisonnés après la révocation de l'édit de Nantes en 1685. Les prisonniers étaient sous la surveillance de la garnison du château, mais tous les frais (habillement, nourriture, ameublements) étaient supportés par la ville.
Il n'existait pas de prison à proprement parler dans le château. On utilisait telle ou telle pièce en fonction des besoins. Ainsi en 1771, il est fait mention de trois cachots dans le donjon, deux dans la porte Saint-Pierre et d'une prison à bonnet de prêtre à proximité de cette dernière porte ; six ans plus tard, il semble qu'il n'y ait plus qu'une cellule située dans une des tours de la porte Saint-Pierre. Un projet de véritable prison militaire constituée de chambres de disciplines est proposé à la fin du XVIIIe siècle, mais jamais réalisé.

### Caserne (1789-1945)

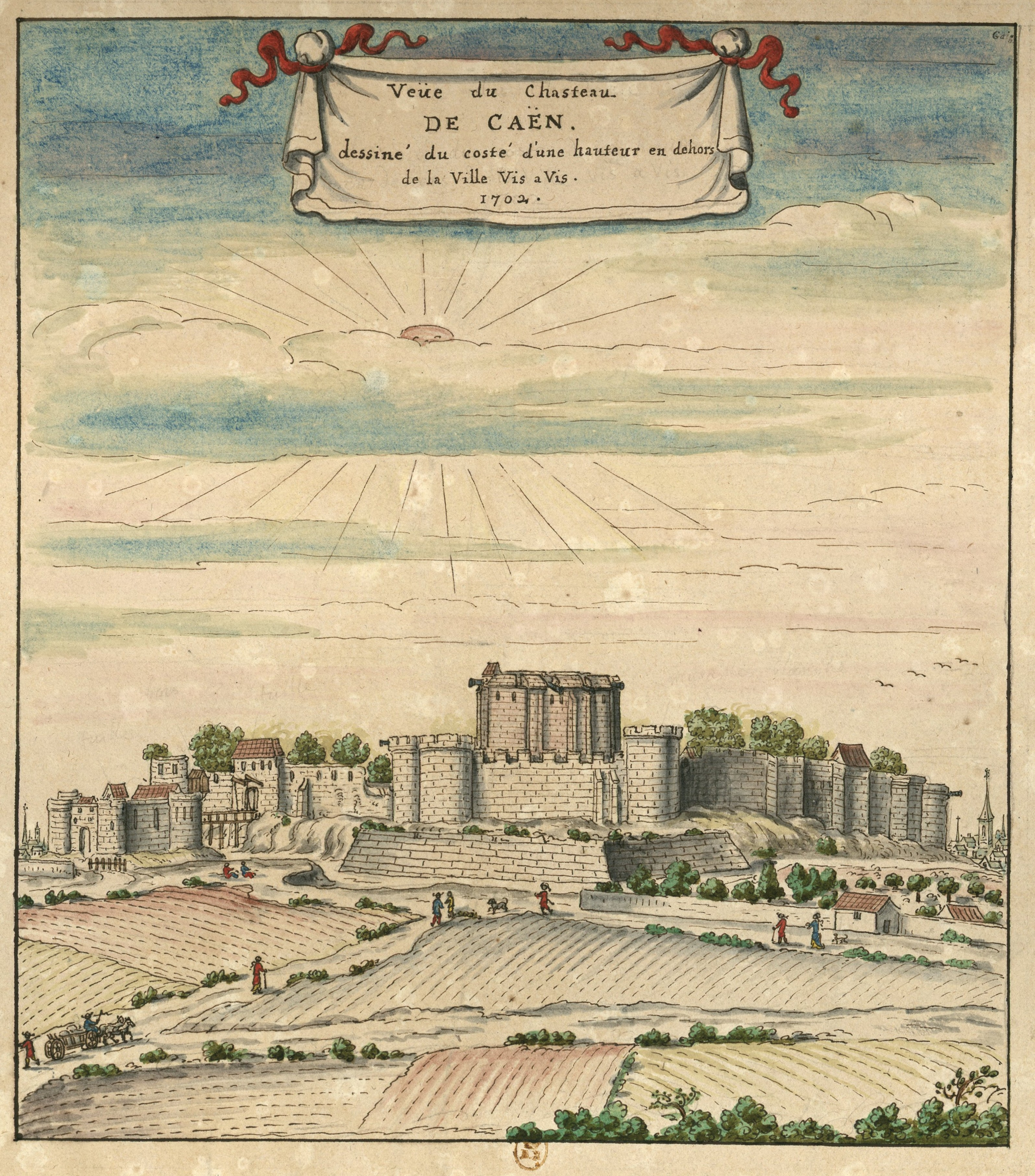
Vue du donjon en 1702.

#### Prison révolutionnaire et destruction du donjon
Le 18 juillet 1789, une foule s'empare du château et des armes qui y sont entreposées. Charles François Dumouriez, nommé gouverneur depuis peu de temps, accepte d'arborer la cocarde tricolore et la situation revient rapidement au calme. Pendant le reste de la Révolution française, le château est régulièrement utilisé comme prison par la ville qui peut ainsi isoler ceux qui sont identifiés comme étant des ennemis de la Révolution : le nouveau gouverneur du château, le vicomte Henri de Belzunce, en août 1789 ; 84 suspects royalistes en novembre 1791 ; l'ancien secrétaire de Jacques Necker, Georges Bayeux, en août 1792 ; 230 manifestants refusant la conscription militaire en mars 1793.
Les prisonniers les plus importants sont Claude-Antoine Prieur-Duvernois et Charles-Gilbert Romme, représentants en mission envoyés par la Convention nationale. Arrivés en pleine insurrections fédéralistes que soutiennent les autorités du district de Caen, ils sont assignés à résidence dans le presbytère de l'église Saint-Georges à partir du 12 juin 1793. Ils sont libérés un mois plus tard après la défaite des troupes fédéralistes lors de la bataille de Brécourt. Afin de punir cet affront, la Convention décrète le 6 août 1793 que « le donjon et château de Caen dans lesquels la liberté et la représentation nationale ont été outragées, seront démolis. Sur les ruines du donjon il sera planté un poteau, sur lequel seront inscrits les noms des députés déclarés traîtres à la patrie ». Les travaux de démolition commencent dès le 18 août. Le presbytère est démoli, le donjon en grande partie arasé et la porte Saint-Pierre endommagée.

#### Prison militaire
Mais la destruction s'arrête là et dans les derniers mois du Directoire, dès 1798, on restaure les défenses du château dans la crainte d'un débarquement anglais sur les côtes du Calvados. En 1805, la porte Saint-Pierre est effectivement restaurée. Le château retrouve en effet son usage militaire. Dès 1791, les derniers civils — en fait les reliquats de l'ancienne compagnie des Invalides. — sont chassés du château. En 1799, un magasin à poudre est installé dans l'ancienne église ; deux autres sont construits dans l'enceinte en 1815-1818. Comme sous l'Ancien Régime et pendant la Révolution, le château sert encore dans les deux premières décennies du XIXe siècle à emprisonner pendant un court séjour des contestataires (conscrits réfractaires, manifestants contre la cherté du blé). En 1812, les émeutiers de la journée du 2 mars y sont jugés, 6 d'entre eux étant exécutés dans la cour du château.
Ensuite, la prison devient exclusivement réservée aux militaires, les prisonniers de droit commun étant envoyés à Beaulieu ou dans la prison du palais de justice. La garnison stationnée dans le château après la paix de 1814 dispose de salles de police : deux cellules — l'une destinée aux soldats, l'autre aux sous-officiers — près de la porte Saint-Pierre et deux cachots dans la porte elle-même. Les graffitis gravés dans la pierre sont un témoignage de cet usage. La véritable prison militaire se trouvait toutefois dans des locaux vétustes situés rue des Carmes.
Les projets de construction d'une prison militaire dans l'enceinte du château se multiplient : 1819, 1824, 1827-1832, 1834. C'est en 1848 qu'une prison militaire est aménagée dans les bâtiments existants au sud-est de l'enceinte. Le conseil de guerre est installé au premier étage. Deux chambres, destinées aux officiers, sont rajoutées en 1854 et, en 1856, un préau clos par un mur est érigé afin de permettre la promenade des officiers captifs. La prison militaire devient un espace enclos à l'intérieur de l'enceinte castrale. Pouvant accueillir 2 officiers, 37 soldats et sous-officiers, elle est jugée trop petite et est finalement fermée en 1881 quand le château est transformé en caserne.

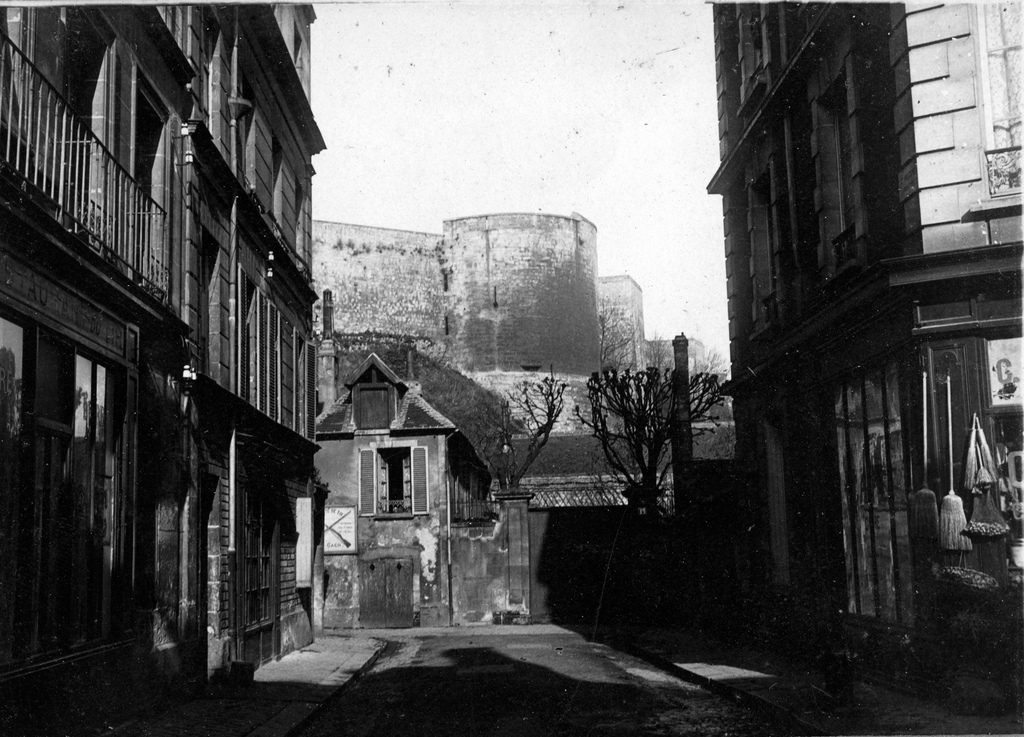
Le tissu urbain à l'assaut du château ; ici, le Vaugueux.

#### Rôle mineur jusque dans les années 1870
Jusqu'à la fin du XIXe siècle, le château occupe une place subalterne dans l'appareil militaire national et régional. Outre le conseil de guerre et sa prison, on y trouve les bureaux de recrutement, le chef de bataillon du génie et le chef d'escadron d'artillerie. Mais le château est condamné par son archaïsme. En 1811, alors même que le blocus des ports normands par les Anglais se resserre, Napoléon Ier fustige dans une lettre adressée à son ministre de la Guerre les travaux de restauration de la porte Saint-Pierre et précise qu'« il faudrait démolir cette citadelle et la vendre à la ville dont les promenades y gagneraient ». Inadapté au nouveau type de conflits, le château est sauvé par son importance pour le maintien de l'ordre dans une ville jugée trop frondeuse.
Le 23 juillet 1881, le château est définitivement rayé du tableau des places fortes, mais reste dans le domaine d'État affecté au département de la Guerre.

#### Création de la caserne Lefèbvre
La situation change toutefois sous la Troisième République. La défaite de 1870 amène les autorités à réorganiser totalement l'appareil militaire national et notamment son implantation territoriale. Tout au long du XIXe siècle, la ville de Caen, qui — outre la caserne de Remonte — ne dispose que d'une caserne inadaptée aux besoins de l'époque (la caserne Hamelin), demande l'implantation d'un régiment de cavalerie.
C'est finalement une prestigieuse unité de fantassins qui s'installe au château. Le 36e RI y est cantonné par étape à partir de 1876. Au début de l'année 1877, un premier bâtiment est construit au nord de l'enceinte ; les derniers restes du donjon sont abattus, les fossés comblés, les anciennes prisons détruites et le terrain aplani afin d'aménager une vaste place d'armes. Les premiers soldats prennent possession des lieux début juillet 1877. Jusqu'en 1901, le régiment est cantonné par alternance à Paris, Falaise et Caen avec le 5e RI. Après cette date, il est définitivement fixé à Caen et un nouveau bâtiment est construit perpendiculairement au premier, entre celui-ci et la porte des Champs. D'autres unités se joignent au 36e RI dans la première décennie du XXe siècle : un bataillon du 5e RI en 1905 et les compagnies du 129e RI après 1908. Le château est donc profondément remanié afin de devenir la caserne Lefèvre, elle peut accueillir, pour les manœuvres, jusqu'à 5 000 hommes d'infanterie.
Les bâtiments de cantonnement érigés à l'emplacement du donjon sont conçus selon les stéréotypes de l'architecture militaire de l'époque :
- un rez-de-chaussée avec les lavabos, les cantines et les bureaux des sous-officiers ;
- deux étages où logent les troupes dans des chambrées de 25–28 hommes ;
- des combles dans lesquels on installe les réservistes pendant leur période d'instruction ;
- les niveaux supérieurs étant desservis par quatre escaliers, un par compagnie.

1 600 hommes étaient cantonnés dans le château et ce chiffre pouvait monter jusqu'à 2 400 pendant la période de service des réservistes. Jusqu'en 1914, le 36e ne prend part à aucun combat. La vie de la garnison tourne autour de la formation des conscrits et des manœuvres. Le régiment occupe alors une place importante dans la vie locale tant d'un point de vue économique que culturel. Le 36e est mobilisé le 5 août 1914 et revient triomphalement en 1919. Mais les effectifs baissent et l'unité est finalement dissoute en 1923 au grand dam de la ville. En 1938, un monument aux morts en mémoire des 8 838 membres du 36e tués pendant le conflit est érigé à proximité de l'ancienne chapelle palatine. L'année suivante, le régiment est reformé et quitte Caen le 10 septembre 1940.

#### Ouverture progressive au public
Dans la première partie du XXe siècle, le château commence à s'ouvrir vers l'extérieur. À partir des années 1910, une partie des bâtiments du château est classée (enceinte et salle de l’Échiquier en 1913). En 1928, l'entretien des bâtiments classés sont mis à la charge des monuments historiques en contrepartie d'une ouverture des lieux au public. La caserne est alors ouverte quotidiennement à la visite. À partir de 1938, du fait des tensions internationales, le château n'est plus ouvert que deux demi-journées par semaine. La visite est libre et des panneaux peints à même les murs viennent donner au visiter des explications. En 1929, les pourparlers sont en bonne voie pour que la ville récupère l'emprise du château. Le plan Danger prévoit d'installer dans le château un musée d'art historique et normand. Les projets sont toutefois interrompus du fait de l'arrivée de la guerre.

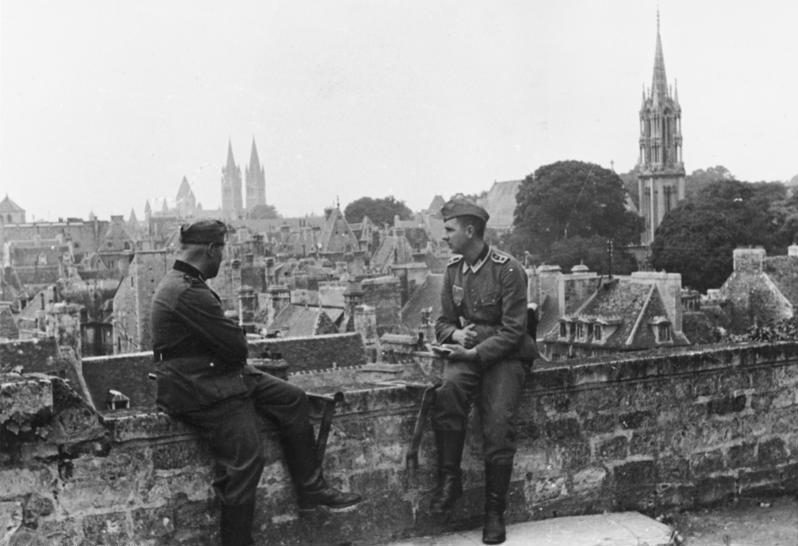
Soldats de la force d'occupation allemande sur la terrasse d'artillerie (1940).

#### Après le débarquement de Normandie
Après l'armistice, les troupes du Troisième Reich occupent le château. Mal entretenus pendant des années, les bâtiments sont très vétustes ; à tel point qu'en 1941, le front sud des remparts s'effondre. Pendant le débarquement de Normandie, des Anglais et des Canadiens y sont emprisonnés. Pendant la bataille de Caen, le secteur du château est la cible des bombardements aériens et des tirs d'artillerie. Le château et ses abords sont sérieusement endommagés :
- l'enceinte est touchée à plusieurs endroits ;
- les bâtiments au sud de l'enceinte sont en ruine ;
- les vestiges du Vieux palais et le bâtiment nord de la caserne sont détruits ;
- les autres monuments de l'enceinte (Échiquier, logis du Gouverneur, église Saint-Georges) sont endommagés.

La cour sert de lieu d'exécution d'un collaborateur notoire le 10 février 1945. Puis, pour les travaux de déblaiement de la ville, des baraquements sont installés pour accueillir l'office national des cantonnements des ouvriers de la reconstruction (ONCOR).
À la fin du déblaiement des ruines de Caen en 1946, le château, qui n'était plus visible des Caennais depuis plus d'un siècle et demi du fait de la destruction du donjon et de l'envahissement des fossés par les habitations, réapparaît. Il est décidé de restaurer et de mettre en valeur cet ensemble qui surplombe la ville. Ayant perdu définitivement son usage militaire, il est rendu, ainsi que le plateau qui l'entoure, par le ministère de la Défense à la ville en 1956. La caserne Lefèbvre est détruite en décembre 1958.

### L'enceinte des musées

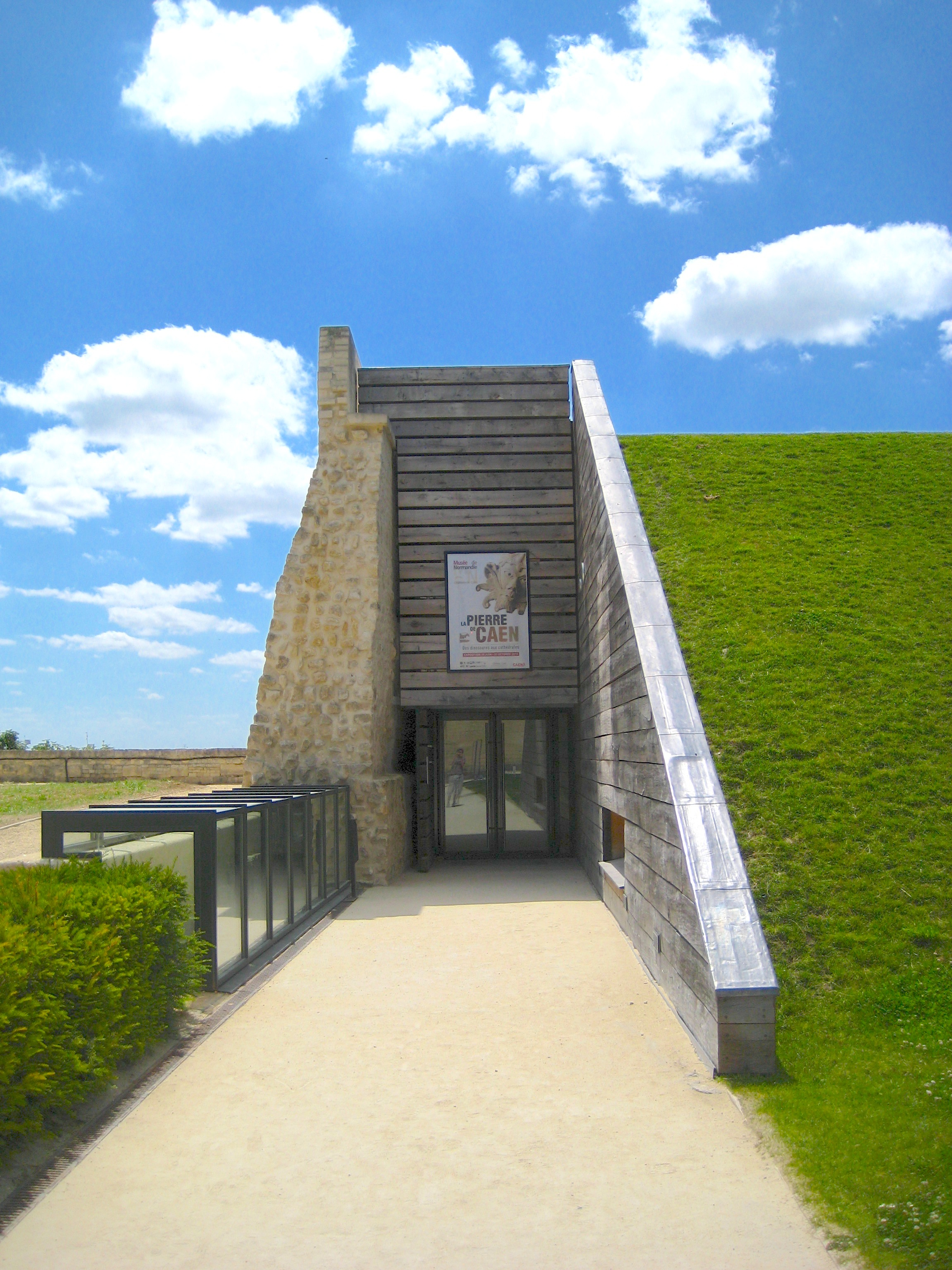
Entrée de la salle des remparts du musée de Normandie.

#### Restauration et fouilles archéologiques
Le château est restauré dans son état le plus proche de l'époque médiévale. Bien qu'ils soient inscrits en 1946, les bâtiments à l'intérieur de l'enceinte datant du XVIe – XVIIe siècle sont détruits. Les éléments de décoration ornant la porte Saint-Pierre depuis sa reconstruction au début du XIXe siècle (colonnes, fronton avec le sceau du Premier Empire) sont également déposés. Les baraquements du XIXe siècle qui ont survécu pour la plupart aux bombardements servent de centre d'hébergement pour l'office national des cantonnements des ouvriers de la reconstruction, puis sont démolis en 1958.
En 1949, l'archéologue caennais Michel de Boüard entreprend les premières fouilles aux abords de l'église Saint-Georges ; il s'agit d'un des premiers exemples d'archéologie médiévale. Des fouilles systématiques sont menées dans l'enceinte du château de Caen ; elles permettent notamment de dégager les bases du donjon enfouies aux XIXe siècle après le comblement des fossés et la construction des baraquements de la caserne.
Parallèlement à ces travaux, les autorités s'opposent sur la destination à donner aux bâtiments conservés. L'Université de Caen souhaite intégrer le château au campus qui est édifié par Henry Bernard sur les coteaux nord (actuel Campus 1). Dans ce cadre, l'architecte en chef de la reconstruction de Caen Marc Brillaud de Laujardière prévoit le prolongement de la future avenue du Six-Juin jusqu'à l'université. Il est également prévu de construire un monument à l'emplacement du donjon. Ce projet, qui nécessitait de percer les remparts sud et de combler le fossé nord n'est pas mené à bien, notamment du fait de l'opposition de l'administration des monuments historiques,. Le projet d'affectation à l'université est définitivement abandonné en octobre 1956 par la cession du château à la ville par l'administration du Domaine.
La ville souhaite quant à elle faire du château l'enceinte des musées. À mi-chemin des commerces du centre et de l'université, le château devient le lieu de rencontre symbolique entre la ville et le savoir. En décembre 1963, le musée de Normandie accueille ses premiers visiteurs dans le Logis des Gouverneurs, restauré pour l'occasion. L'avant-projet du nouveau musée des beaux-arts est présenté en 1967 et le musée, à demi enterré pour ne pas rompre l'harmonie des jardins et des remparts, ouvre ses portes en 1970. En 1994, une nouvelle aile est ajoutée au musée. Depuis 2007, plusieurs œuvres, notamment One Man, nine animals de Huang Yong Ping, ont été installées autour du musée afin de former un parc des sculptures.

#### Projets de mise en valeur

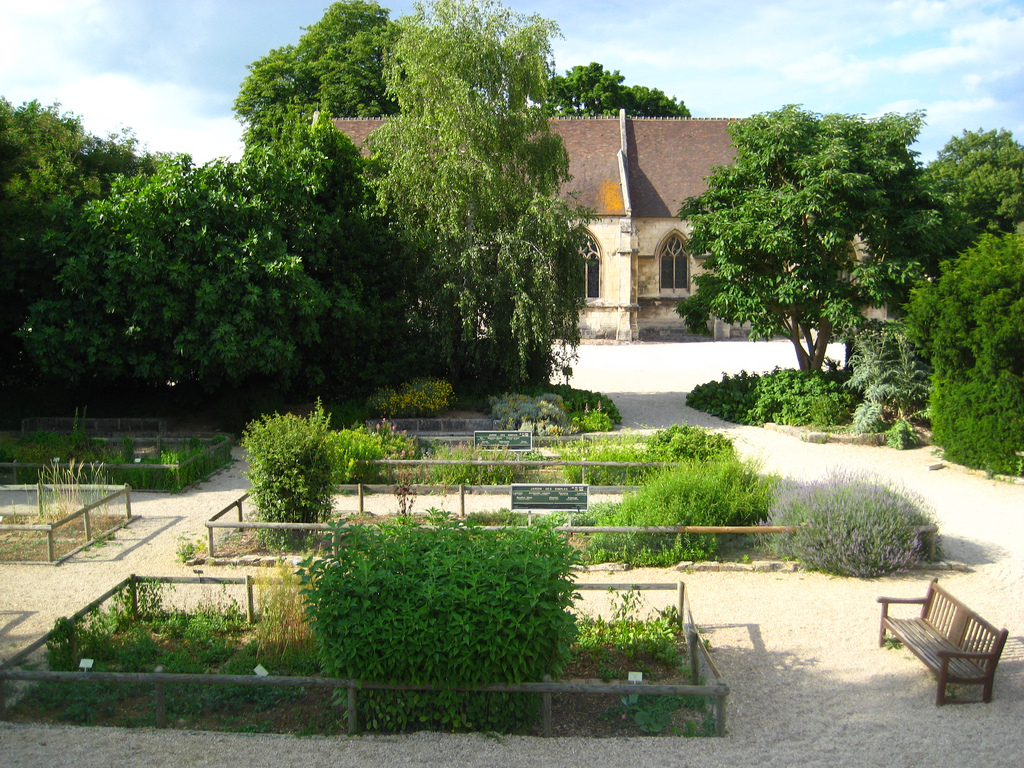
Jardin des simples en 2009.

Dans les années 1990, un vaste projet pluriannuel de mise en valeur du château est lancé par la municipalité. Ce projet prévoit notamment de restaurer les remparts qui ne l'ont pas été après la Seconde Guerre mondiale. Le rempart nord-ouest, en très mauvais état, a été restauré et mis en sécurité entre 2004 et 2006. Des travaux similaires sont entrepris sur le rempart nord-est à partir de 2014.
La terrasse d'artillerie dite du Cavalier XVIe siècle, fortement érodée, a également été restaurée. 6 000 m3 de remblai ont été évacués, afin de mieux voir le mur d'enceinte nord-ouest, du XIIe siècle. Le volume du cavalier est restitué dans son état du XVIe siècle ; sous la terrasse, ont été aménagées les salles dites du Rempart, équipement muséal moderne de 1 200 m2 accueillant depuis 2008 les expositions temporaires du musée de Normandie.
En préalable à cette opération, l'Institut national de recherches archéologiques préventives (INRAP) mène en 2005 un chantier de fouilles préventives qui permet de mettre au jour une poudrière et des forges du XIIIe au XVe siècle. Les deux murs de la grande forge sont ornées de dessins de mors, preuve de l'existence d'écuries au château à une certaine époque. Selon l'INRAP, le développement de ce « quartier des labeurs » est « l'un des rares cas observés en France d'activités métallurgiques dans un site castral à propos duquel on peut suivre l'évolution des techniques du XIIIe au XVe siècle ». La cave d'une maison privée du XVe siècle ayant conservé une belle cheminée a également été dégagée.
Cette maison, située à la limite du périmètre de fouille, est adossée à un mur plus ancien. En 2010, un premier diagnostic confirme que ce mur fait partie d'une grande salle de 13 × 24 mètres. Des fouilles menées par l'INRAP entre 2011 et 2014 ont permis de déterminer qu'il s'agissait d'une seconde salle d'apparat, sur laquelle venait s'appuyer une annexe, fouillée en 2021-2022.
Fin 2016, l'INRAP a conduit un chantier en vue de la réalisation d'un diagnostic archéologique. Celui-ci a permis de mettre au jour plusieurs vestiges : la prison, dont l'état de conservation est jugé exceptionnel (sur les murs conservés sur une hauteur de cinq mètres, des graffitis probablement réalisés par des prisonniers sont encore visibles), une maison près de la porte des Champs et un mur sur l’esplanade devant le donjon dont on ne connaissait pas l'existence et que la technique de construction, très soignée, permet de dater du XIe ou XIIe siècle,,.

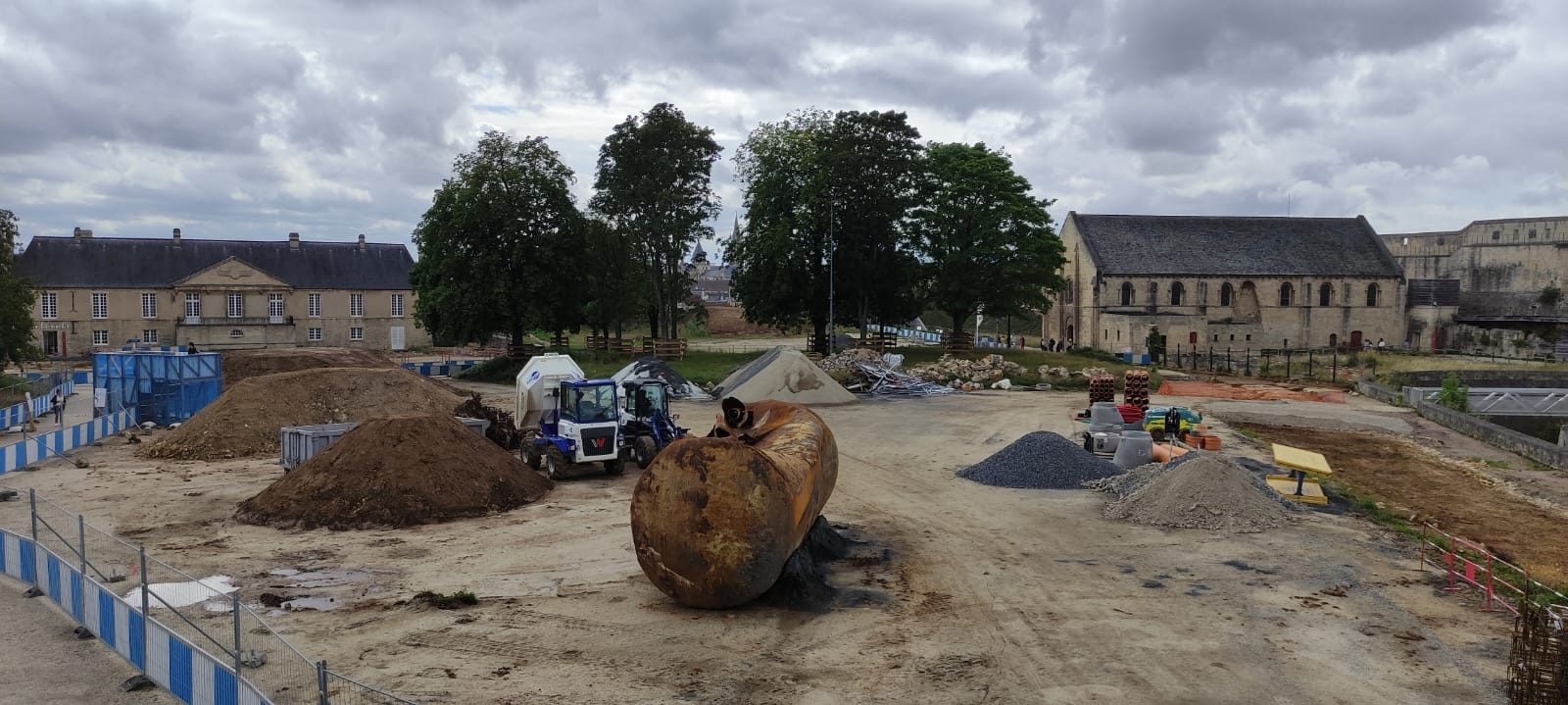
Les travaux de réaménagement du château pendant l'été 2023.

En décembre 2019, sont terminés les aménagements paysagers au pied du château visant à mettre en valeur l'enceinte de ce dernier. En septembre 2020, est présenté le projet d'aménagement de l'intérieur de l'enceinte. Ce projet, baptisé le château dans ses murs, prévoit :
- l'aménagement d'une grande pelouse à l'emplacement du parc de stationnement ;
- la création d'un grand pavillon entre la porte des Champs et le musée des beaux-arts servant de point d'accueil du public et de centre administratif pour les musées du château ;
- la réouverture des tours du château, dont une partie est aujourd'hui occupée par les services administratifs des musées, et des deux tours de la barbacane de la porte Saint-Pierre ;
- la mise en valeur des anciennes prisons de la porte Saint-Pierre ;
- l'aménagement de l'intérieur du donjon, ouvert au public[51]. La mise en œuvre de ce projet est approuvé à l'unanimité par le conseil municipal le 14 septembre 2020[52].

En novembre 2022, les statues entourant le musée des beaux-arts (parc des sculptures) sont retirées afin de lancer les travaux qui doivent se terminer en 2025. Après deux ans d'étude, les travaux commencent officiellement le 29 mars 2023 et devraient être terminés en 2026. En décembre 2024, l'installation One Man, nine animals de Huang Yong Ping est la première œuvre du parc des sculptures à faire son retour dans l'enceinte du château. Les autres œuvres sont réinstallées du 17 au 20 février 2025.
Du jeudi 20 au samedi 22 mars 2025, 105 000 visiteurs parcourent le château dans le cadre des festivités de l'inauguration du Millénaire de Caen. Le nouveau parc à l'intérieur du château est renommé parc Jean-Marie Girault, en l'honneur de l'ancien maire de Caen, Jean-Marie Girault. Dans le cadre du Millénaire, plusieurs installations artistiques sont installées dans l'enceinte du château :
- La Pierre et le sablier de Vincent Mauger, dans la tour Puchot[59] ;
- Iron Will d'Elvire Bonduelle entre la tour du côté de la Ville et la tour du Jardinier[60].

## Description

### Description générale
La place forte, établi à la pointe du plateau, se présente sous la forme d'une vaste enceinte flanquée de tours pour la plupart carrées, les plus anciennes, et au sud-est et à l'ouest par des tours semi-circulaires, les plus récentes, qui délimite un espace d'environ 250 × 225 mètres. À l'ouest et au sud, elle suit l'escarpement qui surplombe le centre-ville ancien et qui a été taillé pour être plus abrupt. À l'est un fossé a été creusé dans le roc, la séparant du quartier du Vaugueux et de la campagne. C'est au nord, là où l'espace castral est au niveau du plateau que furent accumulées les défenses qui ont été améliorées au cours des siècles. S'y sont succédé : la tour-porte de Guillaume, le donjon roman quadrangulaire d'Henri Ier et l'enceinte quadrangulaire à tours d'angle de Philippe Auguste. Un profond fossé, qui fut doublé ultérieurement, les isolait du plateau,,. La ville ducale s'est étalé au pied de la forteresse.
On accède à l'intérieur de l'enceinte par deux portes : la porte Saint-Pierre au sud et la porte des Champs à l'est. Elles englobent un espace de cinq hectares renfermant des bâtiments de toutes époques :
- les vestiges du donjon, non ouverts au public ;
- le logis du gouverneur (actuel musée de Normandie) ;
- le cavalier d'artillerie et les salles du Rempart (salles d'exposition du musée de Normandie) ;
- le musée des Beaux-Arts de Caen, bâtiment moderne à demi enterré, près de la Porte-des-Champs ;
- l’église Saint-Georges, centre d'accueil et d'interprétation ;
- la salle de l'Échiquier en référence à l'Échiquier de Normandie (salle d’exposition temporaire pour le musée de Normandie) ;
- le jardin des simples, reconstitution d'un jardin médicinal du Moyen Âge.

### Vieux palais et chapelle palatine Saint-Georges

#### Palais princier duXIeauXVesiècle
Guillaume le Conquérant se fait construire un palais au nord de l'enceinte, entre le donjon et la salle de l'échiquier, dans la deuxième partie du XIe siècle. Ce palais reprend l'organisation classique des demeures seigneuriales de cette époque. Il est constitué d'un ensemble de trois bâtiments principaux : une Grande Salle (espace de réception officielle, aula dans les textes latins, bien que l'ancien français ne connaisse que l'appellation Grant Sale), la chapelle (chapelle palatine réservée au duc-roi et à ses proches, en latin capella) et les appartements princiers (appartements de la famille ducale, puis royale, qui apparaissent dans certains textes latins sous le nom de camerae, terme repris aujourd’hui pour son analogie avec l’aula et la capella. Souvent, ce sont à proprement parler les appartements que l'on désigne sous le terme de palais ou palatium. Contrairement à ce que l'on a longtemps pensé, le palais est séparé du reste du château par un profond fossé. Cette résidence princière conserve son rôle central jusqu'au XIIIe siècle. La construction du donjon par Henri Ier Beauclerc ne change pas la destination du palais qui reste la résidence privilégiée des rois, la camera regis. L'aula de Guillaume en revanche est probablement transformé en appartement privé après la construction, toujours par Henri Ier d'Angleterre, de la nouvelle Grande Salle, grand édifice roman, connue aujourd’hui sous le nom de salle de l'Échiquier. Quand le château perd son statut de résidence royale après l'incorporation de la Normandie au domaine royal français en 1204, le Vieux palais se trouve marginalisé. Il fait encore régulièrement l'objet de travaux, mais n'est plus utilisé qu'épisodiquement pour accueillir les hôtes de marque, les représentants du roi résidant dans le Logis du Roi. Ainsi quand Richard Plantagenêt, le duc d'York s'installe au château en 1444, le Vieux palais, très vétuste, doit être rénové.

#### Évolution architecturale du Vieux palais
Au fil des siècles, le Vieux palais de Guillaume le Conquérant est profondément modifié, la chapelle étant, jusqu'en 1944, le bâtiment le mieux conservé. Ces changements peuvent être découpés en cinq phases :
1. au XIe siècle, construction de l'ensemble aula-camera et de la chapelle ;
2. au XIIe siècle, construction de nouveaux bâtiments, notamment une citerne au nord de l'ensemble aula-camera ; les vestiges d'une tour-porte marquant l'entrée du palais ont également été retrouvés lors de fouilles archéologiques en 2023[66] ;
3. à partir du XIIIe siècle (au moment de la construction de la chemise du donjon), destruction des murs du Vieux palais, en particulier de grands murs talutés, et de la tour-porte[66] ; rehaussement des terrains au nord par l'apport des gravats ; édification d'une cuisine au sud-est de la salle de l'Échiquier et probablement d'un bâtiment un peu plus au nord (dont la présence est suggérée par une cheminée installée sur le mur gouttereau de la salle de l'échiquier), ainsi que d'un bâtiment accolé à la cuisine ; réaménagement de l'ancienne chapelle, avec la mise en place de deux, voire trois structures au centre du bâtiment, dont la nature reste inexpliquée ;
4. aux XVIe – XVIIIe siècles, disparition progressive des bâtiments à l'exception du bâtiment accolé à la cuisine de la salle de l'Échiquier et de l'ancienne chapelle, amputée peut-être dès cette période d'une partie au nord ;
5. aux XIXe – XXe siècles, comblement des fossés et construction de plusieurs bâtiments de caserne ouvrants sur une place d'armes située à l’emplacement de l'ancien donjon définitivement remblayé ; destruction d'une partie de la courtine au nord du site afin d'ériger des écuries de la nouvelle caserne ; construction de nouveaux bâtiments aux abords de la salle de l’Échiquier.

L'ensemble est finalement détruit en 1944 pendant la bataille de Caen. Les fouilles de Michel de Boüard dans les années 1960 ont permis cependant d'en dégager les substructions rendues lisibles au sol par des graviers sombres.

#### Aula
La Grande Salle de Guillaume le Conquérant est un rectangle de 16 × 8 mètres dallé et équipé d'une cheminé. Il est possible que l'étage noble se soit trouvé au deuxième niveau, le départ d'un escalier à vis ayant été retrouvé au sud-ouest de la salle. La salle était dotée d'un dallage en pierre calcaire.

#### Chapelle Saint-Georges
À quelques mètres au sud, s'élevait la chapelle dédiée à saint Georges, comme l'église paroissiale avec qui elle a pu être confondue par le passé. Comme il était l'usage au XIe siècle, elle se trouvait dans un bâtiment perpendiculaire à la salle d'apparat, suivant un axe sud-est-nord-ouest. Le bâtiment a été monté directement sur l'argile de la terrasse post-glaciaire sur laquelle est érigée le château ; cette absence de fondation est caractéristique des modes de construction des XIe et XIIe siècles. La chapelle était relativement imposante (16 × 7 mètres) et servait pour les réunions ordinaires de l'Échiquier. L'église était également dotée d'un dallage en pierre calcaire.
Au XVe siècle, on perça des baies gothiques et les murs gouttereaux furent renforcés par des contreforts ; le chevet plat fut également détruit afin de permettre l'érection d'un mur clôturant vers le sud l'ensemble des bâtiments du Vieux Palais. Une abside et un bas-côté sont rajoutés à cette époque. Avec « son archivolte intérieure garnie de redents, son archivolte extérieure ornée de feuillages en chou frisé qui se complique d'un arc en accolage avec fleuron terminal, et les deux contreforts plantés de biais et finissant en pinacles qui l'encadrent », la porte latérale du bas-côté était caractéristique de l'architecture du XVe siècle.

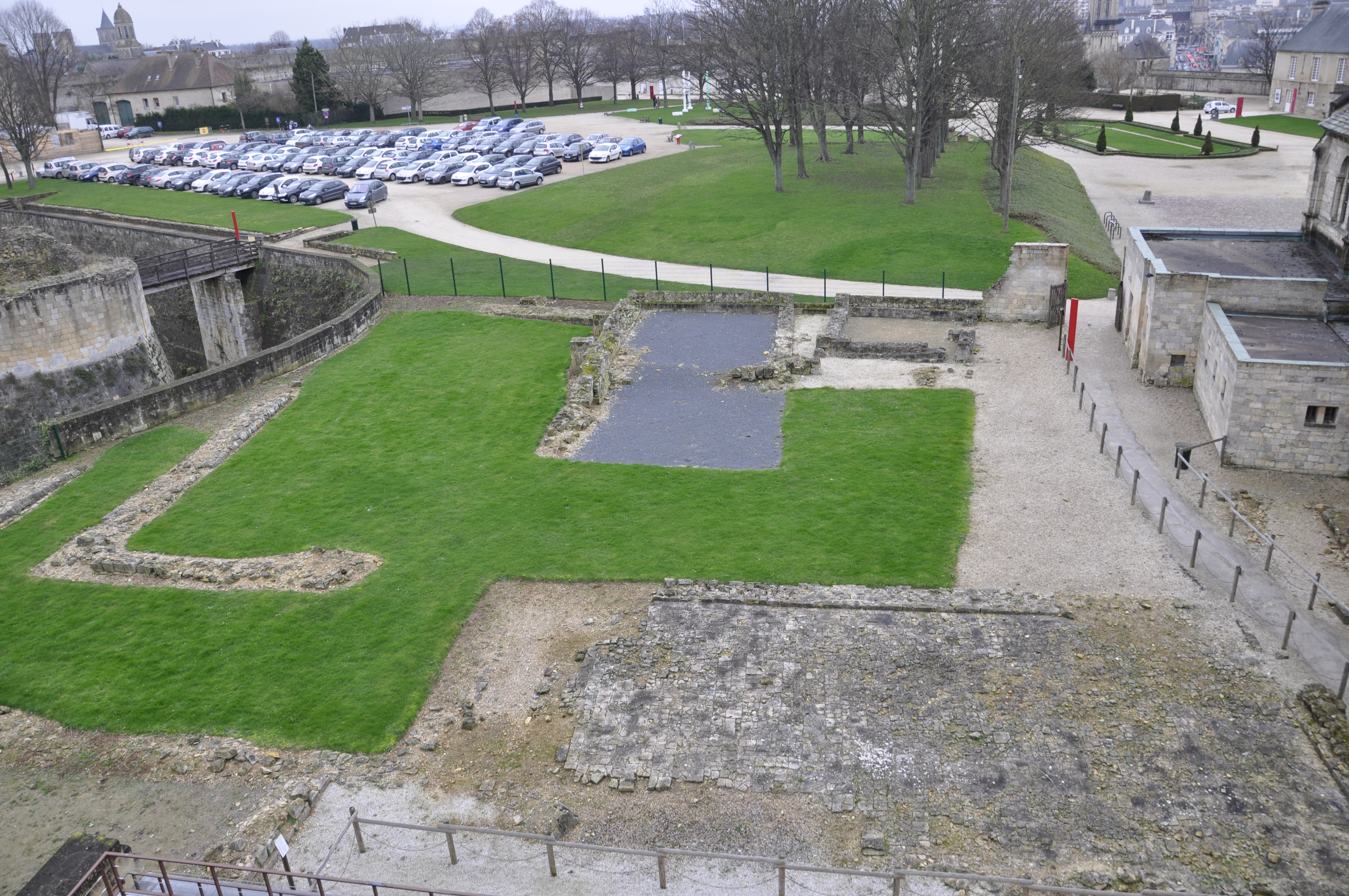
Ruines du palais de Guillaume le Conquérant.
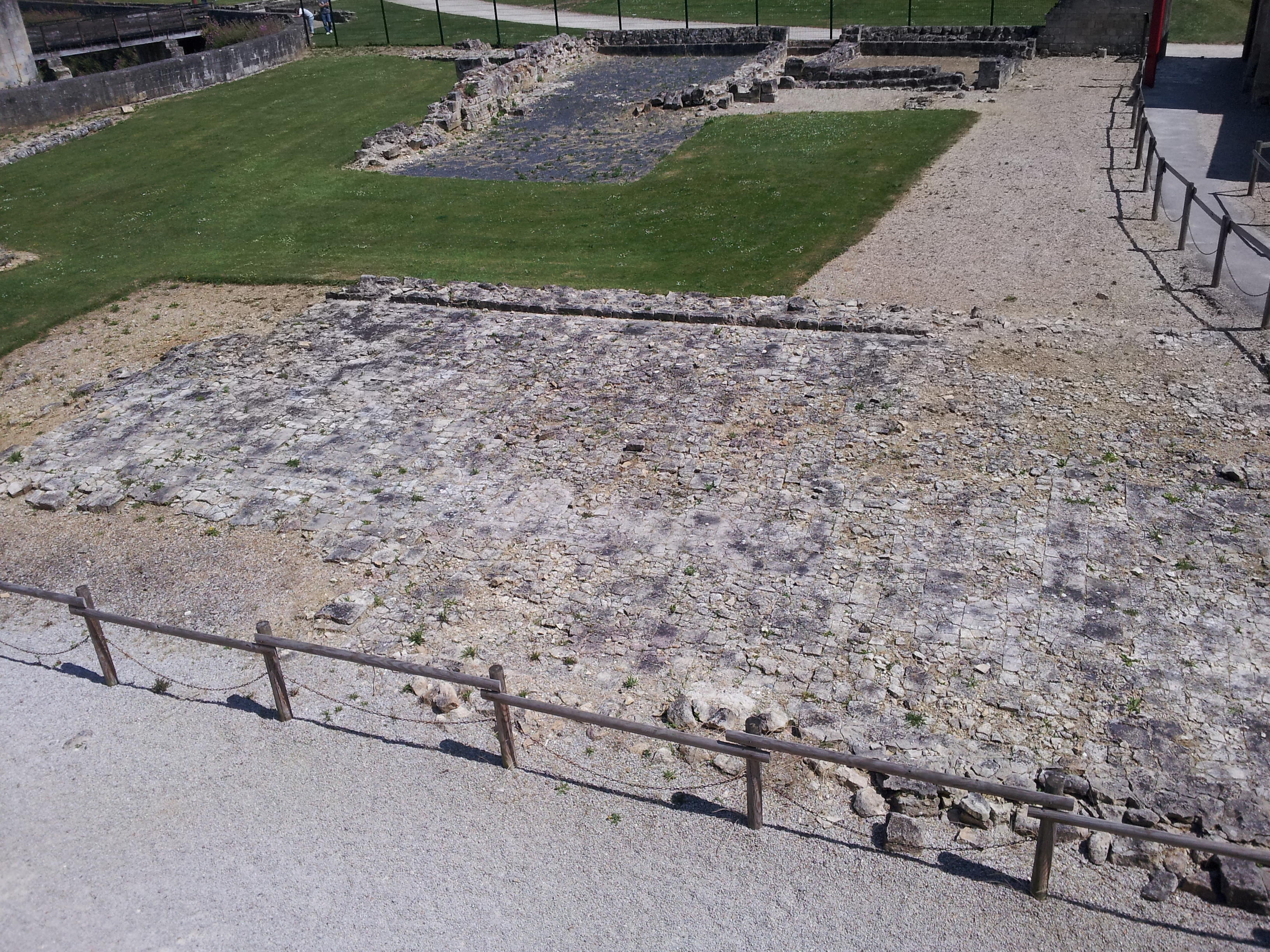
Pavage ancien.

### Salle de l'Échiquier

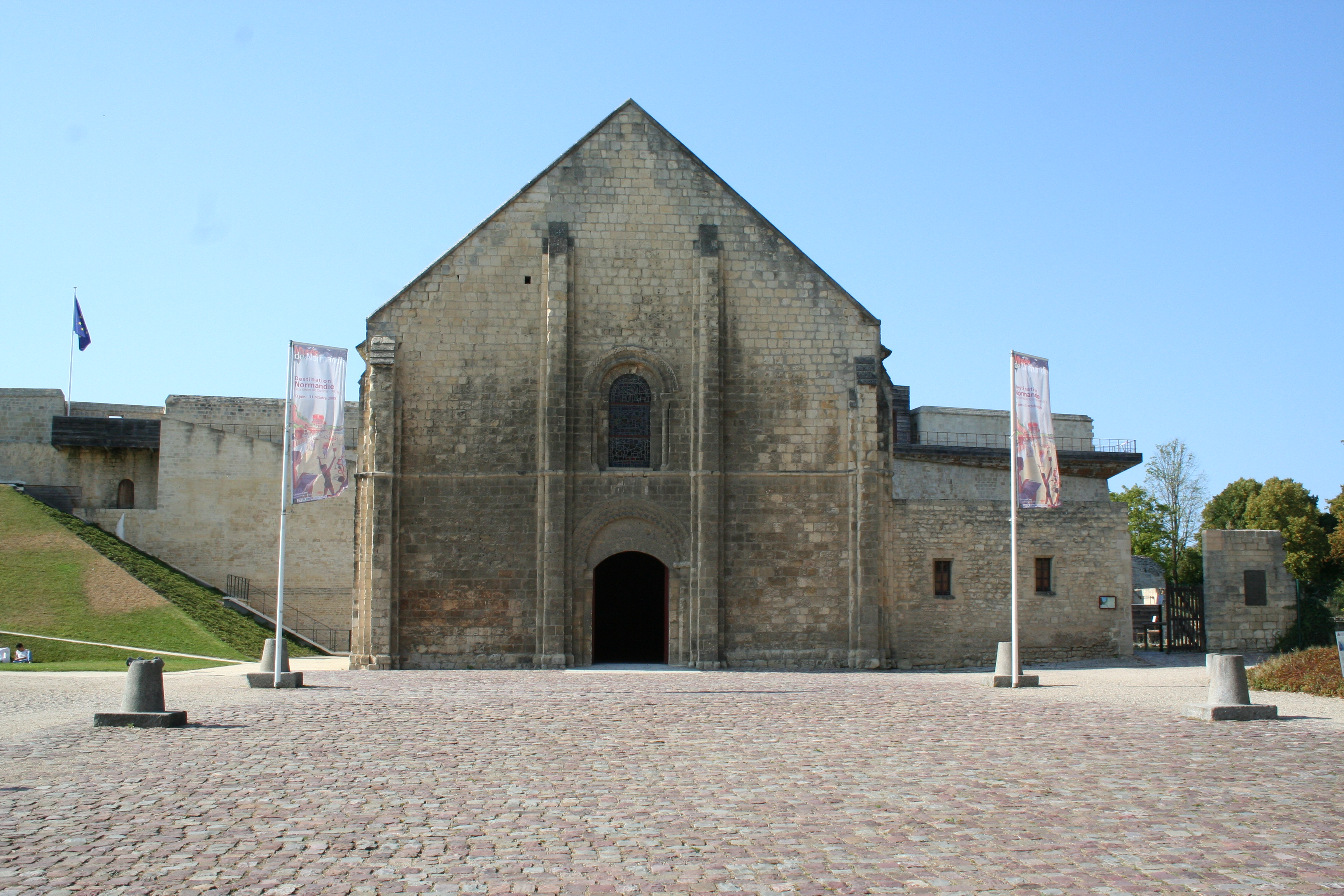
Façade de la salle de l'Échiquier.

La salle dite de l'Échiquier se situe au nord-ouest de l'enceinte dans une zone dite du « vieux palais ». Cette salle est vraisemblablement érigée au XIIe siècle par Henri Ier même si on ne connaît pas encore son affectation d'origine. En effet, plusieurs textes datant du XIIe siècle affirme que l'échiquier de Normandie se réunissait soit dans le palais ducal, soit dans la chapelle Saint-Georges. Il est possible toutefois qu'occasionnellement des séances de l’Échiquier aient pu y être tenues. Il s'agissait avant tout d'une Grande Salle (salle d'apparat, en latin aula, dont on retrouve l'équivalent en Angleterre sous le nom de hall ou Great Hall en anglais moderne) où étaient organisées des cérémonies et des fêtes. On connaît la salle sous différents noms au fil des époques et son usage : salle du Tinel au XIIIe siècle, salle du Palais au XVe siècle, salle de l'Arsenal au XVIIIe siècle. C'est à cette époque qu'une forge est installée dans le bâtiment. À noter, qu'au XVIIe siècle elle sert de hangar à canons, et au XIXe siècle d'écuries.
Le bâtiment mesure 30,70 × 11,02 mètres ; les murs sont hauts d'environ 8 mètres et épais, en moyenne, d'un mètre. Un débat oppose les spécialistes sur le fait que la salle était divisée en deux niveaux,. Pour la plupart, la salle devait probablement être séparée en deux niveaux, avec l’étage noble au premier couvert d'une charpente apparente et percé de larges baies en plein cintre, flanquées de colonnettes et coiffées de chapiteaux à décor floraux (série de six fenêtres ouvertes dans les murs gouttereaux est et ouest), et les espaces de service au rez-de-chaussée (les cuisines, une citerne, des celliers), éclairé par de petites ouvertures. Le plafond de la partie inférieure, vraisemblablement soutenu par des chandelles, devait alors être à environ 3,60 mètres du sol. La porte principale en plein-cintre permettant l’accès à la salle actuellement par le rez-de-chaussée se serait trouvée à l'origine au premier étage. Le plancher aurait été supprimé dans la seconde moitié du XIVe siècle et le sol de terre battue recouvert à la même époque d'un dallage,.
En 1944, un obus tombe sur la partie nord-est de la salle et la détruit partiellement. La salle est restaurée après les recherches de Michel de Boüard dans les années 1960.

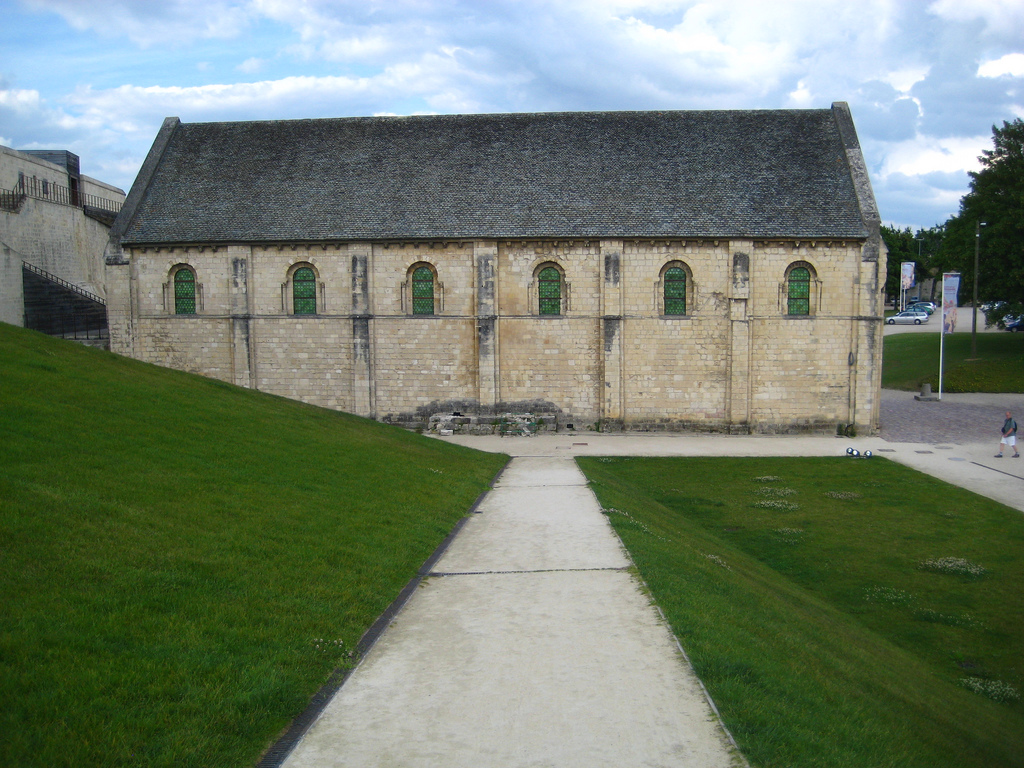
Façade sud-ouest.
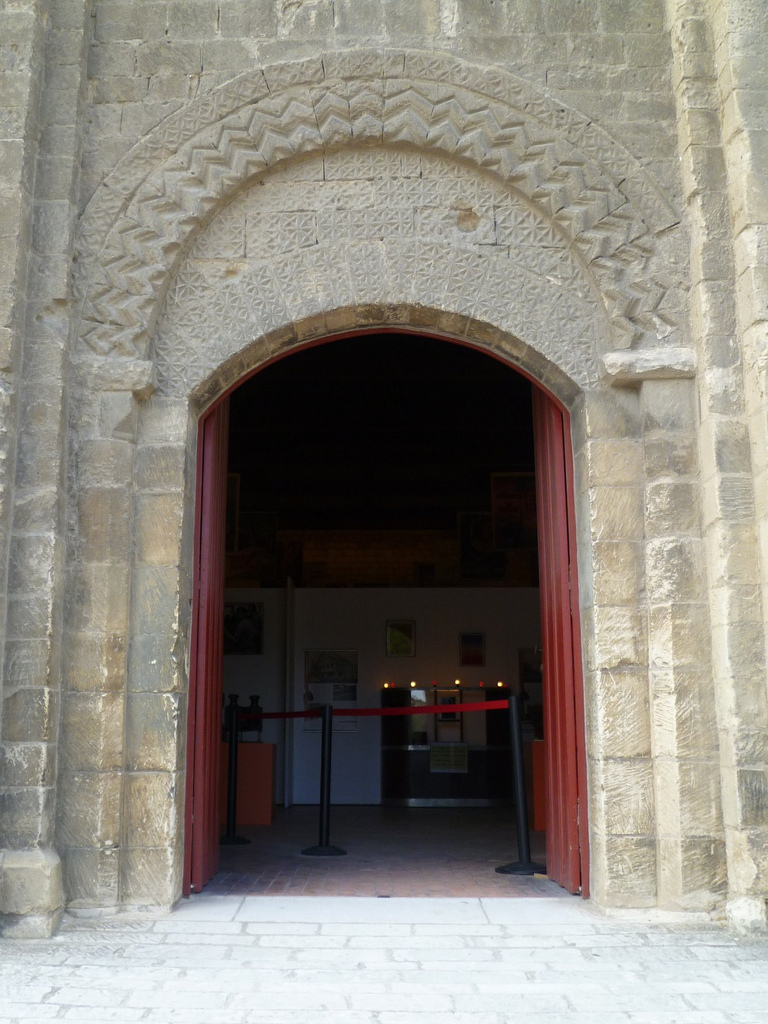
Porte principale.
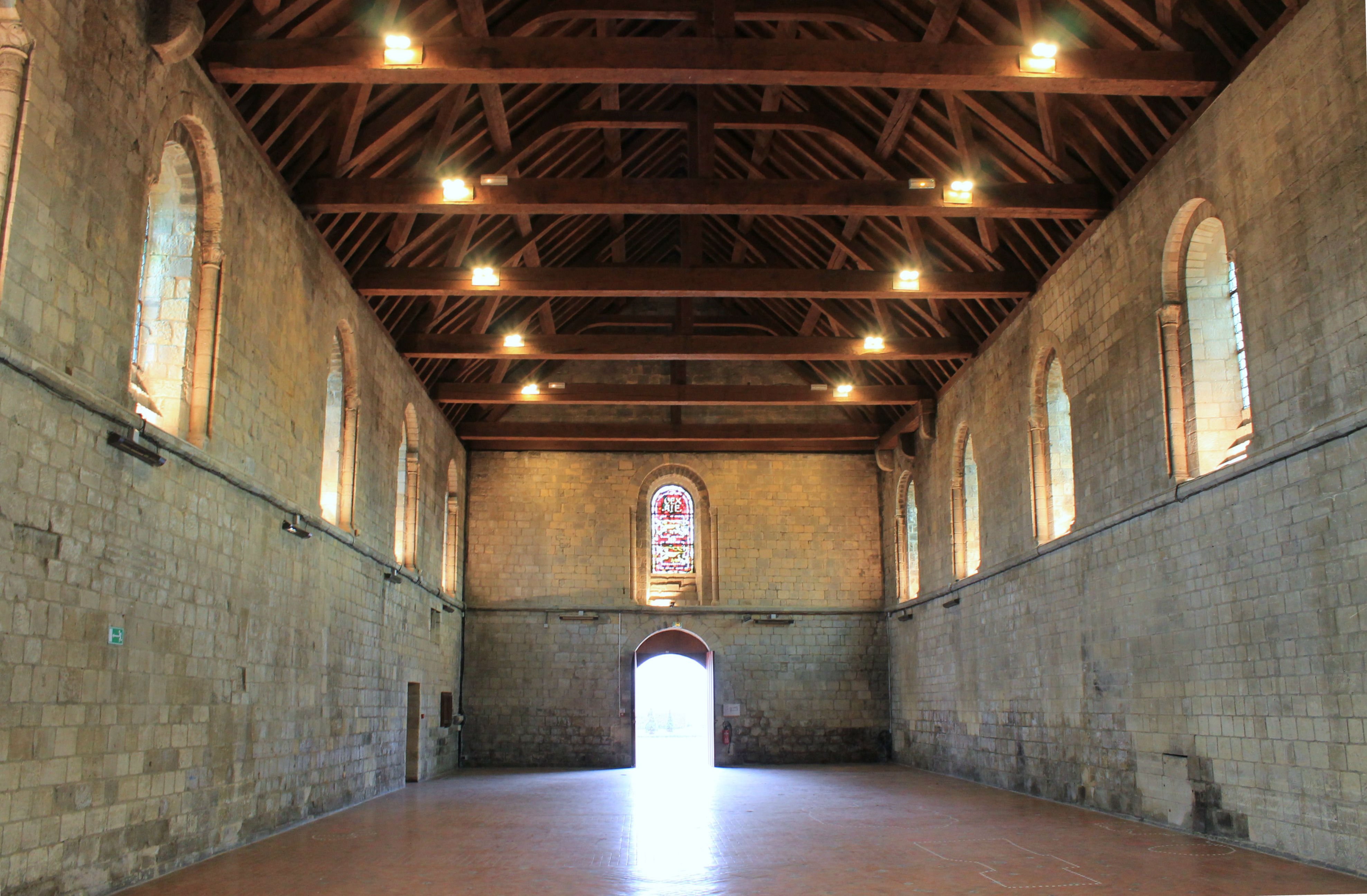
Intérieur.
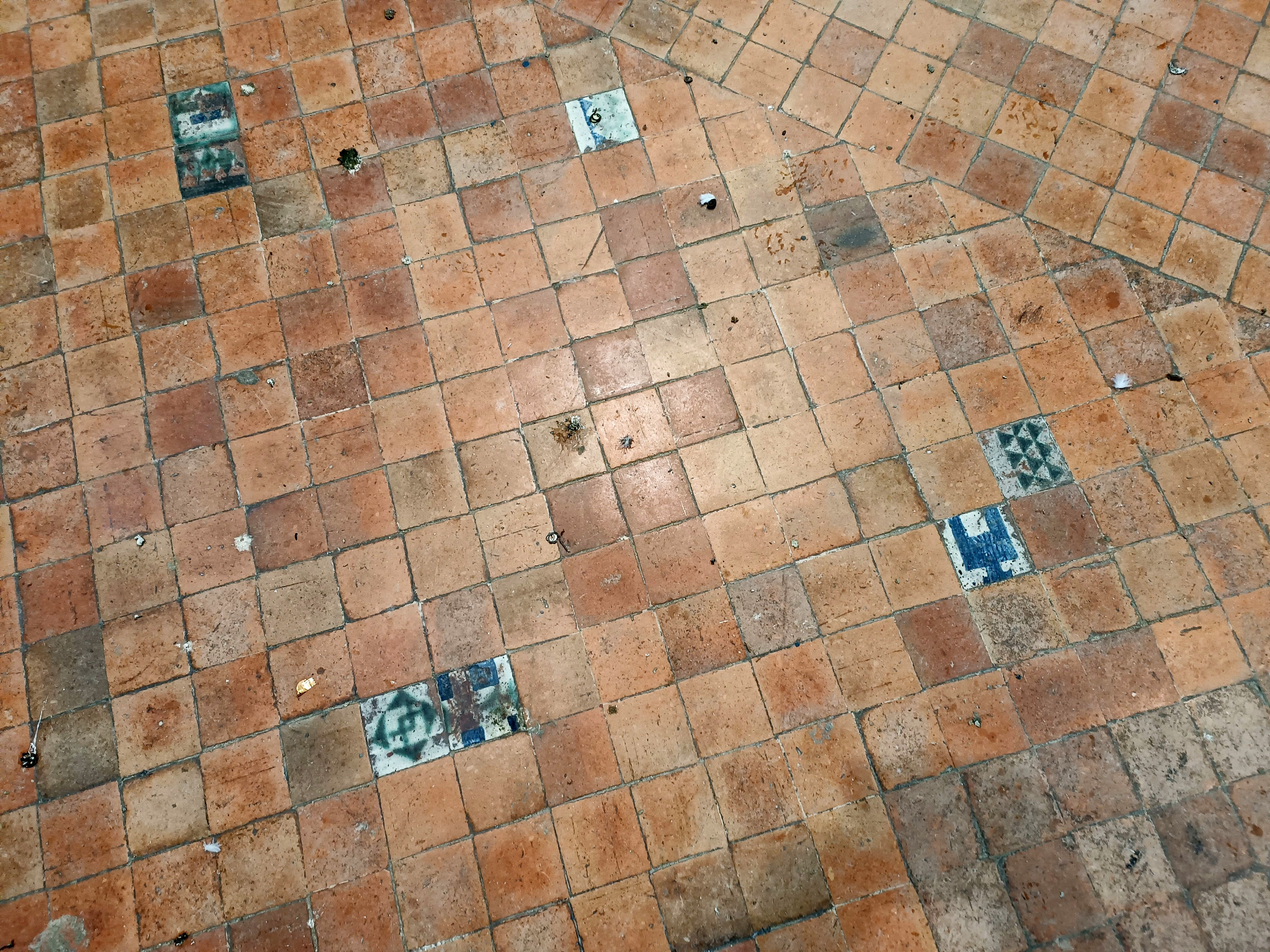
Dallage avec des motifs géométriques.
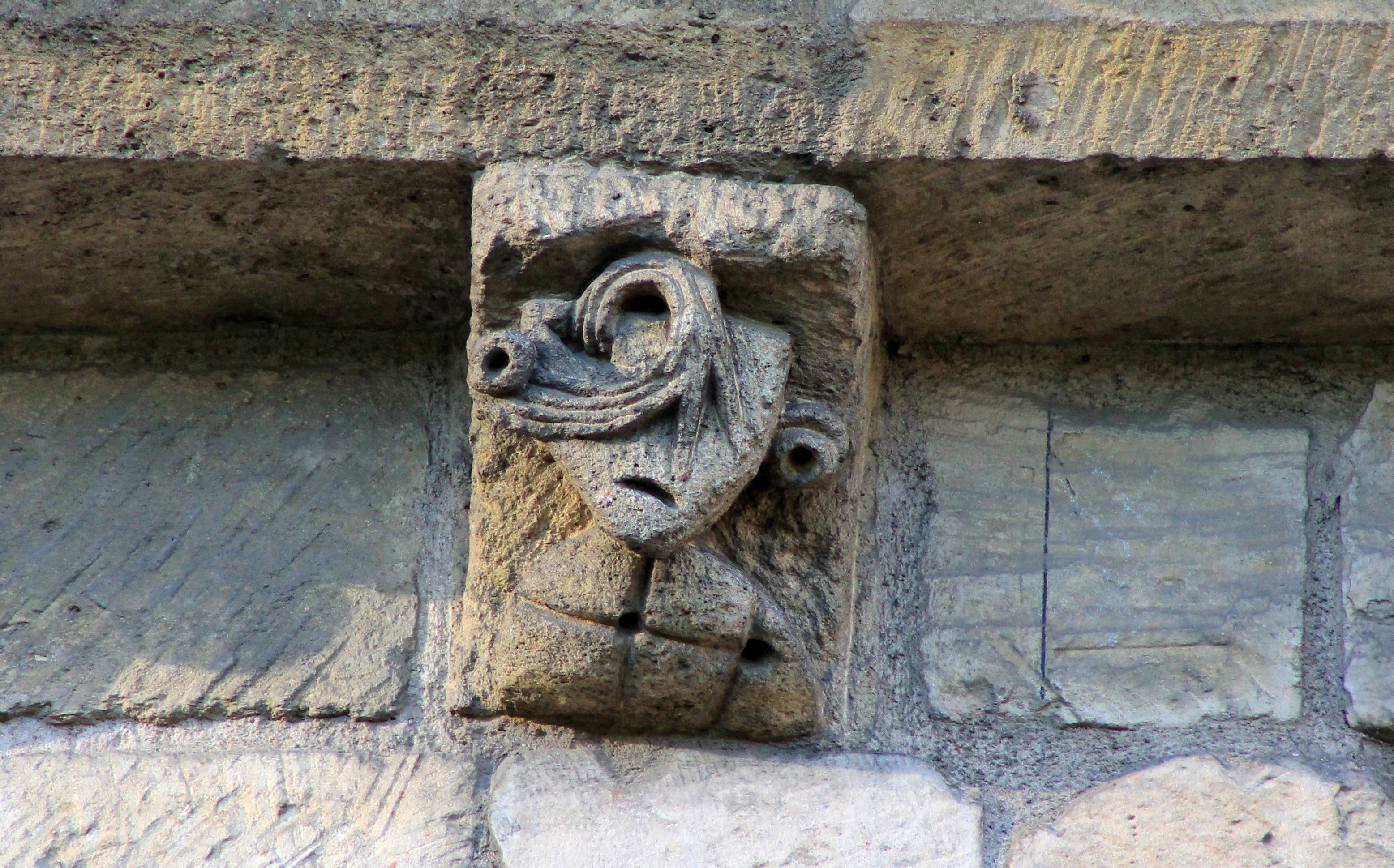
Modillon représentant Harold II d'Angleterre énucléé.
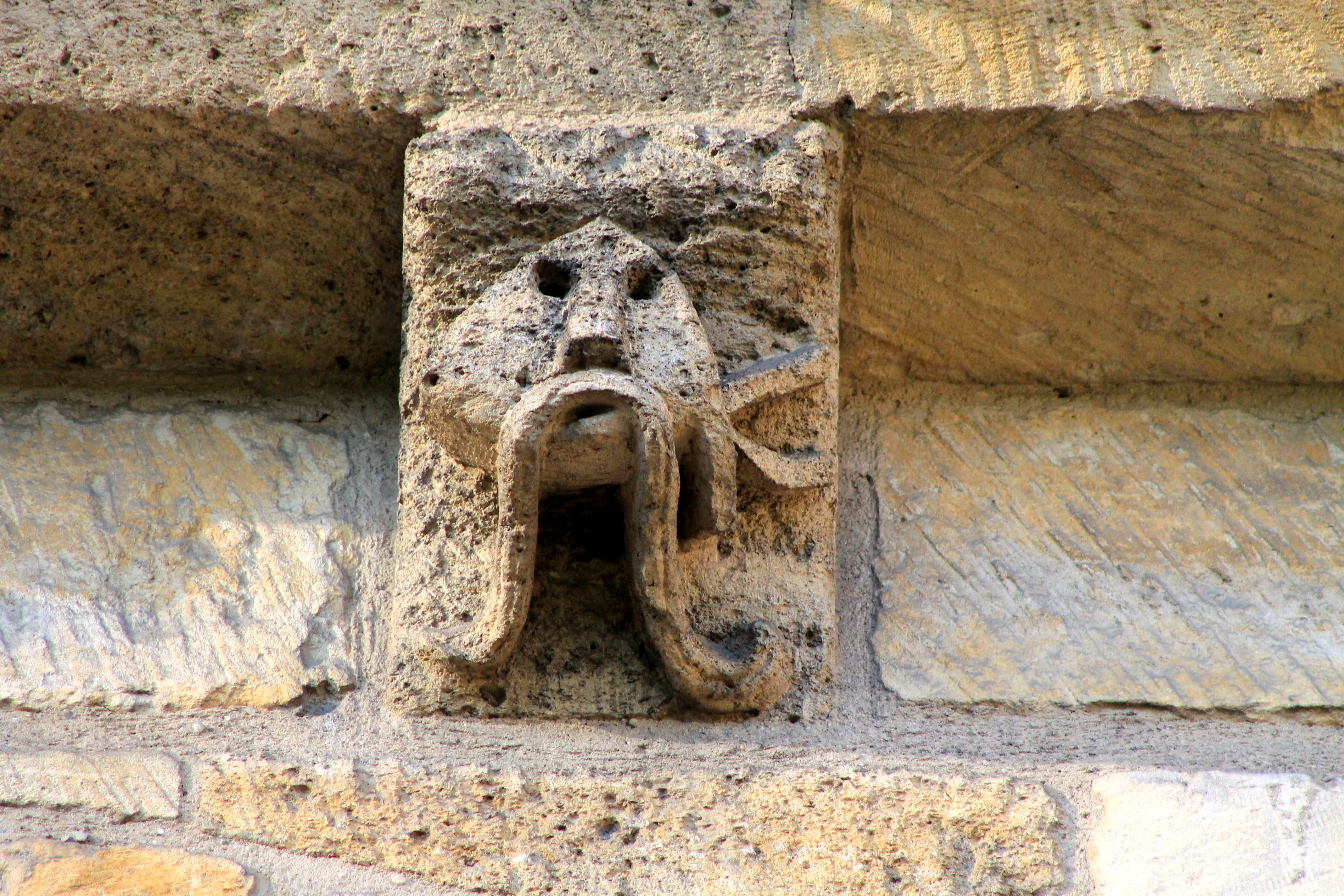
Modillon.

### Seconde salle d'apparat
Lors des fouilles menées en 2005 par l'Institut national de recherches archéologiques préventives (INRAP), est découverte une
maison, située à la limite du périmètre de fouille, adossée à un mur plus ancien. En 2010, un premier diagnostic confirme que ce mur fait partie d'une grande salle de 13 × 24 mètres. 
En 2011 et 2012, de nouvelles campagnes de fouilles sont entreprises afin de dégager cette grande salle contemporaine de la salle de l'échiquier (XIIe siècle) et d'identifier l'usage de ce bâtiment. Les fouilles reprennent à l'été 2013 et permettent de mettre au jour cette grande salle d'apparat dont l'un des murs est en excellent état de conservation. En 2014, une dernière phase de fouille vient confirmer, après fouille complète du site, les hypothèses émises entre 2011 et 2013. 
La salle, aussi large que la salle de l'Échiquier, mais moins longue (24 mètres contre 32 mètres), était l'un des plus imposants bâtiment du château. Le bâtiment a été construit à la fin du XIIe siècle, probablement sous Henri II Plantagenêt. Le bâtiment s'élevait sur deux niveaux. Quatre grands plots maçonnés, régulièrement espacés, permettaient de supporter la toiture réalisée majoritairement en ardoise. La salle, probablement abandonnée au XVe siècle, aurait servi de dépotoir. À partir du XVIe siècle, ses pierres sont récupérées et sont réemployées pour la construction d'autres bâtiments.
De nouvelles fouilles menées en 2021 et 2022 ont permis de dégager un bâtiment en appentis, large de 3,50 mètres et long de plus de 20 mètres, accolé au sud de la grande salle. Les murs sont construits en calcaires et mortier coquillé. Il existait plusieurs entrées, soigneusement aménagées : une première dans le pignon est, à l'angle avec le mur sud, et deux autres dans le mur gouttereau sud. L'existence de ces portes permet d'établir l'hypothèse que cette annexe était partagée en plusieurs espaces cloisonnés.

Fouilles de la seconde salle d'apparat.
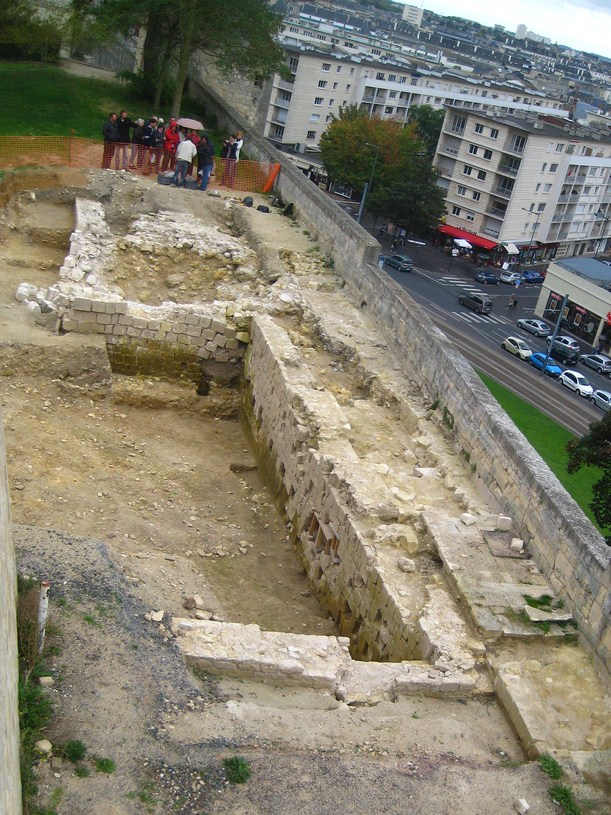
En 2011.
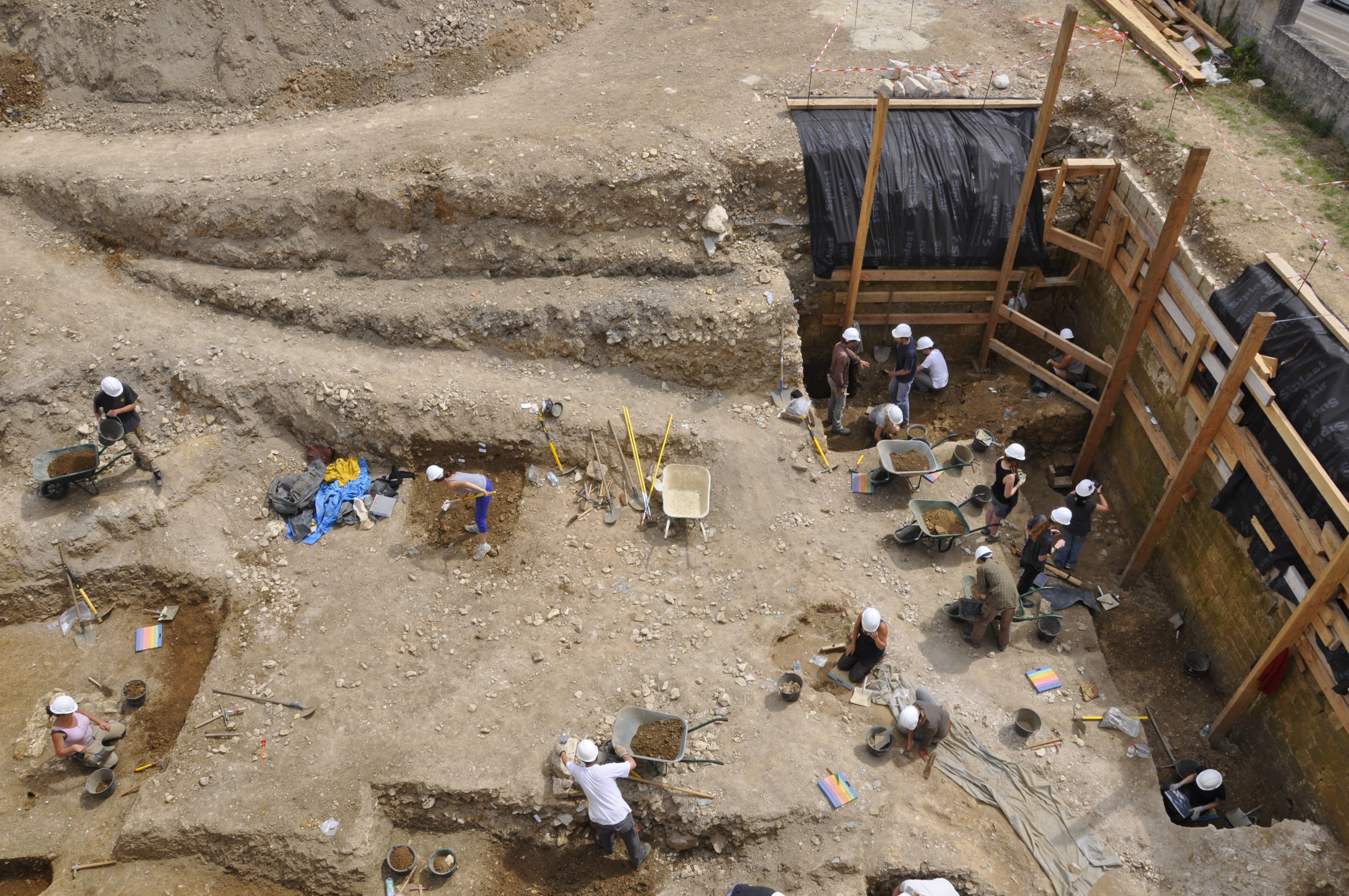
En 2013.
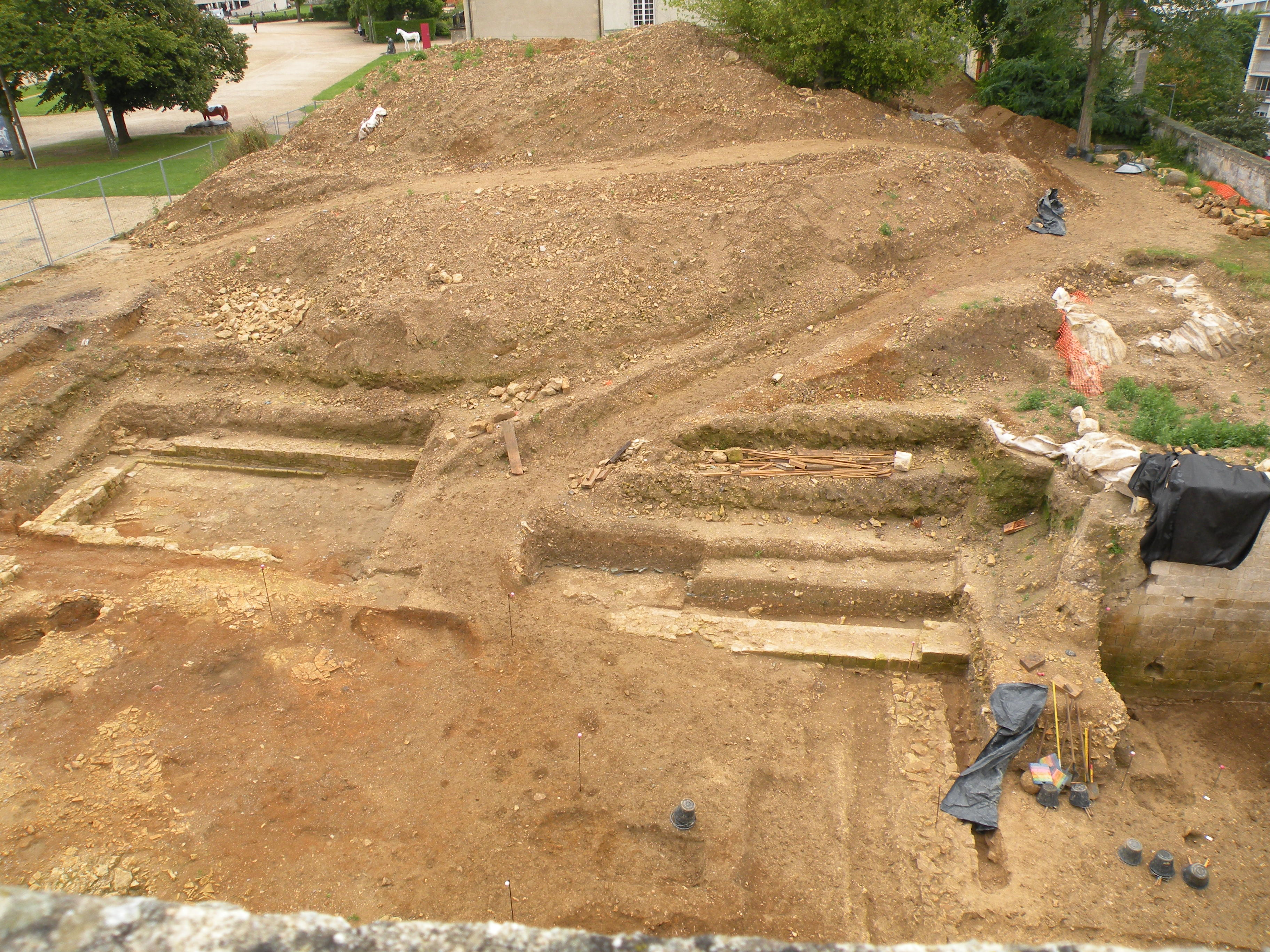
En 2014.

### Église Saint-Georges

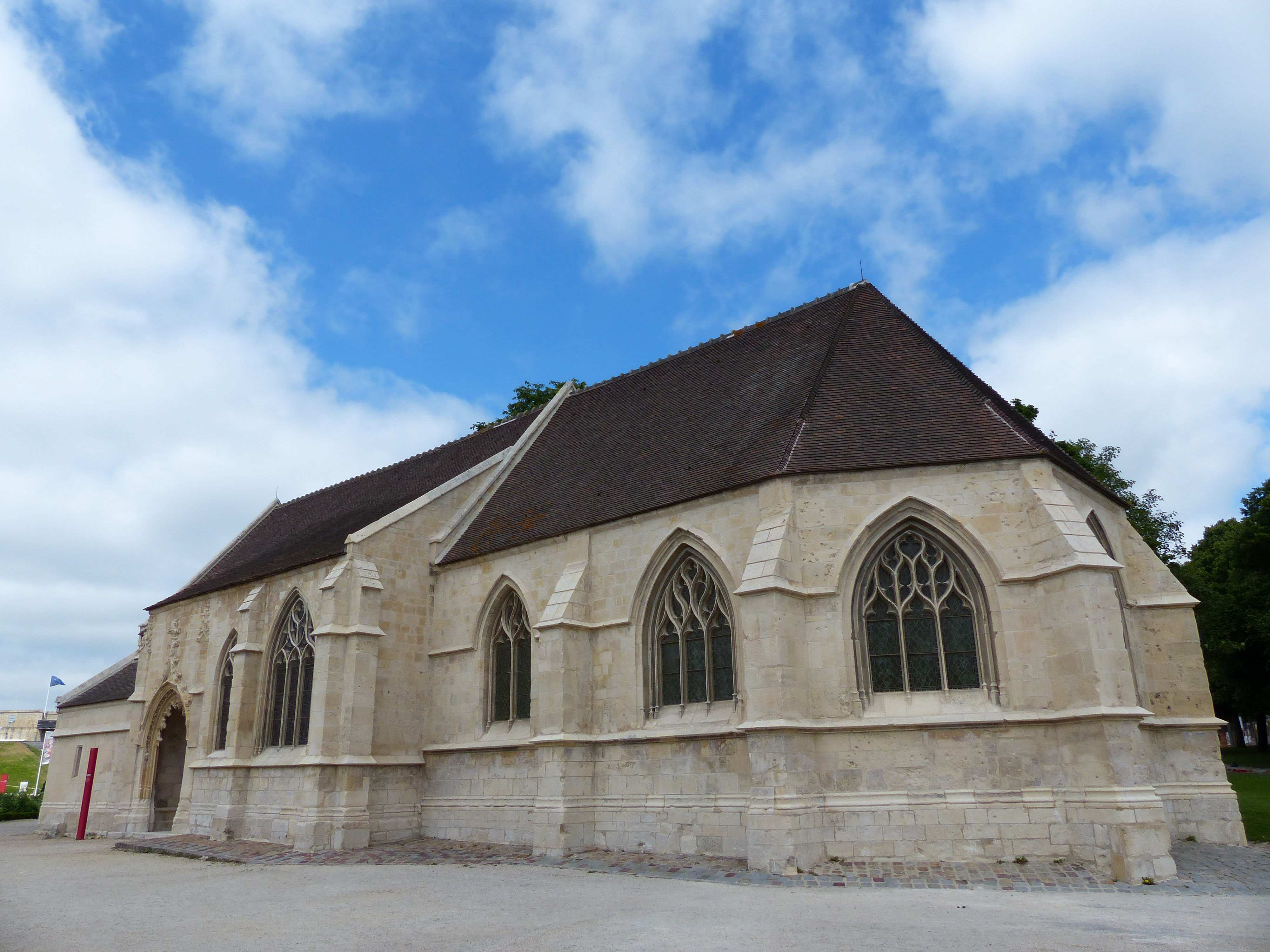
L'ancienne église Saint-Georges.

L'église paroissiale est mentionné dès 1080, ce qui fait aujourd'hui d'elle l'un des derniers éléments du château contemporain de Guillaume le Conquérant. Une première église l'a peut-être toutefois précédée. Le droit de patronage de l'église, dédiée à Georges de Lydda, appartenait en effet au chapitre de la cathédrale de Bayeux jusqu'en 1080 ; à cette date, il est racheté par Mathilde de Flandres qui le lègue à l'abbaye aux Dames. Cette première église ne devait pas être antérieure au Xe siècle, mais il n'est toutefois pas impossible que le site ait été occupé bien plus anciennement. Aucune trace archéologique de cette église pré-romane n'a toutefois été retrouvée, à l'exception peut-être d'une fosse contenant des squelettes découverte sous les fondations du mur roman nord de la nef.
L'église est reconstruite à la fin du XIe ou au début du XIIe siècle. Les fondations de cet édifice furent exhumées en 1964 par Michel de Boüard et les archéologues du centre de recherches archéologiques et historiques médiévales (CRAHM) de l'université de Caen. Les fouilles de 1964 ont également permis de mettre au jour le chœur de l'église romane dont l'abside était semi-circulaire. On ignore cependant si l'édifice possédait un clocher, et l'entrée principale originelle à l'ouest n'a pas été maintenue. Ont été conservés de cette époque les deux murs gouttereaux de la nef, toujours couronnés par leurs modillons, ainsi que deux des baies originelles à l'extrémité occidentale du mur nord et au centre du mur sud. Il s'agissait d'une église de village qui pouvait accueillir une centaine de paroissiens. La paroisse faisait partie du doyenné de Caen, dans le diocèse de Bayeux.
L'église reste dans son état originel jusqu'au début du XIVe siècle. L'église est alors sensiblement transformée avec le percement de deux fenêtres comprenant chacune deux lancettes trilobées surmontées par un quadrilobe. Elle comprend une nef romane du début du XIIe siècle que termine une arcade en plein cintre décorée de bâtons brisés et de fleurettes la séparant du chœur, en forme d'hémicycle. Sévèrement touchée par les bombardements anglais lors du siège de 1417, elle est profondément remaniée dans la deuxième moitié du XVe siècle. On la flanque à cette période d'un bas-côté droit qui s'ouvre par un grand arc brisé. Les travaux commencent probablement pendant l'occupation anglaise ; la charpente recouverte de lambris couvrant la nef est sûrement due à un charpentier anglais. Les fenêtres romanes sont bouchées et on perce des grandes baies de style « modérément flamboyant ». Le clocher que l'on observe sur les gravures du XVIIe siècle date sûrement de cette époque également. Fin XVe début XVIe siècle, le chœur est reconstruit dans le style gothique et on ajoute à ce moment le portail méridional actuel.
À partir du XVIe siècle, les civils désertent le château. Tout en conservant son statut d’église paroissiale, Saint-Georges est donc désormais presque exclusivement réservée à la garnison et au gouverneur, installé dans le Logis du roi. En 1779, les registres paroissiaux n'enregistrent plus qu'un enterrement par an dans le cimetière de 32 m2 qui entoure l'église et clos par un mur, ce qui permet d'évaluer la population à environ 25 personnes. 
L'église paroissiale est désaffectée pendant la Révolution. Du 3 au 28 mars 1793, on y enferme 230 personnes ayant manifesté contre l'enrôlement militaire. En 1799, l'église est transformée en magasin à poudre. En 1827, le service du Génie propose de détruire l'église afin de permettre la construction d'une prison militaire ; le projet est abandonné en 1832. Dans la seconde moitié du XIXe siècle, l’arc triomphal est fermé par un mur encastré dans les colonnes romanes. Après que le château a été transformé en caserne, l'ancienne église sert un temps de salle d'armes.
Pendant la bataille de Caen en 1944, le château est à nouveau bombardé. Le presbytère et le pignon sud de la nef sont détruits. L'ancien lieu de culte est restauré. Pour rappeler ce passé cultuel, des stalles provenant de l'église Saint-Jean de Caen y sont installées et une table de pierre est disposée dans le chœur afin d'évoquer le souvenir de l'autel disparu. La réalisation des vitraux du chœur sont confiés à Max Ingrand. Ils représentent saint Étienne encadré par saint Georges et saint Michel. Les vitraux de la nef, œuvre de Maurice Rocher, figurent la vie du Christ à gauche et une scène associant saint Georges et Richard Cœur de Lion à droite. La grande verrière est consacrée à des épisodes de la vie de Guillaume le Conquérant. Dans le cadre du projet de réaffectation du château à l'université, il est programmé que l'ancienne église soit occupée par l'aumônerie des étudiants. Cette proposition est abandonnée et Saint-Georges est convertie en mémorial en souvenir des pertes civiles de la bataille de Caen en 1964. La dépouille d'une victime anonyme est inhumée dans l'ancien lieu de culte. Moins de vingt ans plus tard, le mémorial change d'affectation. En 1979, le corps de la victime inconnue est exhumé pour être inhumé de nouveau au chevet de l'ancienne église qui est utilisée à partir de 1980 par le musée de Normandie qui y organise des expositions temporaires. Le 25 mars 2013, le plan d’aménagement de l’église en centre d’interprétation de l'histoire du château et en centre d'accueil des visiteurs est approuvé par le conseil municipal. Après une légère restauration, le centre ouvre le 28 mai 2014.
Il existait d'autres chapelles dans le château, aujourd'hui disparues : chapelle Saint-Georges dans le Vieil Palais, chapelle Saint-Thomas, chapelle Saint-Aignan, chapelle des Trois Messes et la chapelle castrale Saint-Gabriel dans le donjon.

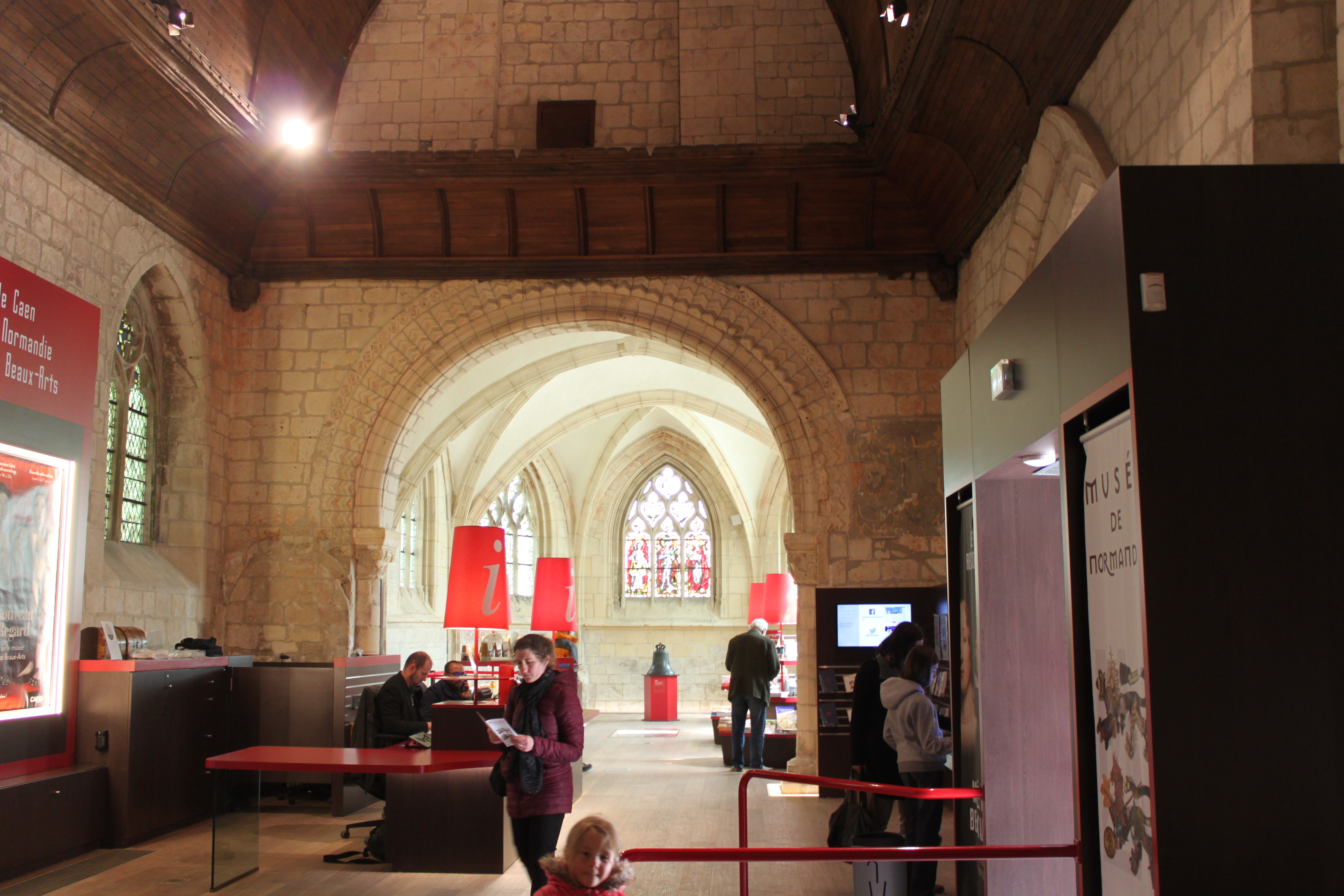
Le centre d'interprétation.
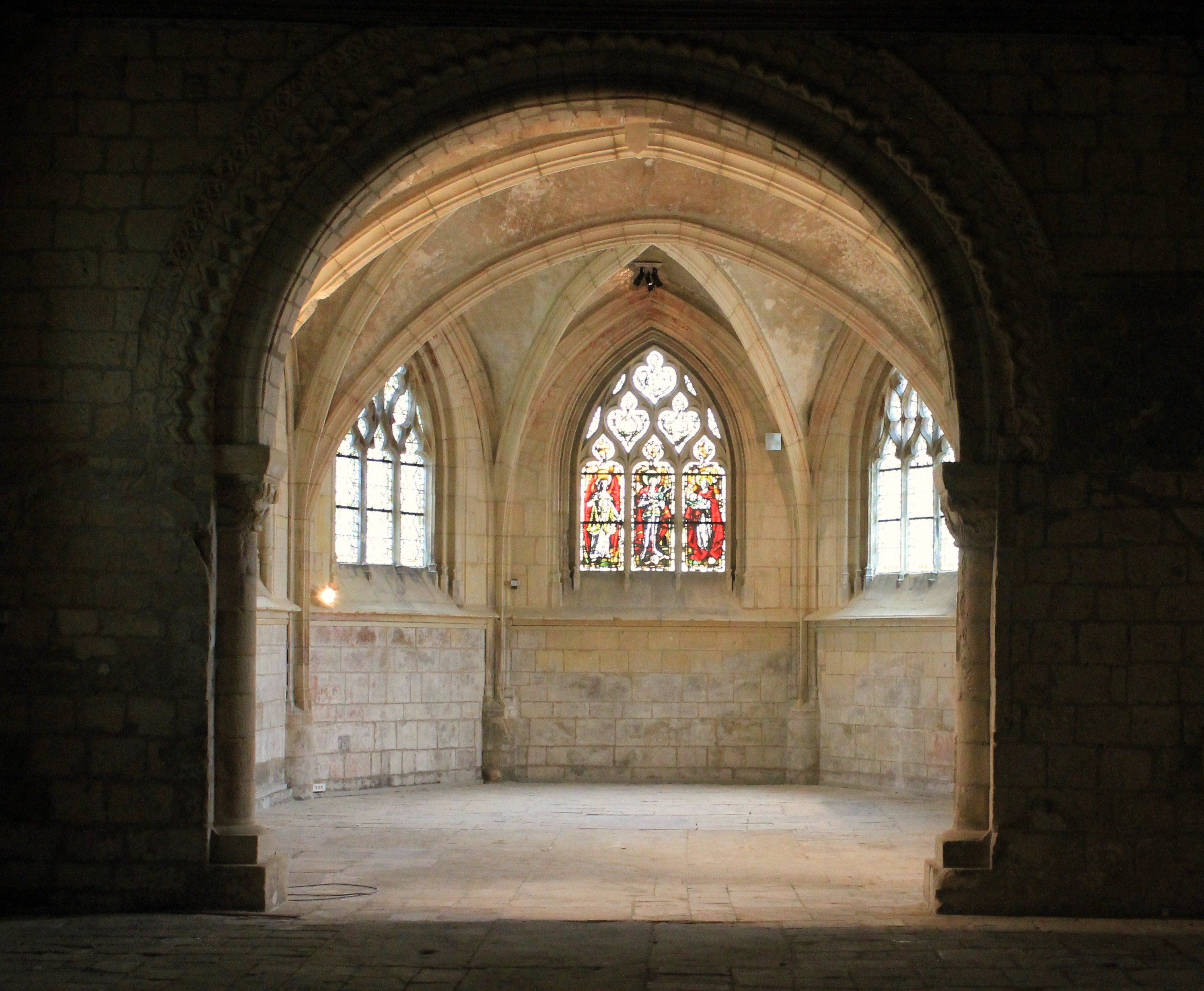
Chœur de l’église depuis la nef.
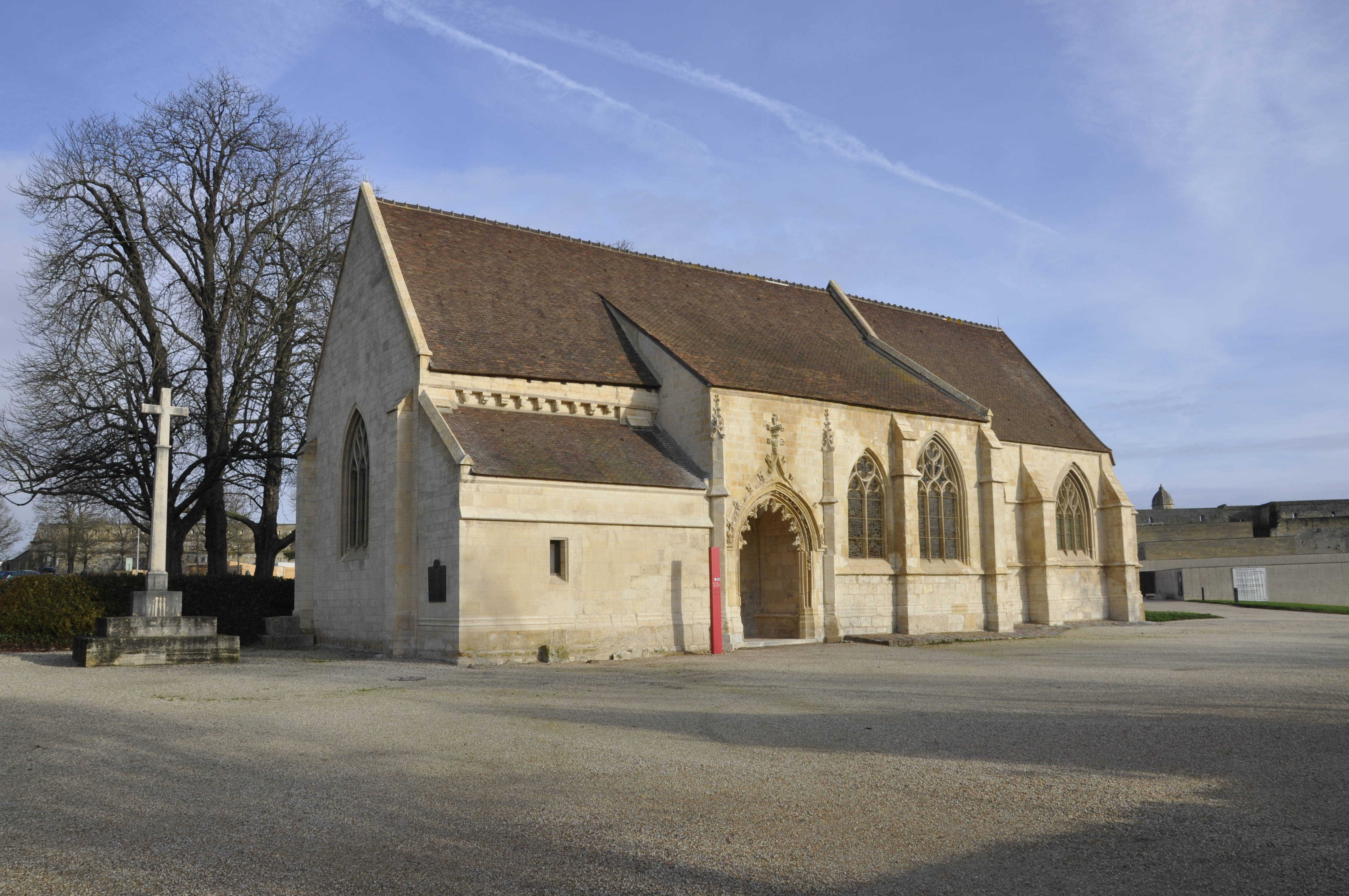
Façade sud après restauration en 2012.
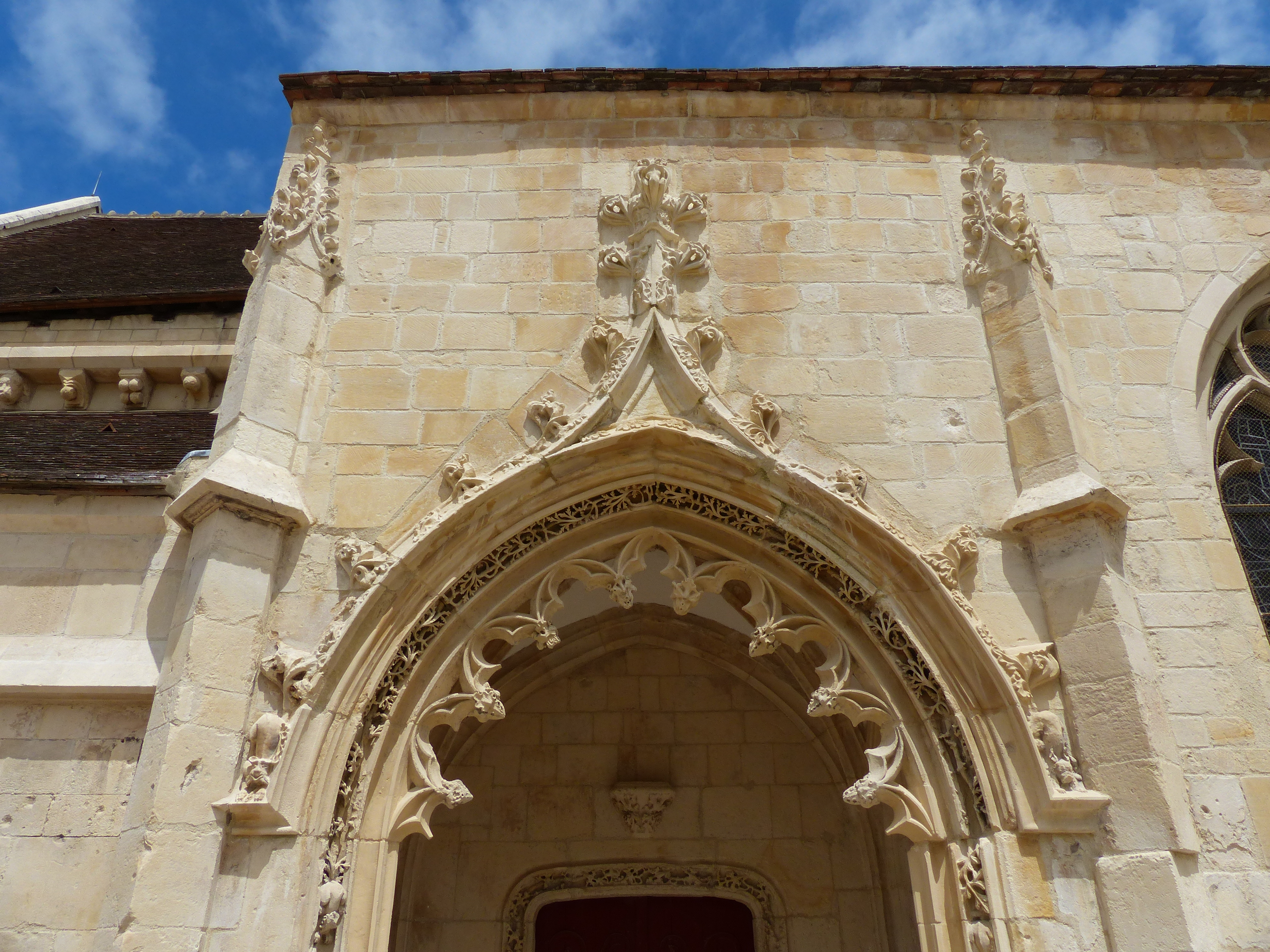
Portail flamboyant.
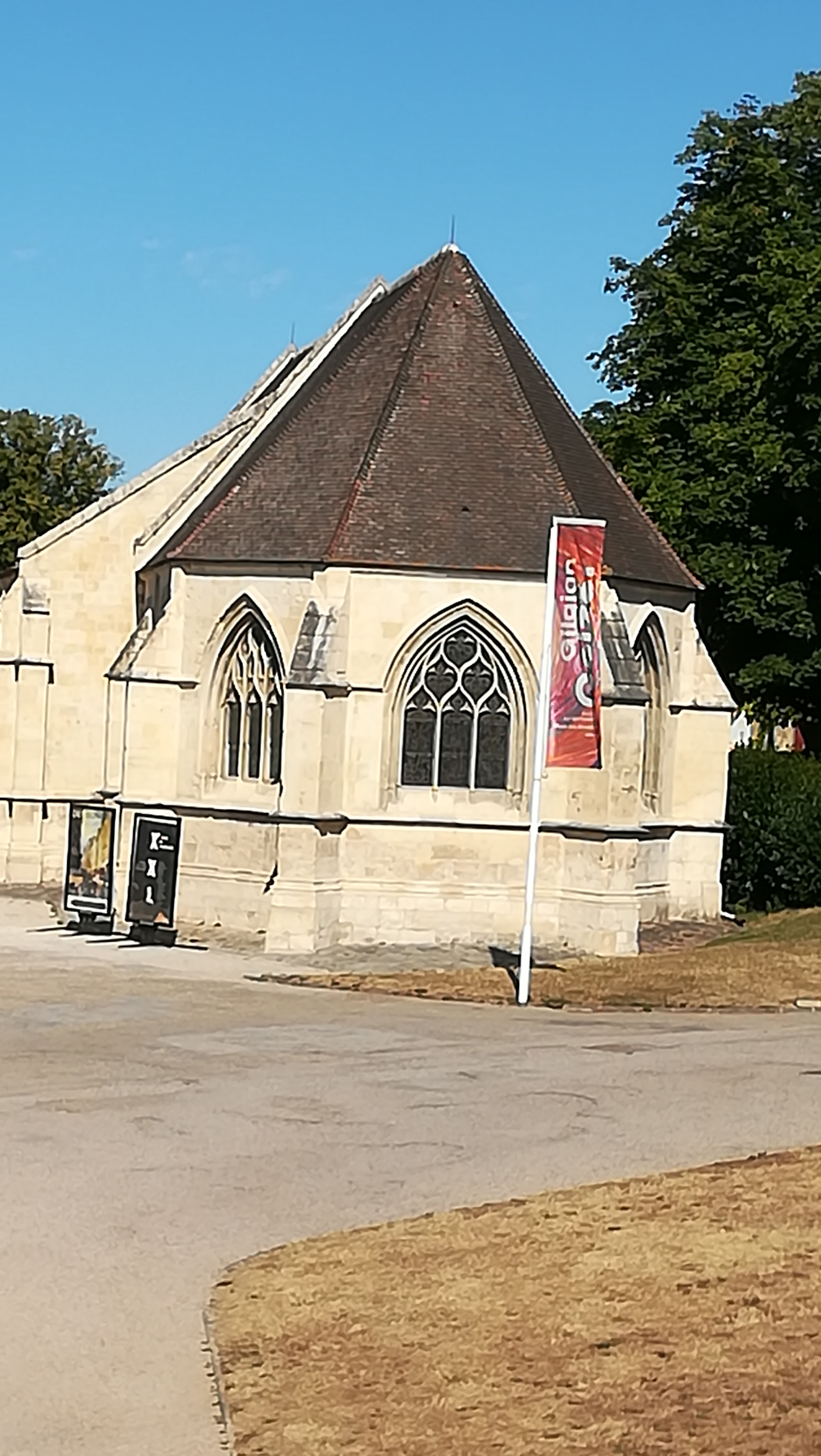
Chevet de l'église.
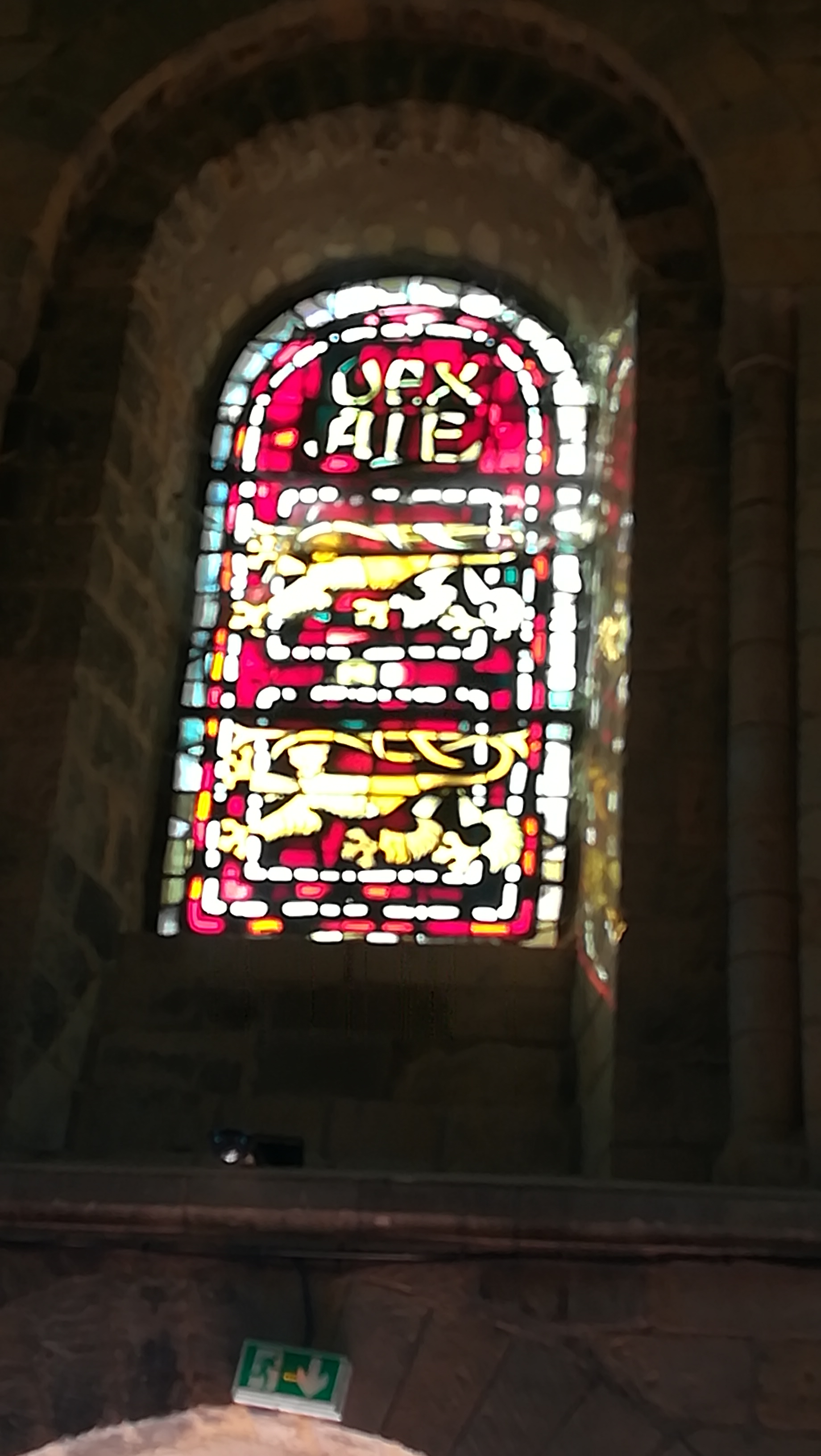
Vitrail intérieur de l'église.

### Logis des Gouverneurs

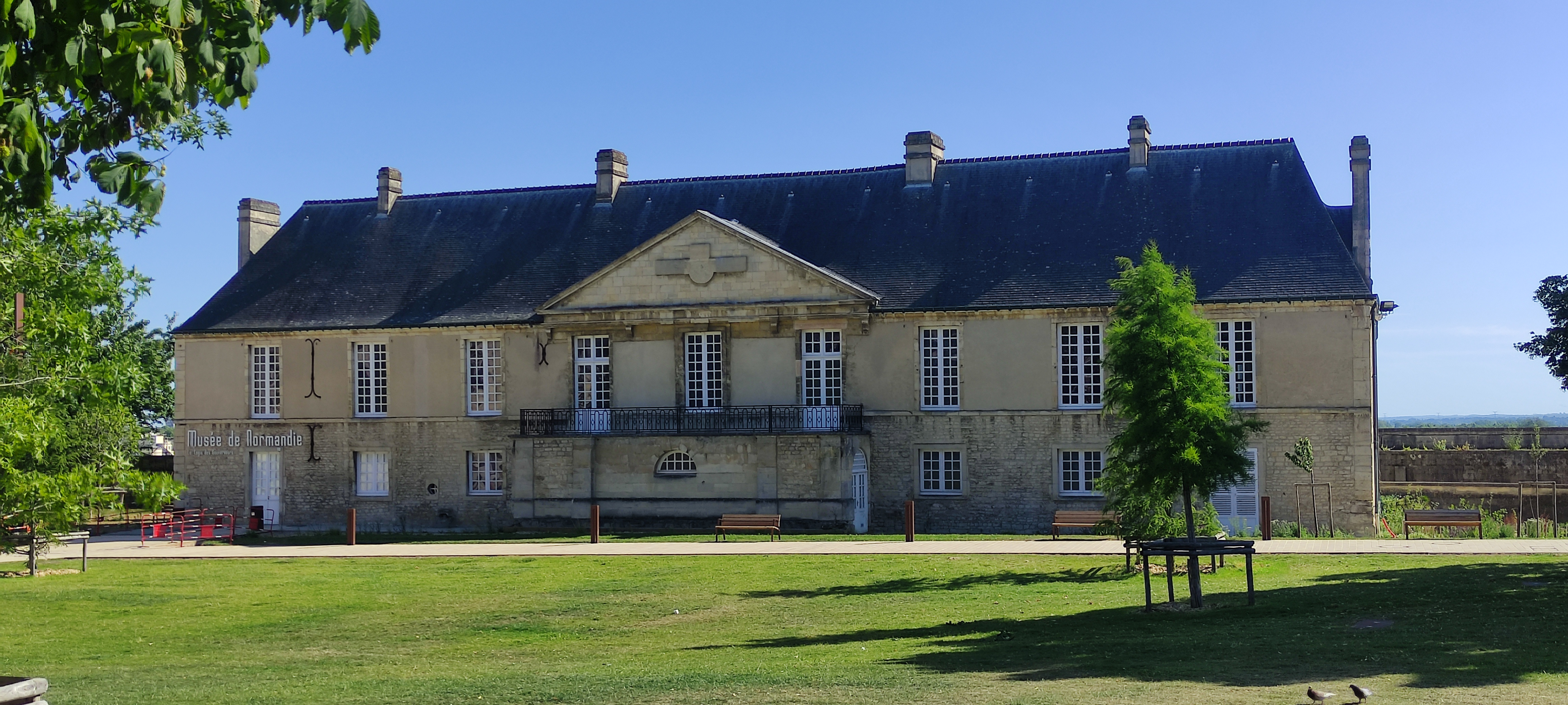
Façade principale en juin 2025.

La première référence concernant ce bâtiment, alors appelé Logis du Roi ou Manoir du roi, date de 1338. Accolé au rempart qui domine la rue de Geôle, il est construit sans doute au début du XIVe siècle et sert de résidence privée au bailli jusqu'en 1450. On y trouvait également une salle d'audience et les bureaux du bailliage. Ceux-ci furent transférés à proximité de la prison de la rue Catehoule (actuelle rue de Geôle) après 1450. Le Logis du Roi devint donc la demeure du capitaine du château qui logeait jusqu'alors dans le donjon, puis à partir du XVIIe siècle celle du gouverneur « des ville et château de Caen ».
Le bâtiment fut presque entièrement reconstruit au XVIIe siècle. Les contreforts des façades de l'aile sud et la tour d'escalier à l'intérieur de la cour sont des vestiges du bâtiment originel. En novembre 1680, Robert Jean Antoine de Franquetot de Coigny, comte de Coigny, gouverneur du château et bailli de Caen, passa un accord avec Pierre Cottard, architecte du roi, pour remettre en état le Logis du Roi. Les travaux furent terminés en 1682. Les armoiries de la famille des Guillotte-Franquetot-Coigny, qui conservèrent les charges de gouverneur et de bailli jusqu'à la fin de l'ancien régime, étaient gravées sur le fronton.
Au XIXe siècle, le Logis des Gouverneurs est utilisé comme salle d'armes. En 1834, le génie propose de le transformer en prison militaire, mais le projet ne fut pas réalisé. Quand le château fut transformé en caserne, l'ancienne demeure du bailli abrita le mess des officiers, une bibliothèque et une salle de conférences.
En 1944, sa toiture est soufflée, mais le gros œuvre résiste. Dans les années 1950, on décide d'y installer le musée de Normandie. En 1958, le bâtiment est rénové ; c'est à cette époque que le grand escalier extérieur est supprimé. En 1960, les services du musée s'installent et le musée ouvre ses portes au public en décembre 1963. En 1978-1982, le musée est agrandi : des réserves sont creusées sous la cour et une nouvelle aile est construite au nord, donnant ainsi au bâtiment la forme d'un U.

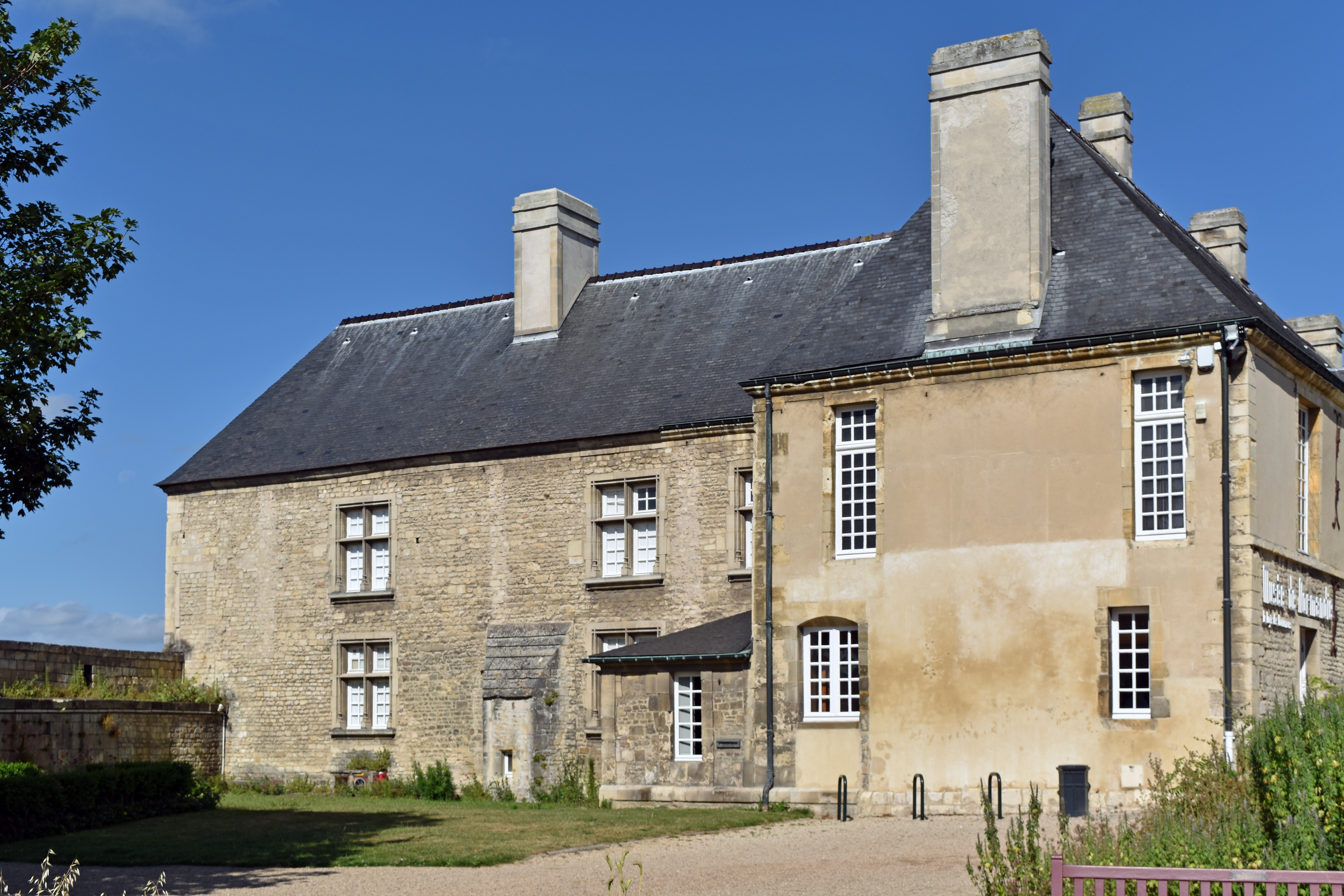
Aile sud-est antérieure au XVIIe siècle.
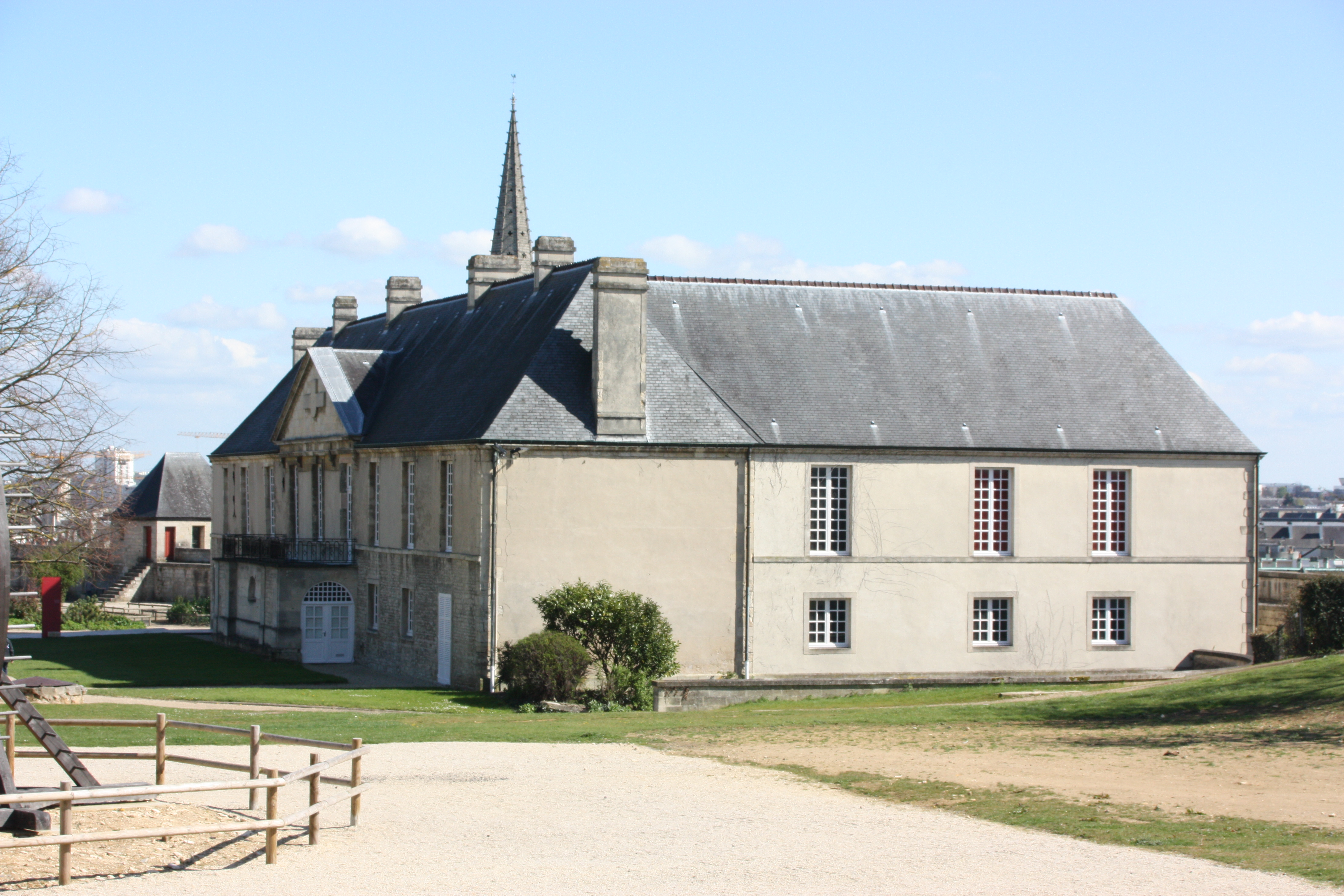
L'extension construite en 1978-1982.
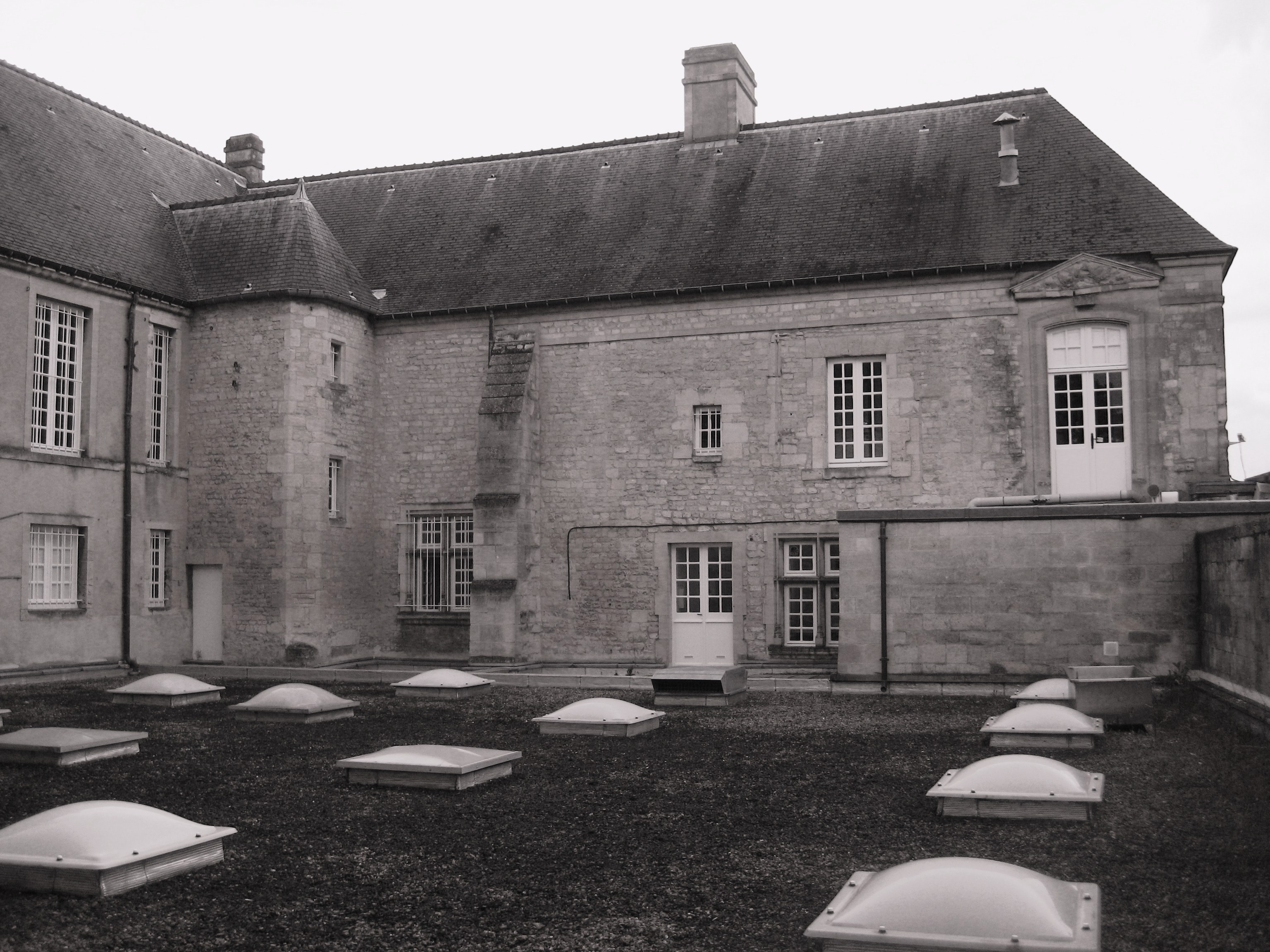
La cour avec les réserves en sous-sol.
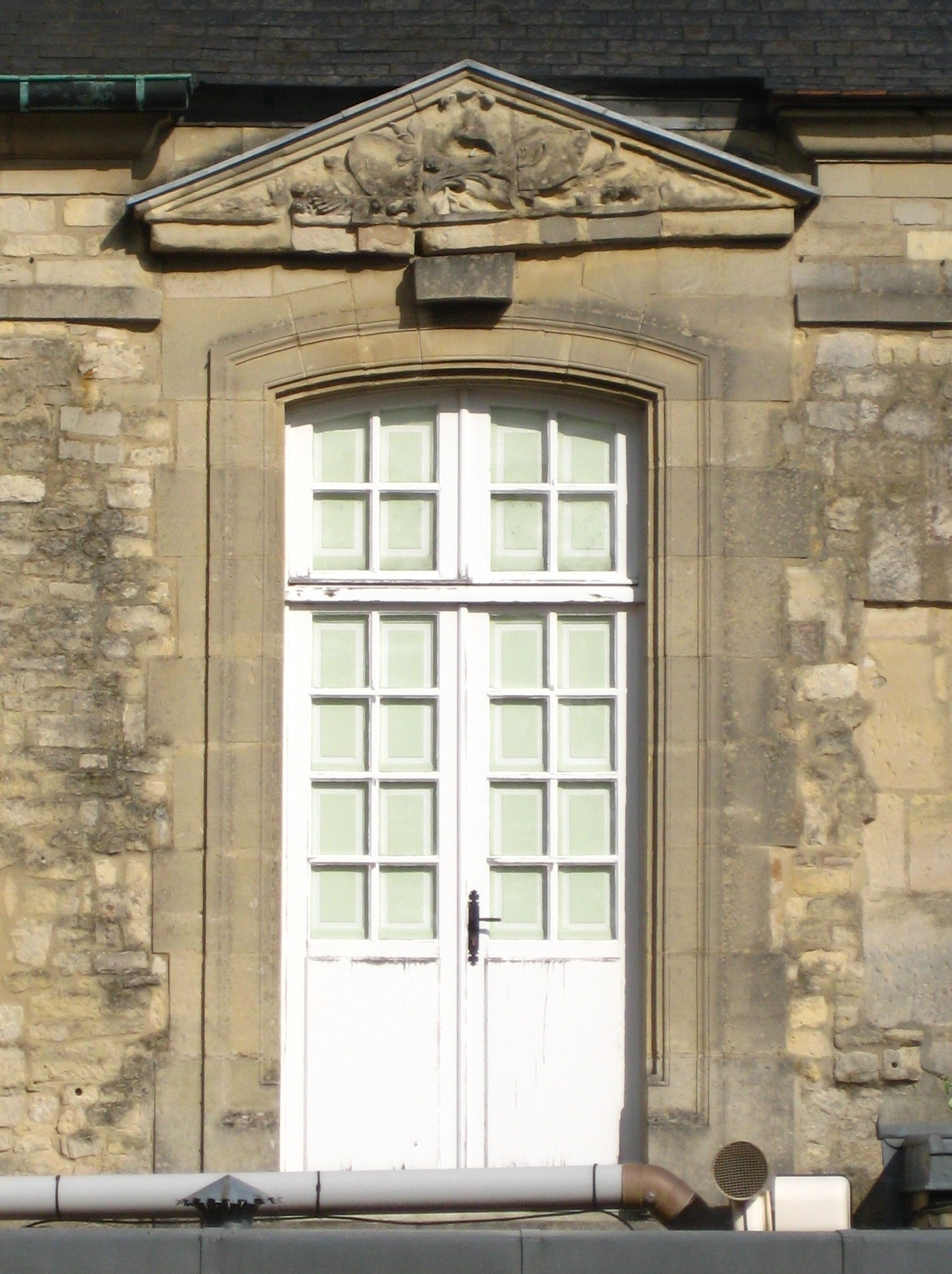
La porte sur le chemin de ronde.

### Donjon duXIIesiècleet évolutions

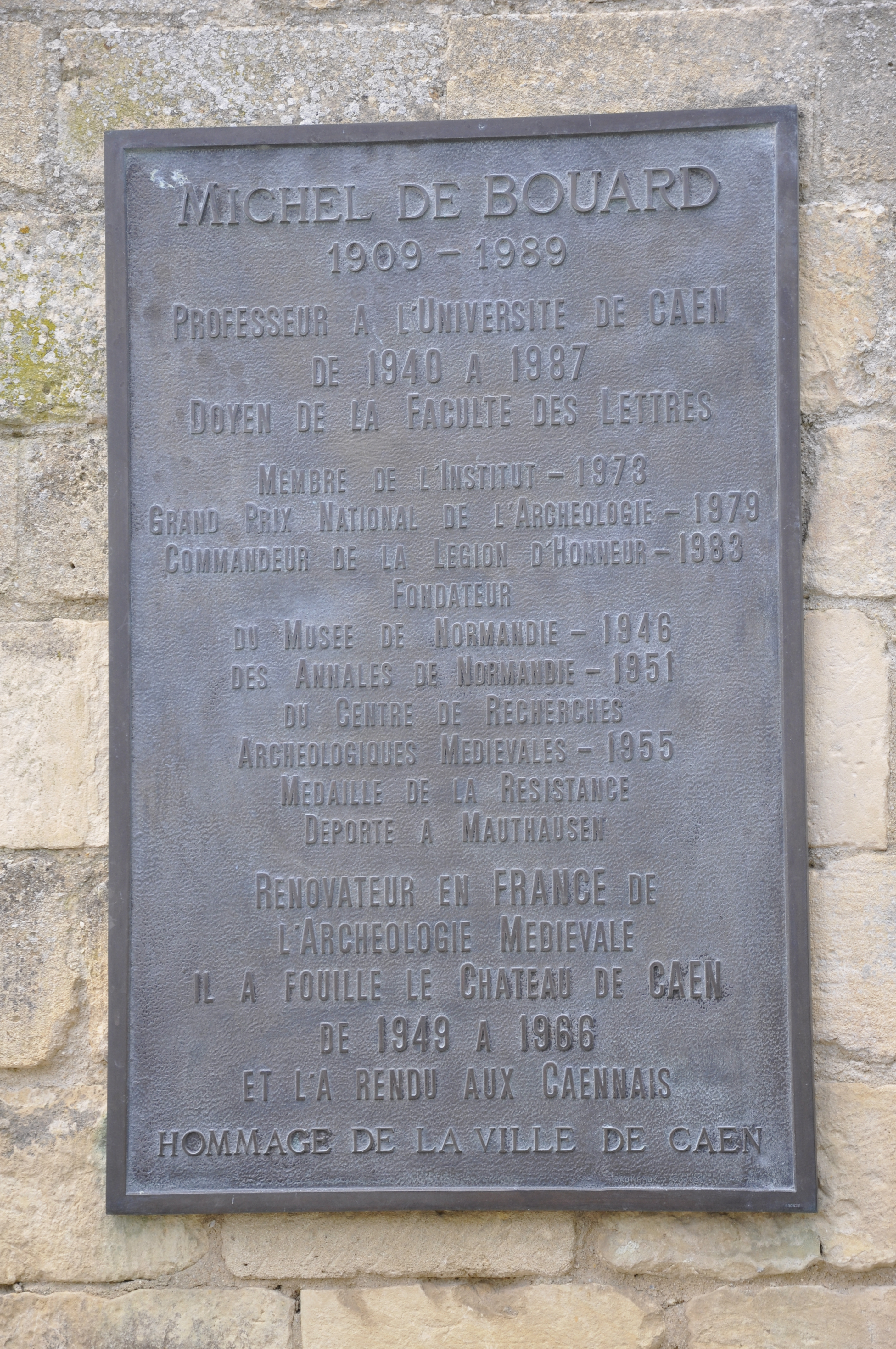
Plaque commémorative pour Michel de Boüard.

À l'origine, seule une tour-porte quadrangulaire massive, percée à son rez-de-chaussée d'un passage voûté et précédé par une sorte de barbacane, protège la partie nord des fortifications, alors même qu'il s'agit de l'espace le plus exposé de l'ensemble car dominé au nord par les coteaux où s'élève aujourd’hui le campus 1 de l'université. En 1123, un donjon est construit au cœur de la forteresse afin de constituer un ultime refuge, par Henri Beauclerc à quelques mètres de la tour-porte. Les parements de boutisses et parpaing alternés alors habillaient un cœur de blocage de fragments calcaires liés au mortier. L'épaisseur moyenne des murs étaient de 4,30 mètres en partie basse et diminuait par une série de retrait au fur et à mesure de l'élévation ; hauteur estimé par des sources récentes qui dépasserait les 25 mètres. Le donjon roman de plan quadrangulaire, renforcé de contreforts plat, peu saillants sur dosserets, aux angles et au milieu des côtés, mesurait 24 mètres du nord au sud et 27,50 mètres d'est en ouest.
On connait très peu l'organisation spatiale interne du bâtiment. Un mur de refend d'est en ouest, contemporain de la construction du donjon, sépare le bâtiment de manière presque égale. La partie nord est divisée ultérieurement en deux parties inégales par un second mur nord-sud. Ces murs montaient jusqu'au sommet du donjon. Il est probable que le rez-de-chaussée du bâtiment servait de magasin à vivres ; un puits, foré à l'intérieur même du donjon, profond de 21 mètres, non compris dans l'épaisseur du mur, a été retrouvé dans la partie sud. Les parties supérieures devaient être aménagées comme espace de vie.
L’accès au donjon se situait au premier étage. On y accédait par un escalier extérieur protégé par un avant-corps. Cet escalier s'allongeait sur 17,40 mètres, le long du mur sud. Une chapelle devait également être aménagé dans sa partie orientale. Les étages supérieurs étaient accessibles par un escalier en colimaçon, peut-être situé au sud-est et montant jusqu'au sommet.
Le sommet était à l'origine séparé en trois parties par des charpentes reposant sur les murs intérieurs. Un chemin de ronde, probablement crénelé, entourait l'ensemble. Au XVIe siècle, les charpentes sont remplacées par une plateforme sur laquelle sont placées des canons.
Au XIVe siècle, le donjon fait l'objet de travaux. À l’extérieur, le sol est rehaussé d'environ 0,90 mètre, rendant l'escalier extérieur inutilisable ; l'avant-corps est alors arasé au niveau du nouveau sol. Afin d'y bâtir des tourelles, les contreforts du donjon sont également renforcés, à l'exception de celui du milieu sur le mur ouest qui garde son aspect peu proéminent d'origine.

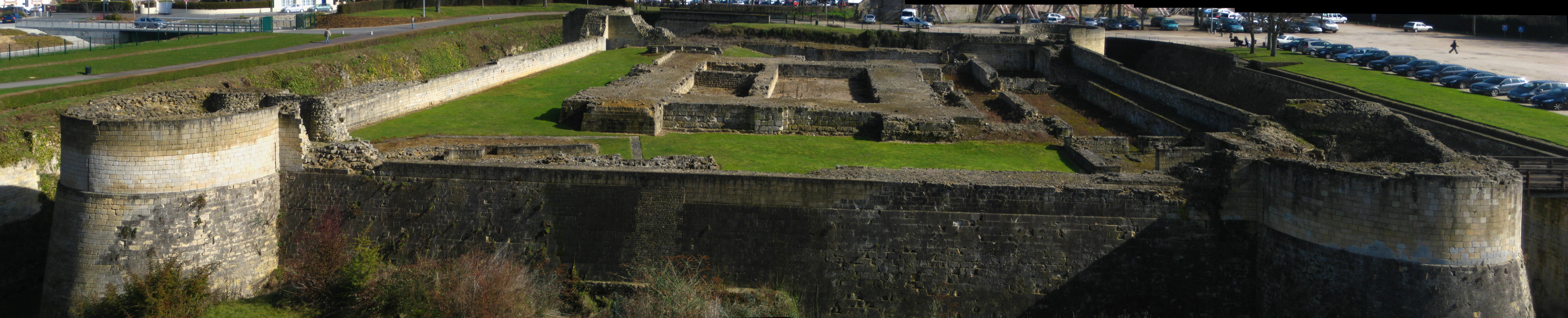
Vestiges du donjon depuis le belvédère du rempart nord.

#### Castel compris dans la chemise duXIIIesiècle
Après 1204, Philippe Auguste ceinture le donjon d'une chemise de forme trapézoïdale située à environ une quinzaine de mètres de distance. Les murs font environ trois mètres d'épaisseur et dans les angles, sont construites des tours rondes d'un diamètre intérieur de 4,50 mètres ; ces tours portent les noms de « cheval blanc, cheval noir, cheval rouge, cheval gris ». La chemise est dotée d'un chemin de ronde muni de créneaux. Préalablement à la construction de cette chemise, un fossé est taillé dans la roche d'une profondeur de 10 mètres et large de 16 mètres dans sa partie supérieure. La tour-porte du XIe siècle doit également être démolie afin de construire ce mur d'enceinte ; les fondations de cette tour ont toutefois été mis au jour par Michel de Boüard. Deux ponts, situés aux angles nord-ouest et sud-est, sont érigés au-dessus du fossé, non loin des tours d'angle.
Après la construction de la chemise, quelques bâtiments sont construits, adossés à la fortification. Ainsi, un bâtiment rectangulaire, la « salle de la Reine », est construit contre le mur sud. Il est en état de délabrement avancé au XVIIIe siècle ; il ne reste aujourd’hui qu'un mur d'une hauteur d'un mètre. Sur le mur est, un silo, puis une cuisine sont construits. Dans l'angle sud-ouest, un moulin, mû par un cheval, est érigé.
Au XIVe siècle, le sol, rehaussé d'environ 0,90 mètre, est pavé. Après la destruction de l'avant-corps du donjon, une passerelle couverte reliant la porte du donjon au mur sud de la chemise est construite sur des poteaux en bois reposant sur des épis de maçonnerie. À côté de la salle de la Reine, une nouvelle cuisine est construite. Sur l'emplacement de l'ancienne cuisine, le long du mur est, le manoir dit du châtelain est construit.
Le donjon avec sa chemise constituaient une citadelle autonome et indépendante, avec puits, magasins, cuisine, fours dont un four à pain et moulin — détruit vers 1830 — déjà cité. Philippe Auguste, se méfiant des habitants de Caen, permettait à la garnison française d'être à l'abri d'une attaque surprise.

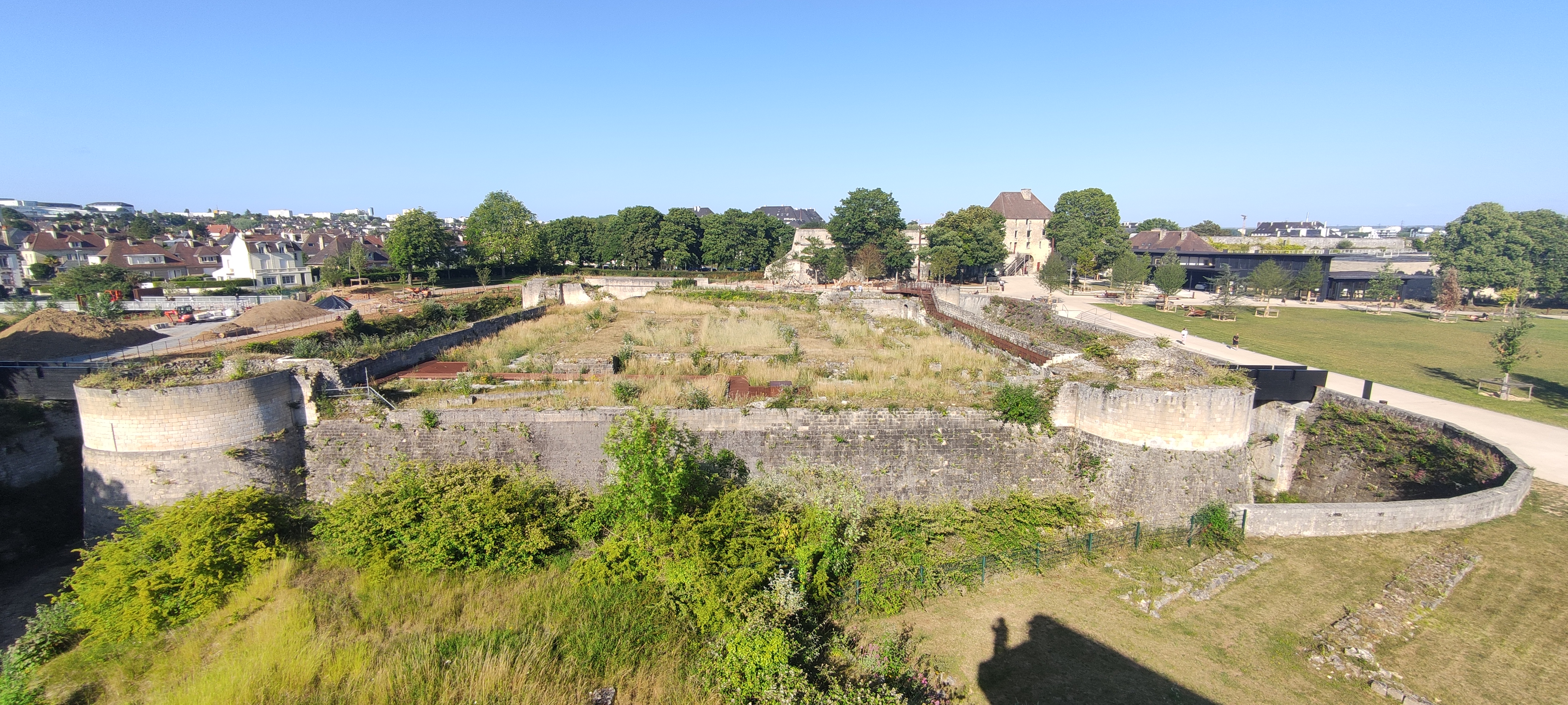
Vestiges du donjon depuis le belvédère du rempart nord en juin 2025.

#### Destruction de l'ensemble
Lors du soulèvement de Caen contre la Convention nationale, les deux représentants de la convention nationale Romme et Prieur de la Côte d'or sont arrêtés le 9 juin 1793 et placés en rétention à l'intérieur du donjon. Après la répression de l'insurrection fédéraliste, la convention décide de raser le château par un décret daté du 6 août 1793. La destruction débute le 31 août 1793. Ce qu'il en reste est laissé à l'état de ruine. Une colonne marquant l'endroit de l'emprisonnement des deux conventionnels était prévue à l'emplacement du donjon.
Vers 1816–1818, une poudrière est construite dans la partie sud du donjon, détruisant une partie des vestiges. Dans les années 1840, les ruines demeurant au-dessus du sol sont rasés. Dans les années 1870, les fossés sont comblés afin de construire les baraquements de la caserne Lefebvre.
À partir de 1956, Michel de Boüard mène une campagne de fouilles qui permet de dégager les bases du donjon. Il ne reste actuellement qu'1,75 mètre des murs inférieurs du donjon.

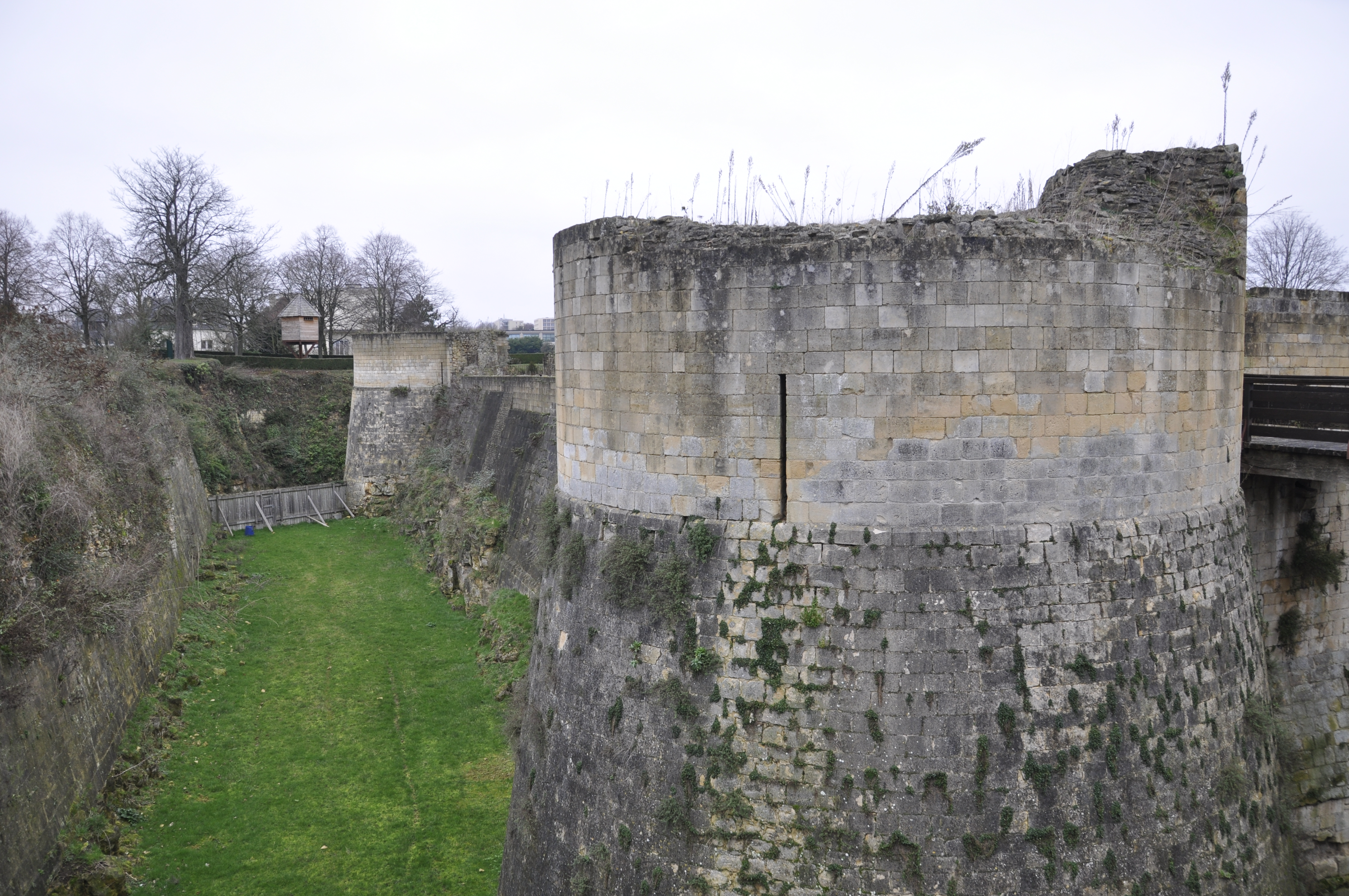
Angle sud ouest du donjon.
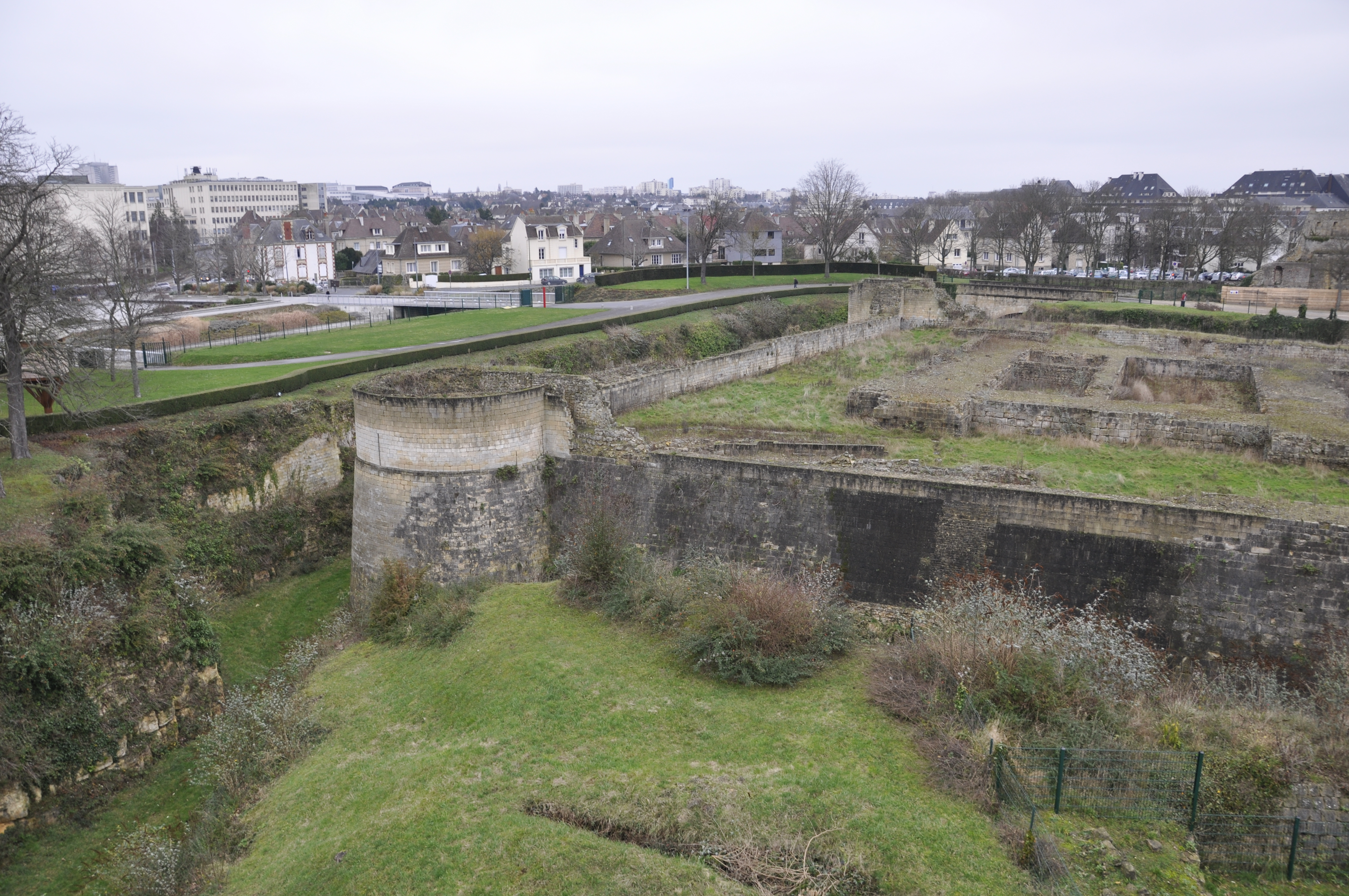
Côté ouest du donjon.
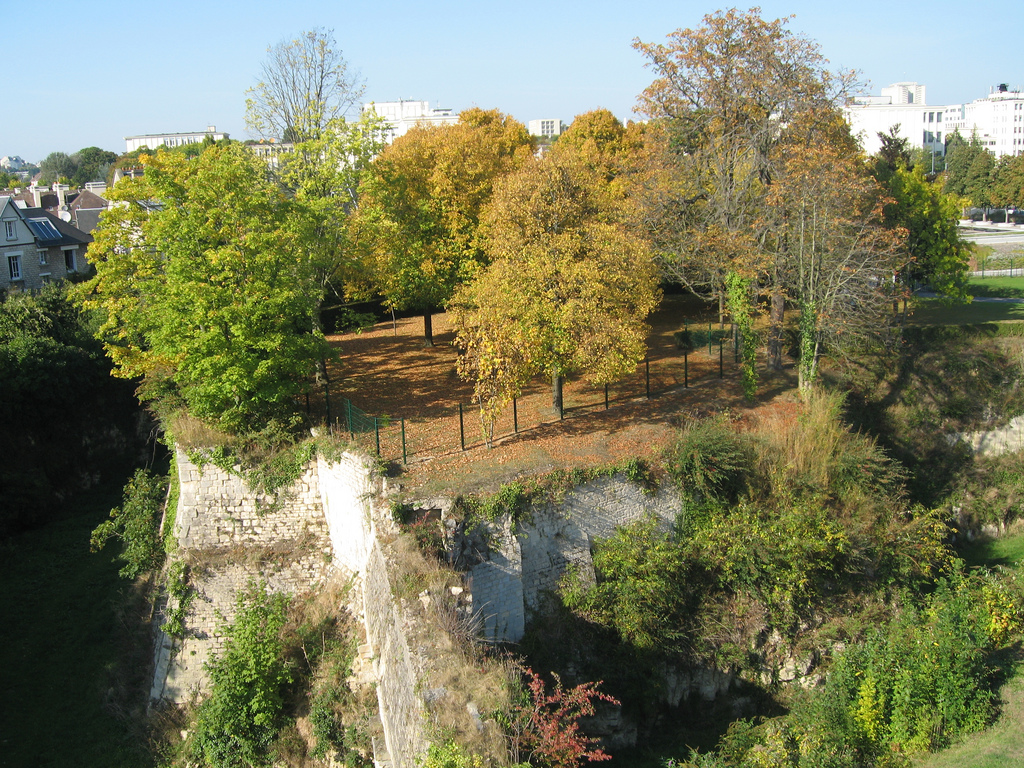
Garenne au nord du donjon.

### Remparts

#### Les murs de l'enceinte
Lors de la première construction du château, les remparts sont constitués de simples palissades de bois. Le tracé de ces premiers remparts et des fossés n'ont guère évolué à travers les années sauf sur la partie nord avec la construction du donjon ; l'enceinte d'origine correspond toutefois au mur nord de la chemise du donjon. Dès la fin du XIIe siècle l'enceinte du château est renforcée de tours carrées. Épaulé par des contreforts, le rempart semble avoir eu un parapet continu percé d'archères, à défaut de créneaux et fut ensuite renforcé par des hourds et un garde-fou interne mentionné par les textes. Plus tard, au vu de inefficacité du dispositif on installera des hourd.
Au XVIe siècle, d'importants remblais sont placés contre les murs afin d’éviter la destruction par les tirs d'artillerie. Notamment, on adosse un talus contre la courtine nord-ouest, qui a pour fonction de renforcer l'enceinte afin de mieux encaisser les tirs, mais il permet également d'y positionner en partie sommitale des pièces d'artilleries.
Une partie de la courtine au nord du site du vieux-palais est détruite dans la deuxième partie du XIXe siècle afin d'ériger des écuries de la nouvelle caserne Lefebvre.
À compter de mars 2004, la municipalité de Caen, aidée par les subventions du FEDER, a entrepris la restauration des remparts (consolidation, dégagement des meurtrières fermées au XIXe siècle). Après qu'on ai constaté une augmentation constante du volume de pierres éboulées côté rue de Geôle, le remplacement de pierres et la consolidation ont été achevés en 2008 pour un coût d'1,15 million d’euros. Cette première tranche de travaux doit se terminer en 2013. La deuxième tranche de travaux (consolidation et restauration des remparts est et sud, ainsi que des passerelles de la porte Saint-Pierre et de la porte des Champs) doit s’étaler jusqu'en 2016 et devrait coûter 4,3 millions d'euros[Passage à actualiser].

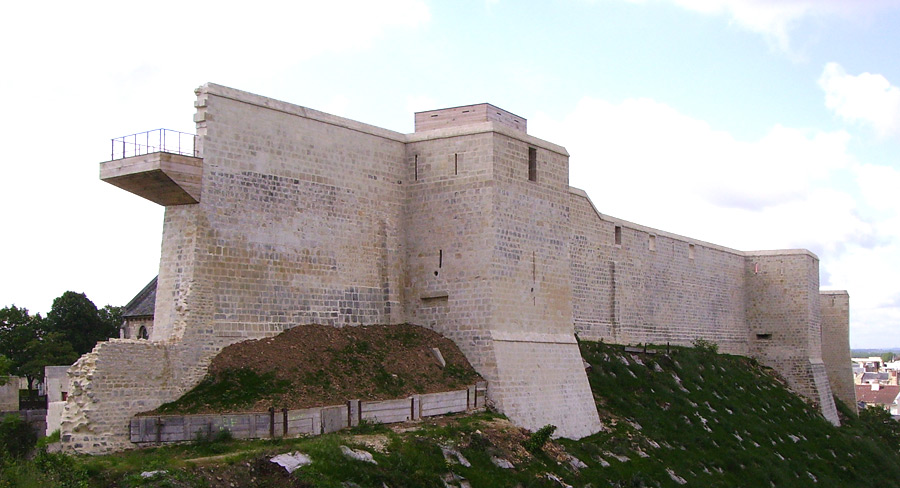
Le rempart nord restauré.
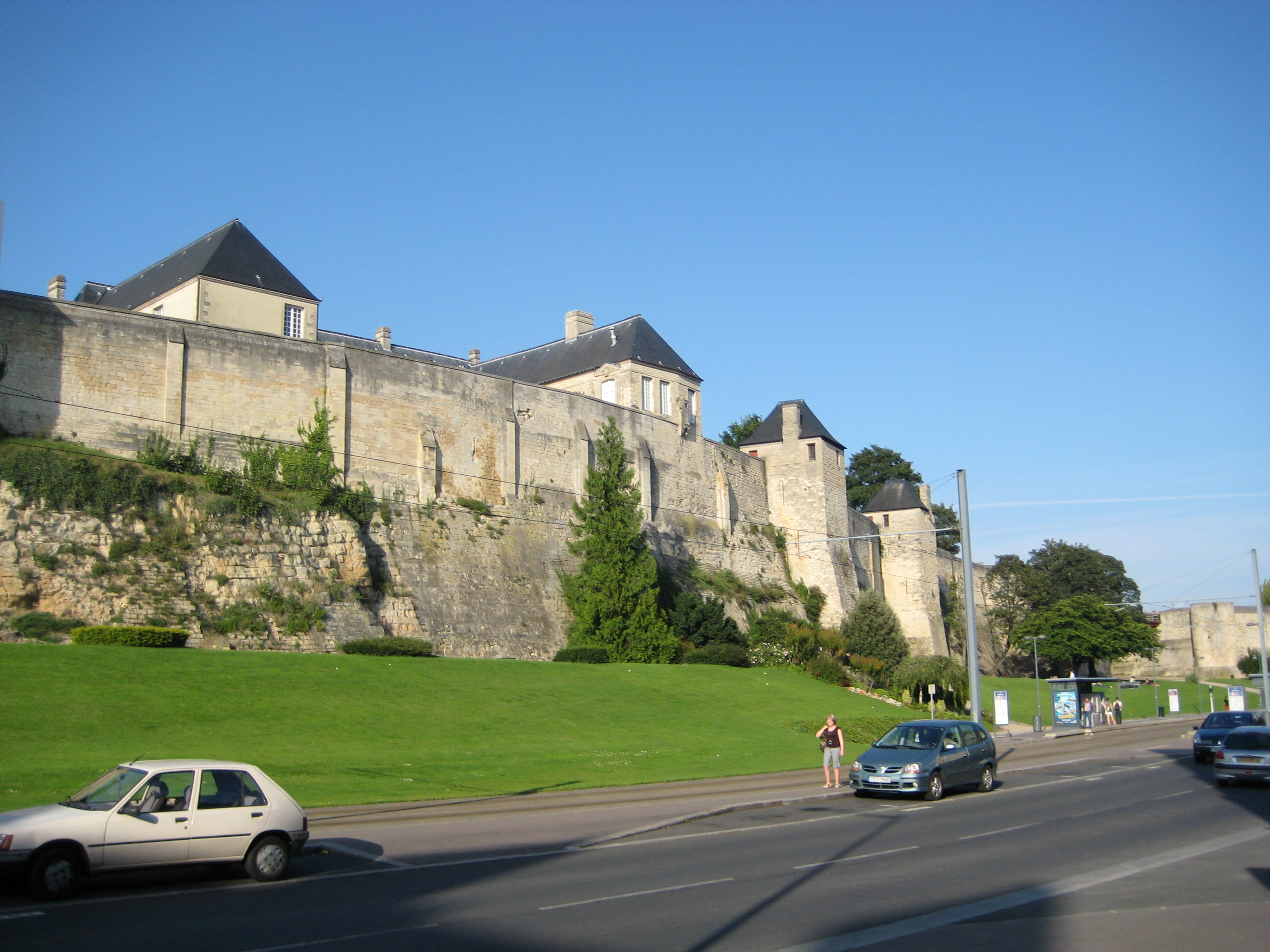
Le rempart sud-ouest.
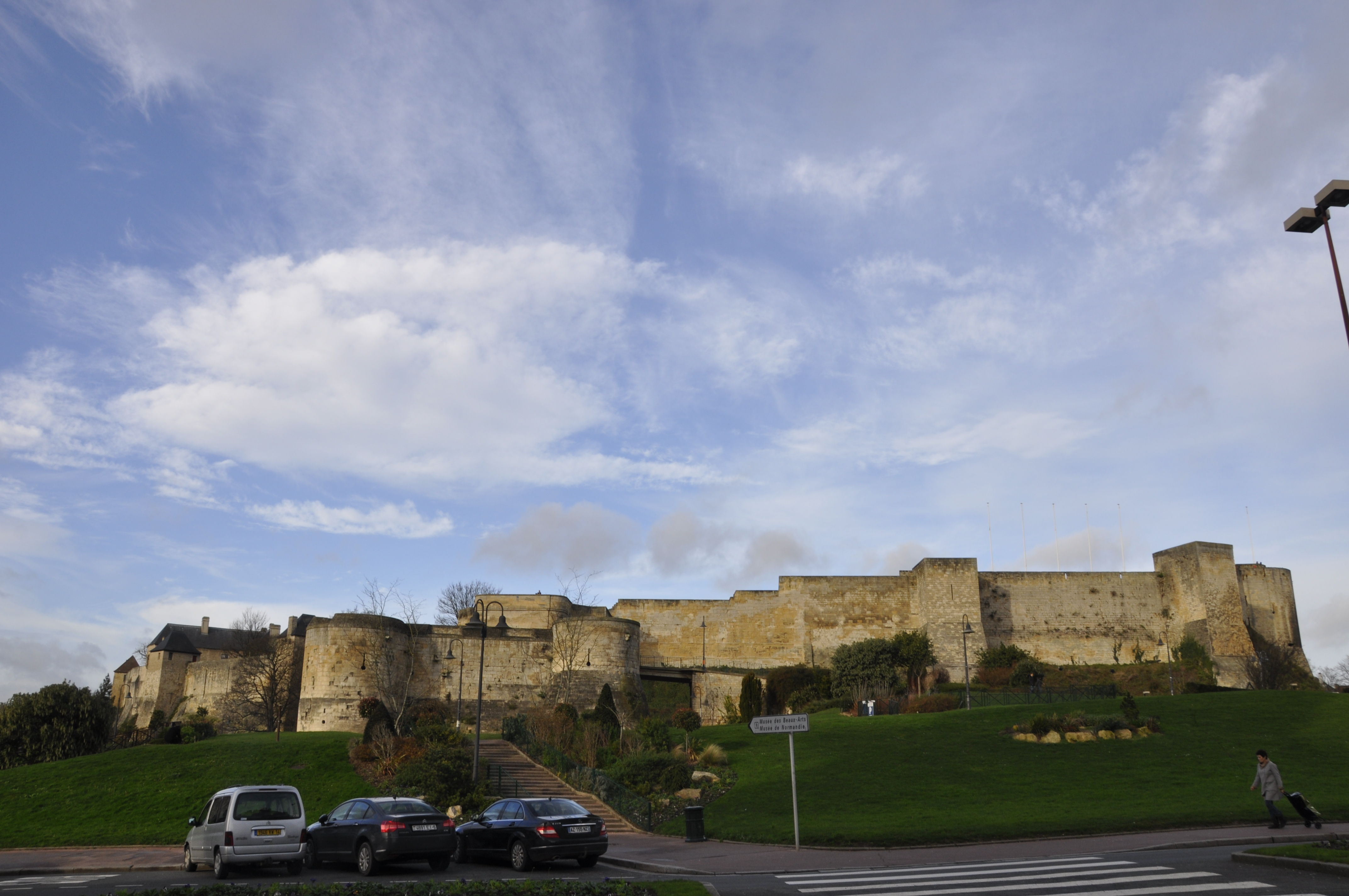
Le rempart sud.
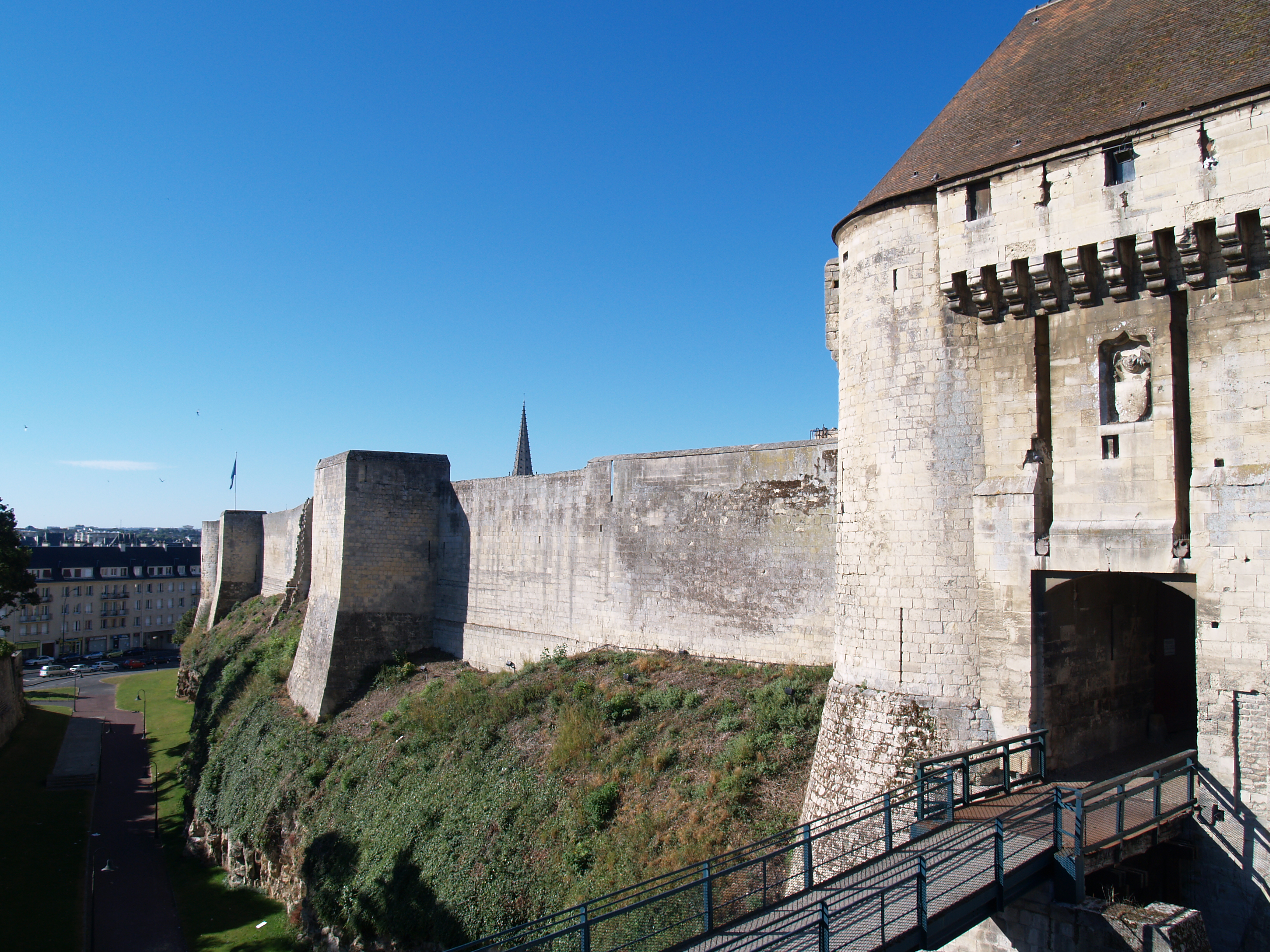
Le rempart est.

#### Les tours
Les remparts sont flanqués de treize tours dont deux de forme circulaire, système de flanquement hérité du XIe siècle, et peu efficace en raison de leur éloignement. Les deux tours rondes font la jonction avec le reste des fortifications de la ville : la tour dite « Reine Mathilde » au sud-est de l'enceinte et la tour « Puchot » située au nord-ouest. Les autres tours sont de forme rectangulaire et enchâssées dans les remparts : la partie supérieure se situe au niveau du chemin de ronde ; la partie inférieure au niveau du sol du rempart. Elles sont soit fermées à la gorge et à cheval sur la courtine avec les deux tiers en saillie externe (trois tours à l'ouest), ou en totalité externe, ouvertes à la gorge à l'étage en lien avec les chemins de rondes, fermées au rez-de-chaussée et communiquant avec la cour du château par une porte.
Au XVIIe et au XVIIIe siècle, trois des tours situées à l'angle sud-ouest servent pour le gouverneur et les jardiniers. La tour septentrionale, située près de l'église Saint-Georges, est occupée par le bedeau d'où son nom de « tour du Bedeau ». La tour située à proximité de la porte des champs était appelée « tour des vielz prisons » à cause de la première prison construite dans l'enceinte du château avant son déplacement à l'extérieur de l'enceinte.
En 2025, une installation artistique, La Pierre et le sablier de Vincent Mauger, est installée dans la tour Puchot. 

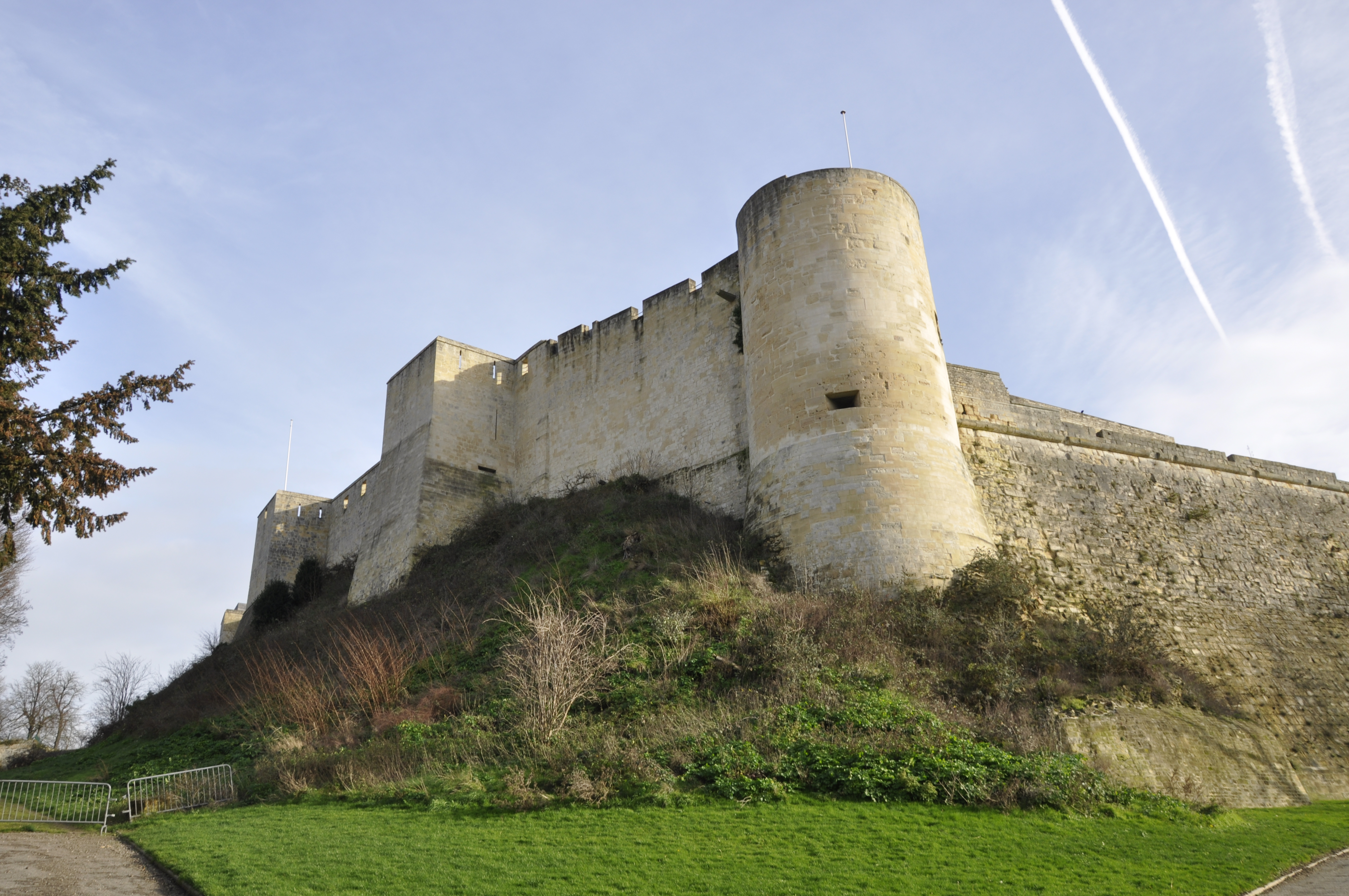
Tour Puchot située au nord-ouest du château.
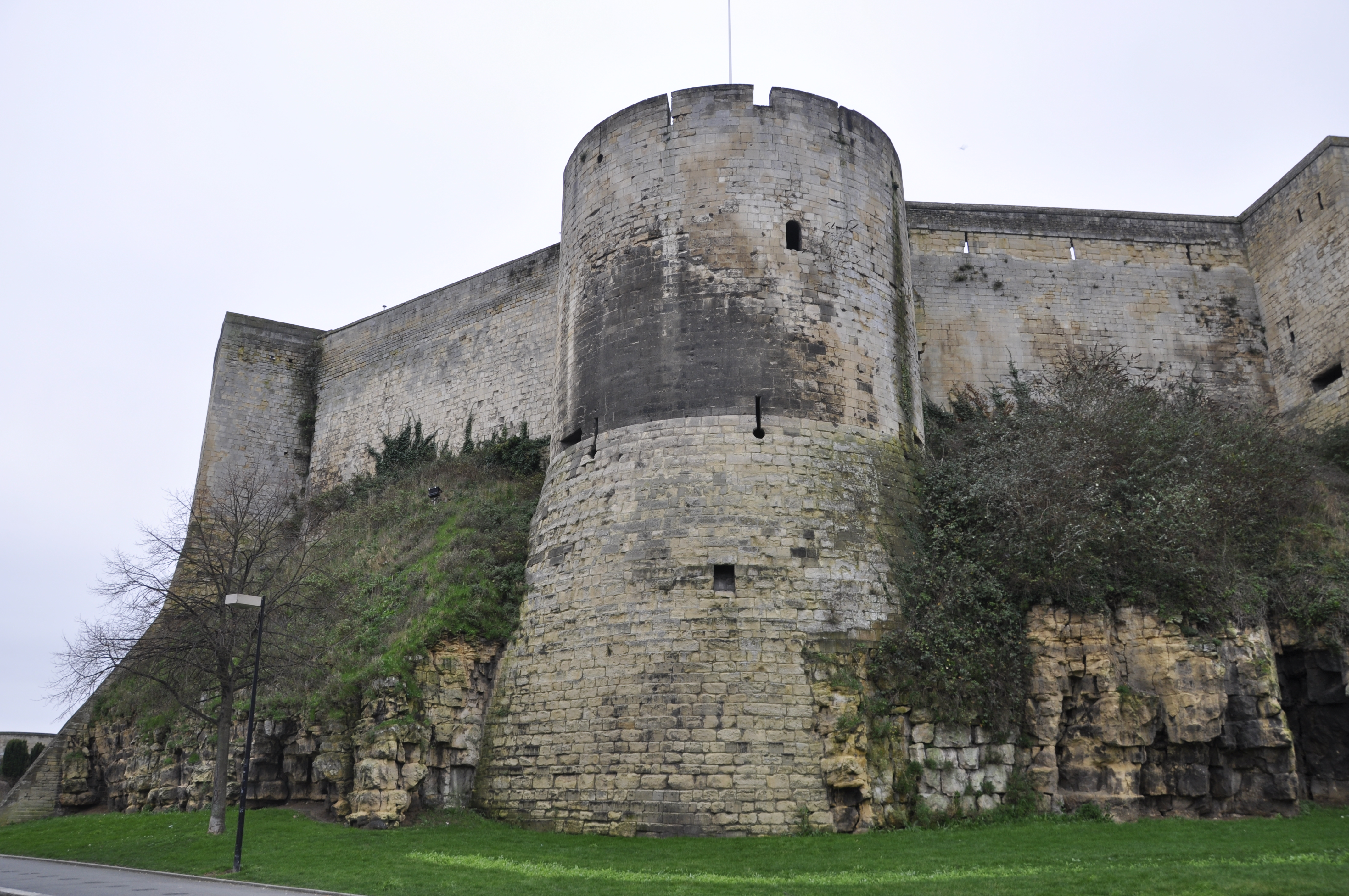
Tour Mathilde au sud-est.

#### Les portes
Les deux portes fortifiées, percées dans l'enceinte, sont l'œuvre du bailli de Caen François de Silly.
Porte des Champs, à l'est

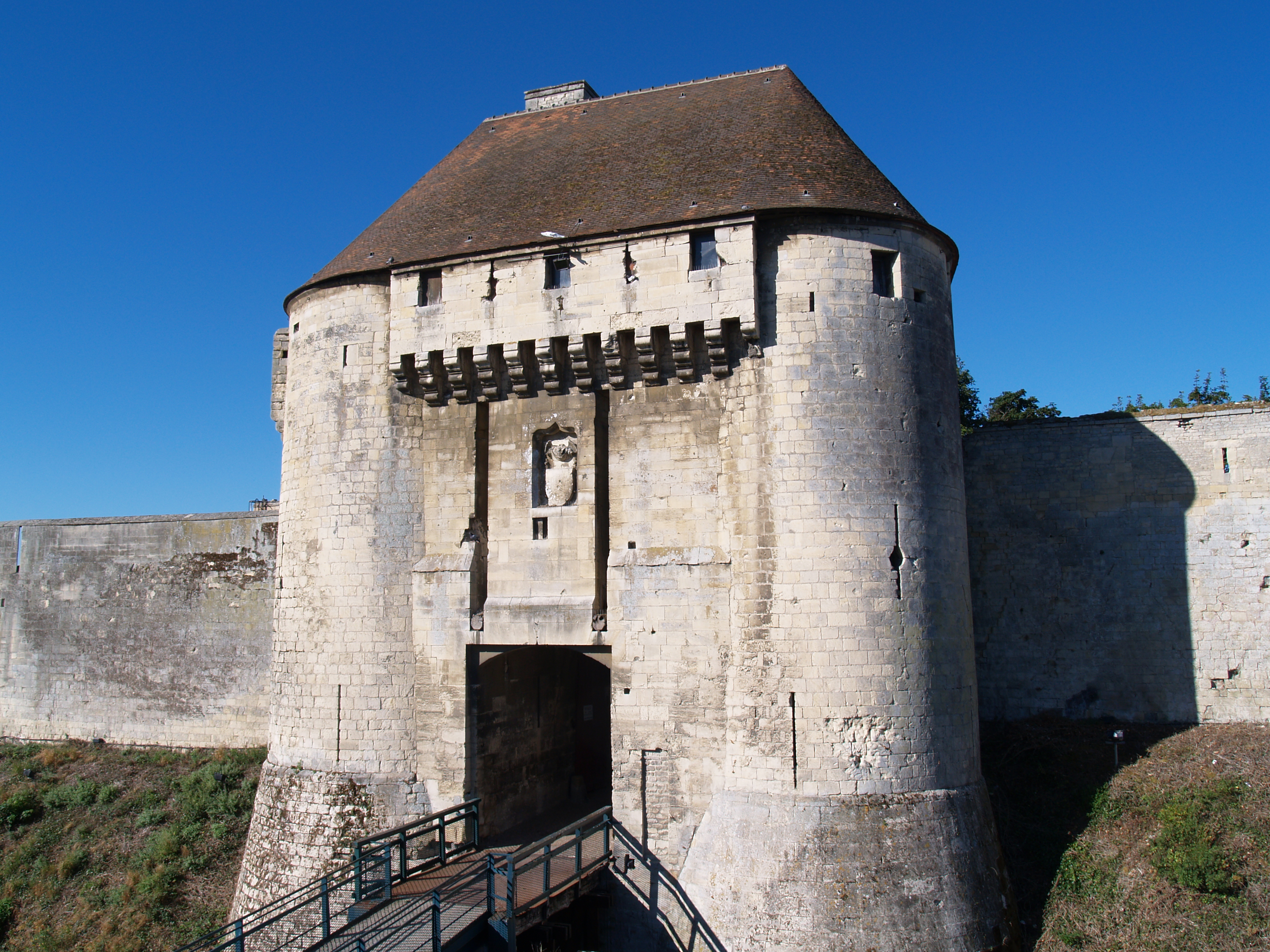
La porte des Champs.

Aucune trace archéologique ou source historique ne prouve l'existence d'un accès au château par l'est avant le XIIIe siècle. Il semble que cette porte ait été créée au début du XIIIe siècle après la destruction de la tour-porte consécutivement à l'édification de la chemise autour du donjon. Cette porte a porté plusieurs noms : de la Pigachière, de devers les champs, du Vaugueux et de secours. L'histoire de la barbacane, qui communique avec les fossés, avec ses quatre tours basses et ses archères à mire circulaire, est mal connue et l'on ne sait si elle existait dès le XIIIe siècle ou si elle a été construite dans le seconde quart du XIVe siècle afin de se protéger des troupes anglaises. On y trouve le classique pont-levis, la herse, les mâchicoulis ainsi que les escaliers dérobés.
La porte était constituée à l'origine de deux tours accolées. Ces deux tours semi-circulaires en fer à cheval, élargies dans leur partie inférieure encadrant l’entrée, sont réunies ensuite par des murs de liaison plus avancés auquel il est fait référence dans un texte de 1338. Pendant l'occupation de la ville par les Anglais au XVe siècle, le capitaine du château, le comte John Falstof, fait renforcer la porte ; la plateforme du pont, une fois relevé, s'encastre désormais dans la porte. C'est probablement à cette époque que sont construits les mâchicoulis.
En dessous de cette porte, sur le bord du rocher est logé un petit puits du XVIIe siècle, à deux ouvertures en cintre surbaissé.
Porte Saint-Pierre, au sud

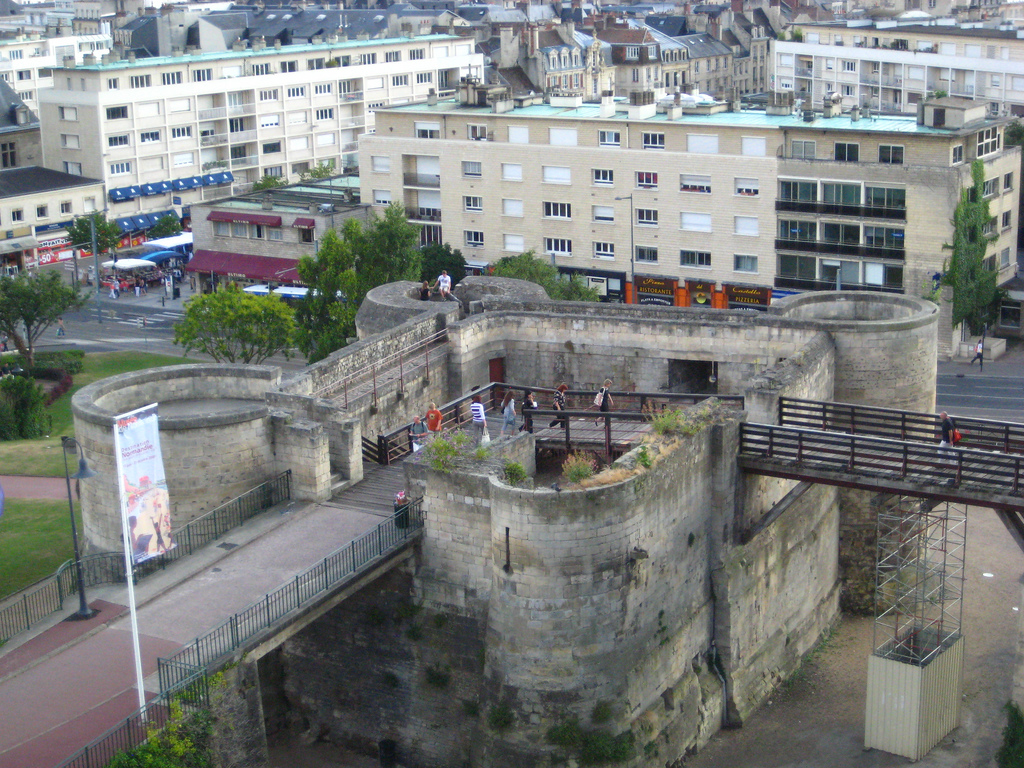
Barbacane de la porte Saint-Pierre.

Au sud des remparts, devait se situer une poterne qui est ensuite remplacée par une entrée plus importante, l'actuelle porte Saint-Pierre, précédée de sa barbacane, construite face à l'église éponyme, nommée également « Porte de devers la ville ». 
La barbacane de la porte Saint-Pierre, coiffée en bonnet de prêtre, est construite peu après la prise de la ville par les Anglais en 1435. Les travaux débutent en 1438 pour se terminer en 1445. Elle se compose d'une enceinte quadrangulaire, flanquée de quatre tours rondes aux angles.
Cette partie sud des remparts est détruite en même temps que le donjon par le décret du 6 août 1793. Elle est restaurée à partir de 1804 avec l'ajout d'un pont-levis et d'un sceau du Premier Empire au-dessus de la porte ; ces derniers éléments ont disparu lors de la restauration du château après la Seconde Guerre mondiale.
Les passerelles des deux portes sont rénovées en 2012 et 2013.
En 2020, 1 027 graffitis datant du XIXe siècle ont été relevés et photographiés sur les murs de deux petites geôles de quelques mètres carrés aménagées de chaque côté de la porte. Les plus vieilles inscriptions dateraient de 1805 ou 1806, après la reconstruction de la porte du château dont la démolition avait été décidée en 1793. Les cachots ayant été utilisés jusqu'en 1880, les plus récents graffitis dateraient de cette époque. Plus de la moitié de ces graffitis représentent des dates et des noms, mais sont également représentés des cuillères, des temples ou des églises, des éléments célestes, des animaux et des éléments liés à l'activité du port, comme des grues et surtout des navires. Ces deux geôles, aujourd'hui inaccessibles pour le public, devraient être ouvertes dans le cadre du projet de réaménagement présenté en 2020.

#### Les fossés
Le château est entouré d'un fossé qui dans son état actuel date de l'occupation anglaise. Au nord, ces fossés ont été creusés dans la roche. À noter qu'au XVe siècle, le fossé étaient moins larges et moins profond qu'aujourd'hui. Le donjon est entouré de son propre fossé, également creusé dans la roche.
Les fossés à l'ouest, au sud et à l'est (rue de Geôle, rue du Vaugueux) ont été comblés dans le courant du XVIIIe siècle. Un chemin est alors aménagé et les façades de certaines maisons s'orientent dès lors vers le château. Cet ensemble urbain est détruit lors de la bataille de Caen et dans le cadre de la reconstruction.

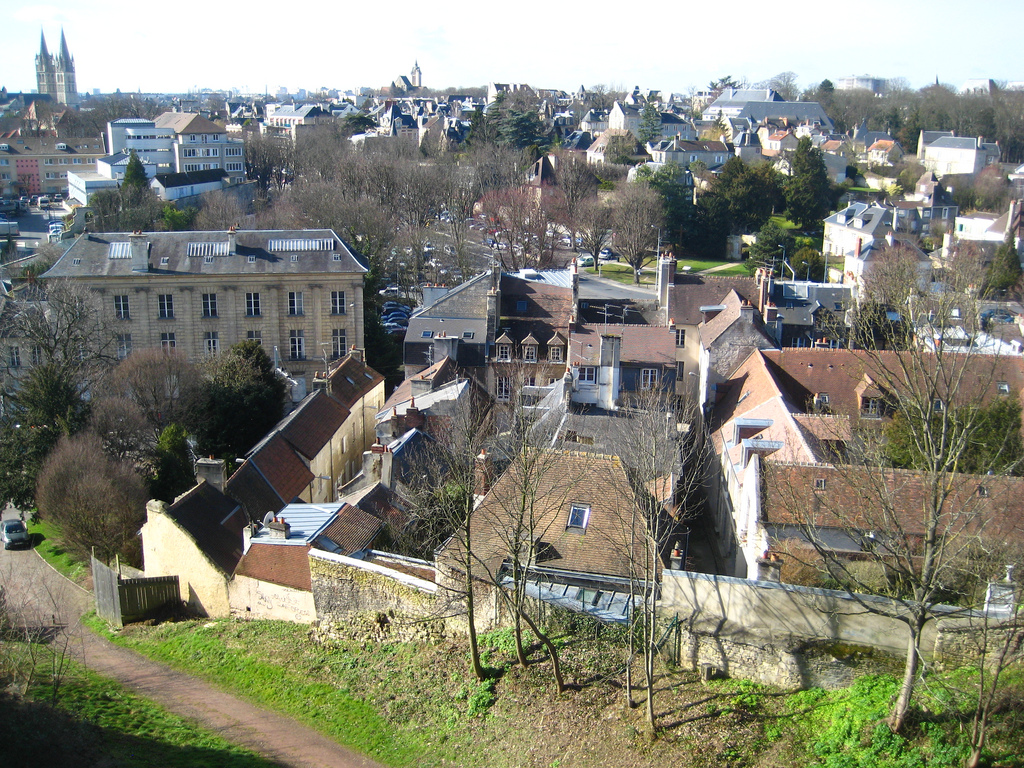
Vue depuis le rempart nord-ouest ; jusqu'en 1944, les fossés étaient tous aussi densément construits.
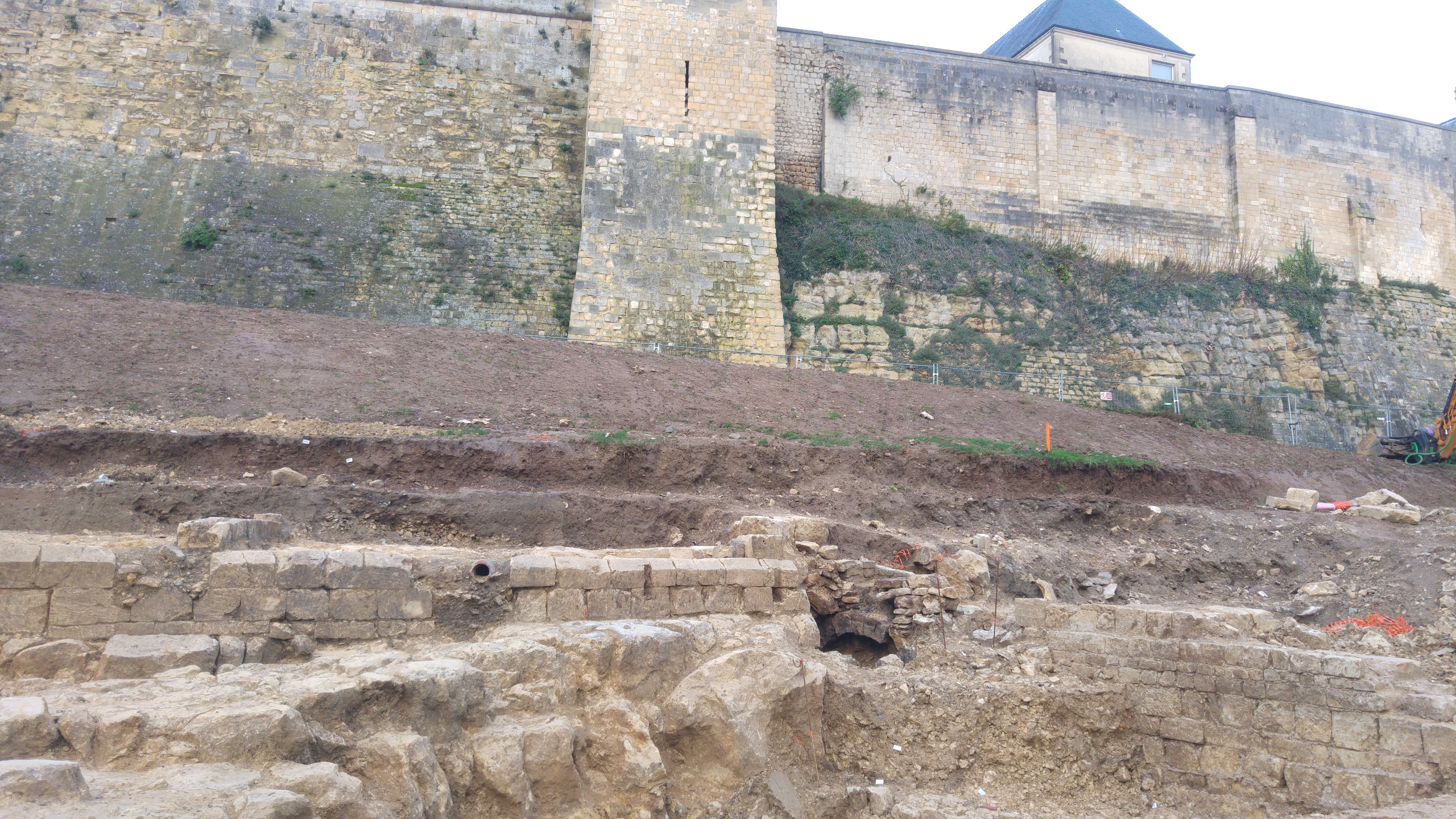
Fouilles des anciens fossés de la rue de Geôle en 2018.
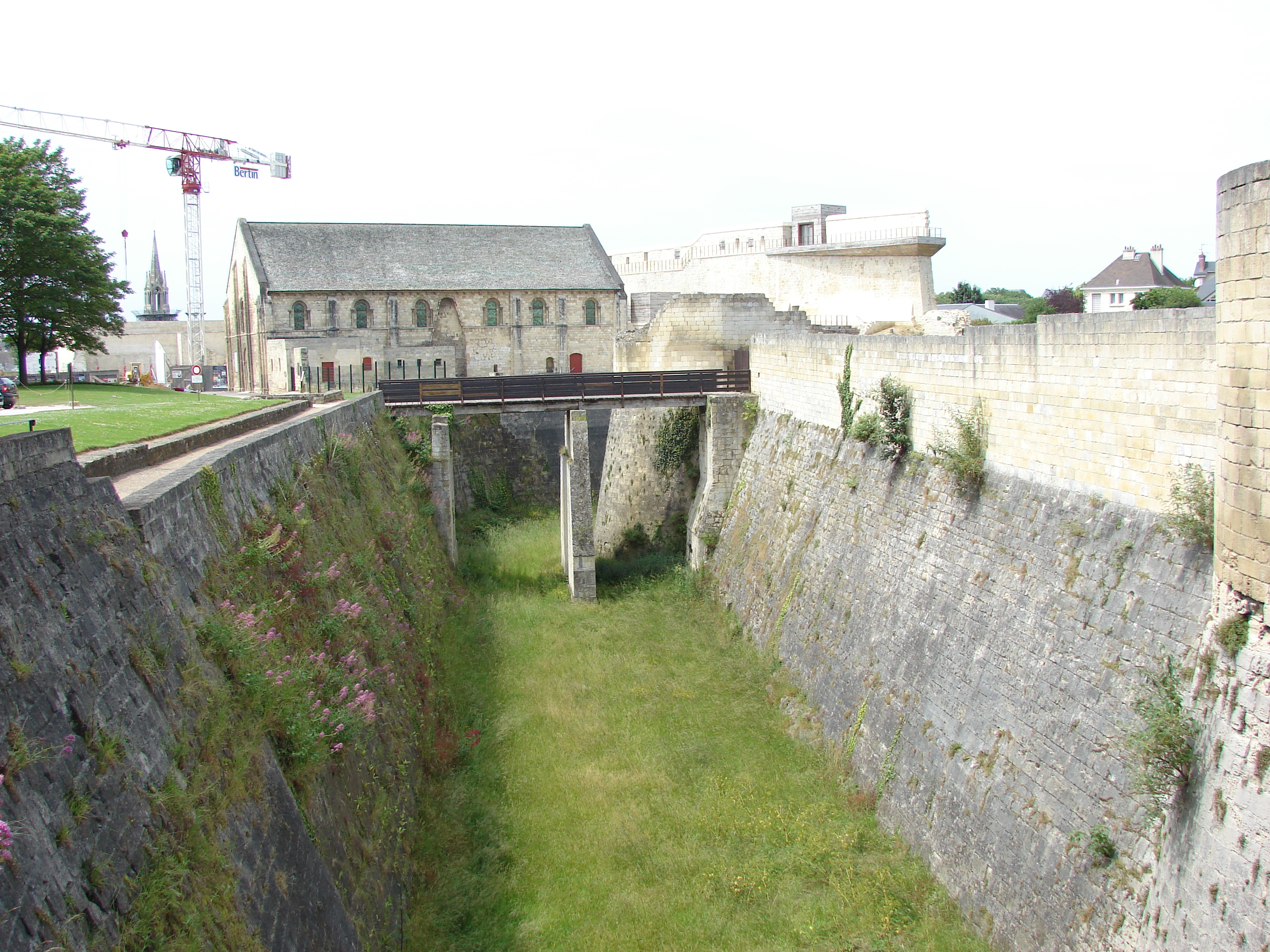
Fossés du donjon.
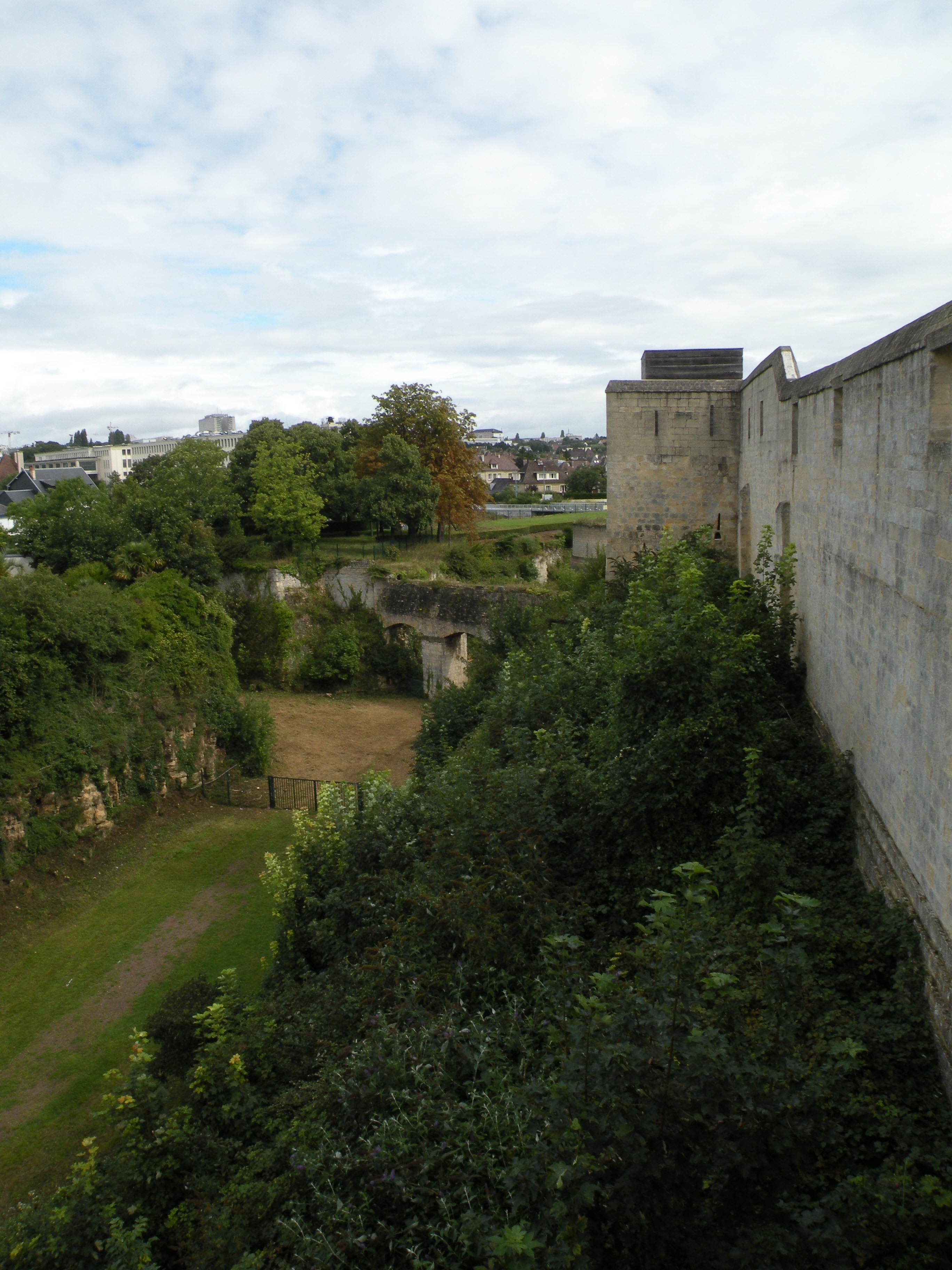
Fossés du rempart nord.
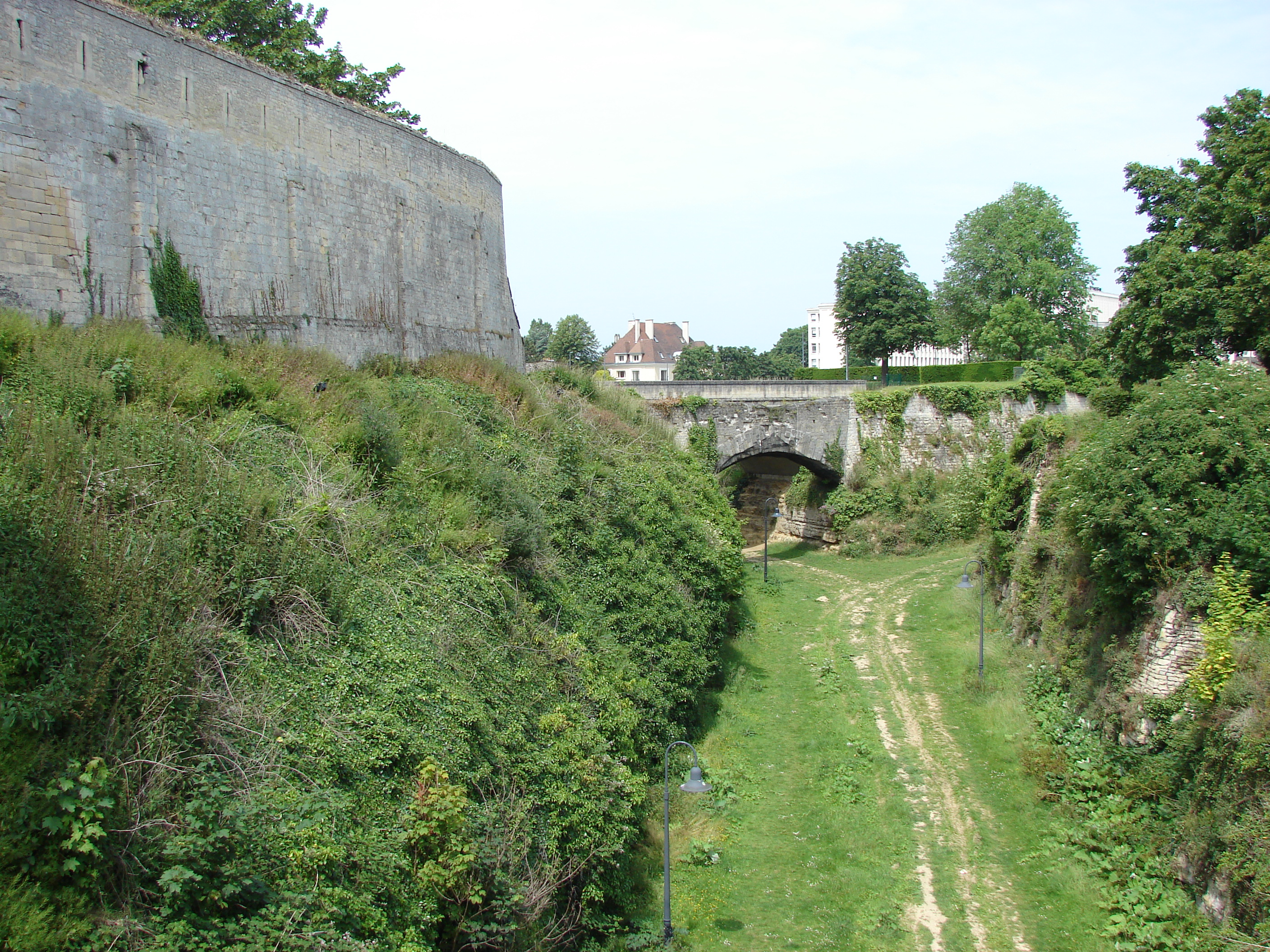
Fossés du rempart est.

## Protection
Le château a tout d'abord été classé au titre des monuments historiques par arrêté du 12 juillet 1886 et son enceinte par arrêté du 20 août 1913. Le 13 juillet 1927, la salle de l'Échiquier est inscrite à l'inventaire supplémentaire des monuments historiques. Le 19 avril 1946, c'est au tour du logis du gouverneur d'être inscrit. Puis les bâtiments à l'intérieur de l'enceinte sont inscrits à leur tour le 13 mai 1946, ce qui n'empêche par leur destruction toutefois.
Finalement, tous ces arrêtés de protection ont été annulés lors du classement de la totalité des constructions et des vestiges du château, y compris l'assiette et l'enceinte fortifiée (les remparts et glacis, les tours, la porte des Champs avec son pont et sa barbacane, la porte Saint-Pierre avec son pont et sa barbacane), à l'exclusion des fossés, du musée des Beaux-Arts et de l'aile en retour nord du musée de Normandie, par arrêté du 10 avril 1997.

## Lieu de tournage
Dans le film Possession, sorti en 2002, les personnages joués par Gwyneth Paltrow et Aaron Eckhart rentrent dans le château par la porte Saint-Pierre.
En 2020, l'équipe de l'émission Secrets d'Histoire a tourné plusieurs séquences au château dans le cadre d'un numéro consacré à Guillaume le Conquérant, intitulé Guillaume le Conquérant : à nous deux l'Angleterre !.
Un documentaire de 52 minutes réalisé par Pierre-François Glaymann et intitulé Château de Caen : une mégastructure fortifiée est diffusé sur la chaîne RMC Découverte en 2020.
Une partie d'un épisode de l'émission Des racines et des ailes, dédié au duché de Normandie et aux Normands de Sicile, est tournée en mai 2021 au château. L'épisode est diffusé pour la première fois le 5 janvier 2022.

## Visite
L'accès à l'enceinte du château de Caen est accessible librement toute l'année. L'espace du donjon, ainsi qu'une partie des murs d'enceinte et des tours sont toutefois fermés au public. Le projet de mise en valeur présenté en 2020 prévoit de rendre accessible l'intégralité de l'enceinte. Depuis juillet 2025, le donjon est accessible en visite guidée.